# Torrelodones

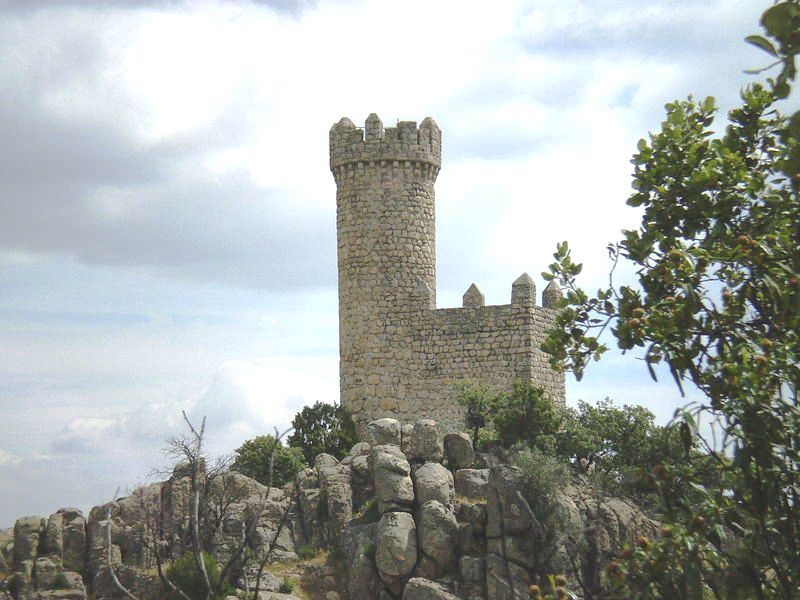
La torre-vigía de Torrelodones da nombre al pueblo

Torrelodones es un municipio del noroeste de la Comunidad de Madrid (España), situado a 29 kilómetros de Madrid. Por su localización entre la sierra de Guadarrama y el área metropolitana de la capital, está vinculado a dos comarcas madrileñas: la comarca agrícola de Guadarrama y la corona metropolitana de Madrid. Según datos oficiales de población cuenta con una población de 25 316 habitantes (INE 2024), distribuida en siete núcleos de población. Se encuentra a una altitud media de 845 m sobre el nivel del mar.
Limita al norte con Hoyo de Manzanares, al este con Madrid a través del monte de El Pardo, al sur con Las Rozas de Madrid y al oeste con Galapagar. Los habitantes de este municipio se encuentran entre los de mayor renta per cápita de la Comunidad de Madrid. Los servicios, la hostelería y la construcción constituyen sus principales actividades económicas.
El pueblo posee un interesante patrimonio artístico y natural y forma parte de dos rutas turísticas de la Comunidad de Madrid. Una de ellas es la Ruta Imperial, que sigue parcialmente el camino histórico empleado en el siglo XVI por el rey Felipe II en sus desplazamientos desde la ciudad de Madrid hasta el Real Sitio de El Escorial. La otra es la Ruta por los Castillos, Fortalezas y Atalayas, a la que queda vinculada por la atalaya de Torrelodones, una torre-vigía de origen andalusí.
En lo que respecta a sus valores ambientales, buena parte de su territorio está protegido a través del parque regional de la Cuenca Alta del Manzanares y del parque regional del Curso Medio del Río Guadarrama y su Entorno.
En su término se encuentra el Casino Gran Madrid, inaugurado en 1981 y primero existente en la Comunidad de Madrid, de gran importancia en la economía local del municipio, al ser la primera gran empresa radicada en el mismo.

## Toponimia
El pueblo era conocido antiguamente como Torre de Lodones, expresión que fue derivando, por economía de la lengua, en Torrelodones. El nombre proviene, por un lado, de la torre musulmana que domina la parte más vieja de la localidad, desde lo alto de un pequeño cerro, y, por otro, del árbol conocido como lodón, que abundaba en la zona. La atalaya formaba parte de un sistema defensivo durante el periodo andalusí, con la que la población musulmana intentaba frenar el avance de los reinos cristianos.

## Símbolos
Escudo
El escudo heráldico municipal de Torrelodones se aprobó, en 1979 por el Real Decreto 3086/1979, de 17 de diciembre. Su descripción oficial es la siguiente: Su blasón es el siguiente:

«Escudo partido. Primero, de plata, la torre de azur; segundo, de azur, la banda de oro, engolada en dragantes del mismo metal, y en punta, de plata, el almez o lodón, frutado de sable. Al timbre, corona real cerrada.»
Boletín Oficial del Estado n.º 33 de 7 de febrero de 1980

La torre y el almez son los símbolos parlantes del nombre del pueblo. La banda de dragantes corresponde a la Casa de Vega, a cuyo señorío perteneció el pueblo. La condición de "villa" fue concedida en el año 1728.
Bandera
Fue aprobada por la Comunidad de Madrid el 12 de febrero de 1992, según diseño de Julián Nieto Martín.
La descripción textual de la bandera es la siguiente:

Bandera rectangular, de proporciones 2:3 dividida diagonalmente en dos partes iguales desde la parte alta de la vaina a la baja del suelo, de color azul la superior y amarilla la inferior; en el centro, el Escudo de Armas timbrado aprobado oficialmente.
Boletín Oficial del Estado nº 108 de 5 de mayo de 1992

## Geografía

### Límites

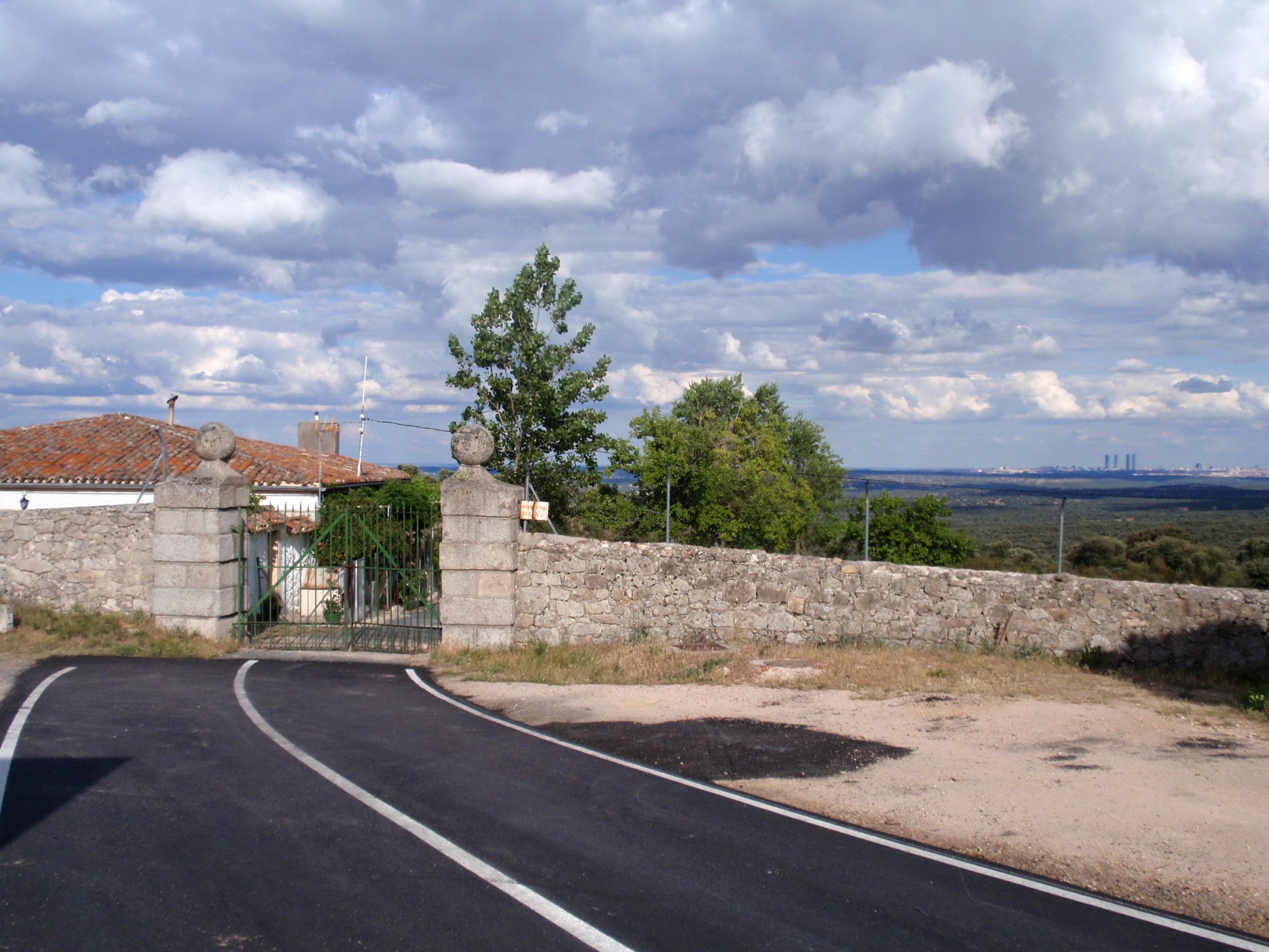
Puerta del Hito, límite con el monte de El Pardo

El término municipal de Torrelodones linda con los siguientes municipios, entidades de población y zonas agrestes:
- Al norte limita con el municipio de Hoyo de Manzanares, a través de la urbanización La Berzosa y de diferentes parajes integrados en el parque regional de la Cuenca Alta del Manzanares. También linda al noroeste con Moralzarzal en una pequeña parte del propio parque regional.[10][fuente cuestionable]
- Al sur con el municipio de Las Rozas de Madrid, a través de la pedanía de Las Matas, la parte de Los Peñascales perteneciente a Las Rozas de Madrid y la urbanización Molino de la Hoz.
- Al oeste con el municipio de Galapagar, a través de las áreas urbanas de Fuente de la Teja, Monteana y Monte de Peregrinos y de distintas zonas protegidas incluidas dentro del parque regional del Curso Medio del río Guadarrama y su entorno. El río Guadarrama discurre por estos enclaves naturales, separando los dos términos municipales desde el monte de La Tejera hasta la presa de El Gasco.
- Al este con el municipio de Madrid, a través de la Puerta del Hito, uno de los accesos que permiten salvar la valla del monte de El Pardo.

| Noroeste: Moralzarzal y Galapagar | Norte: Hoyo de Manzanares | Noreste: Hoyo de Manzanares  |
| Oeste: Galapagar                  |                           | Este: Madrid                 |
| Suroeste Galapagar                | Sur: Las Rozas de Madrid  | Sureste: Las Rozas de Madrid |

### Núcleos de población
La población de Torrelodones se distribuye en siete núcleos poblacionales, oficialmente reconocidos: Torrelodones (centro), La Estación, Los Peñascales, Los Robles, Los Bomberos, La Berzosilla y El Gasco. Existen otras áreas urbanas, con una ubicación aislada respecto a las citadas entidades de población, pero sin rango oficial como núcleos. Es el caso de Las Marías, Las Rozuelas, Bellavista, Los Jarales, El Peñalar, Arroyo de Trofas, Monte Alegre, Área Homogénea Sur (Los Prados) entre otras.
| Núcleo de población   | Coordenadas                               | Habitantes (2008) |
| --------------------- | ----------------------------------------- | ----------------- |
| Torrelodones (centro) | 40°34′35″N 3°55′46″O / 40.57639, -3.92944 | 8272              |
| La Estación           | 40°34′36″N 3°56′58″O / 40.57667, -3.94944 | 5336              |
| Los Peñascales        | 40°34′19″N 3°53′52″O / 40.57194, -3.89778 | 4218              |
| Los Robles            | 40°35′7″N 3°55′14″O / 40.58528, -3.92056  | 1292              |
| Los Bomberos          | 40°34′12″N 3°55′35″O / 40.57000, -3.92639 | 1262              |
| La Berzosilla         | 40°35′12″N 3°56′51″O / 40.58667, -3.94750 | 528               |
| El Gasco              | 40°34′3″N 3°56′44″O / 40.56750, -3.94556  | 323               |
| Total                 | Total                                     | 21231             |

### Urbanismo

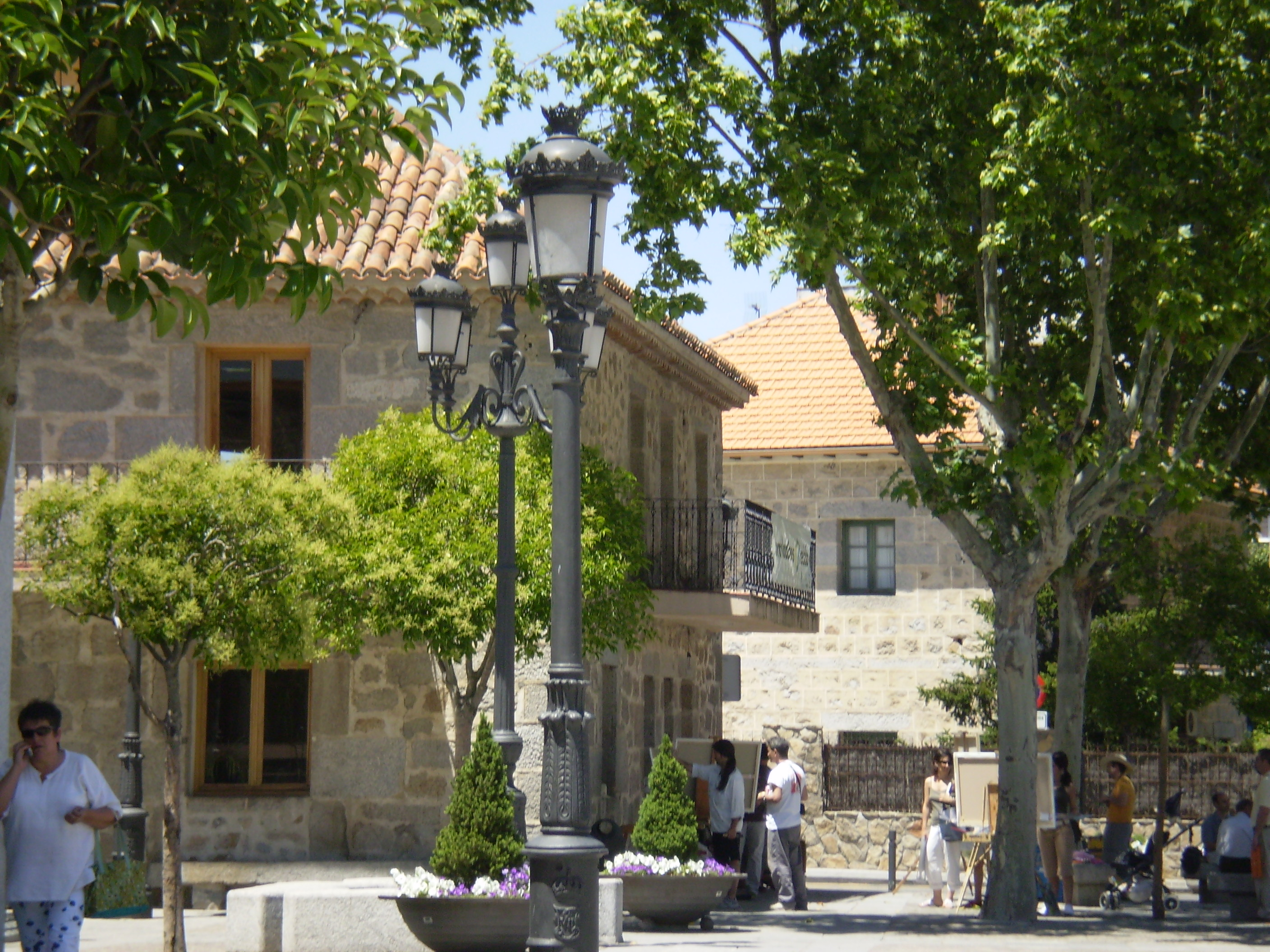
Aspecto del centro de Torrelodones

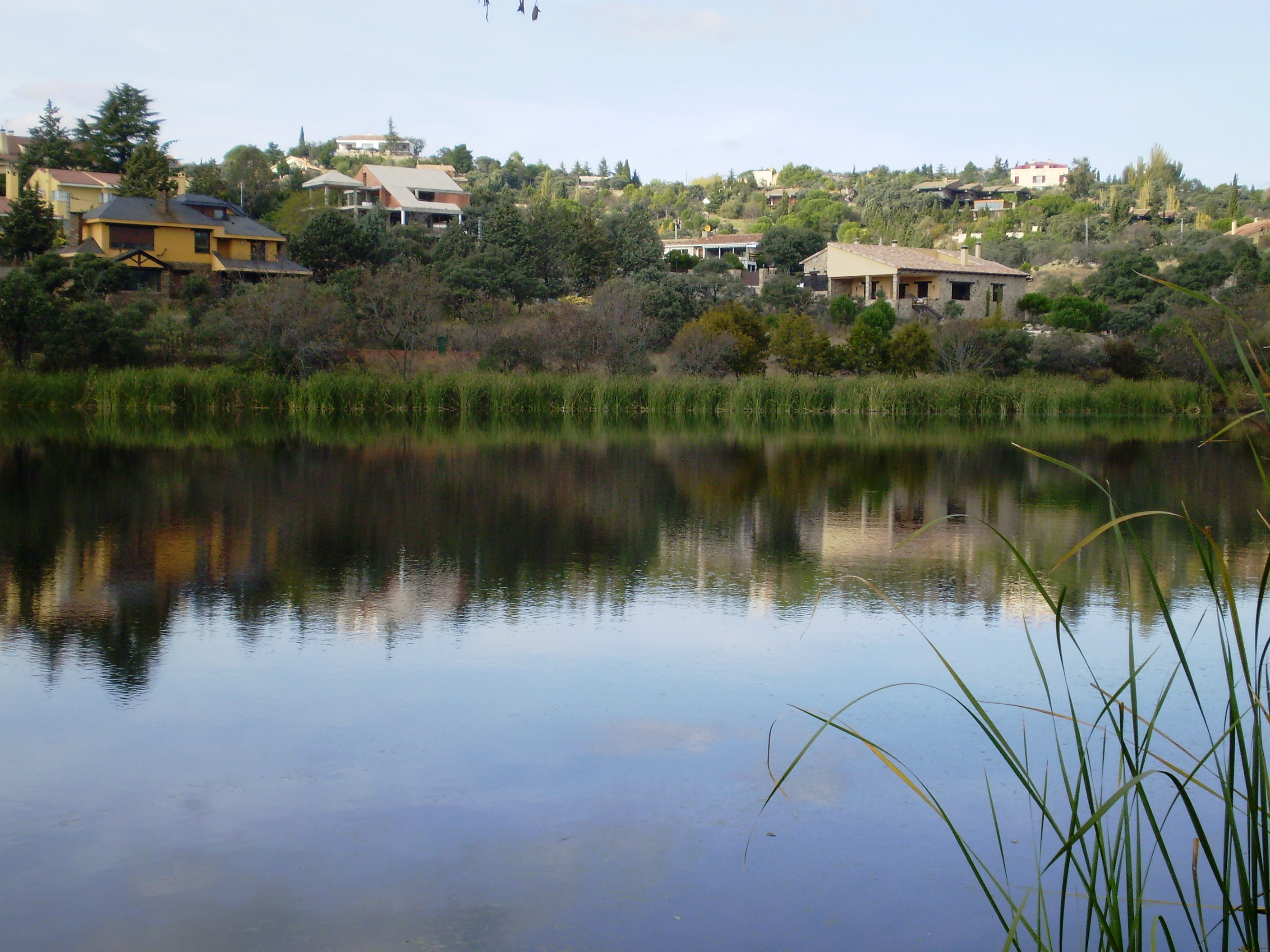
Vista parcial de Los Peñascales, con el Embalse de Gabriel Enríquez de la Orden en primer término

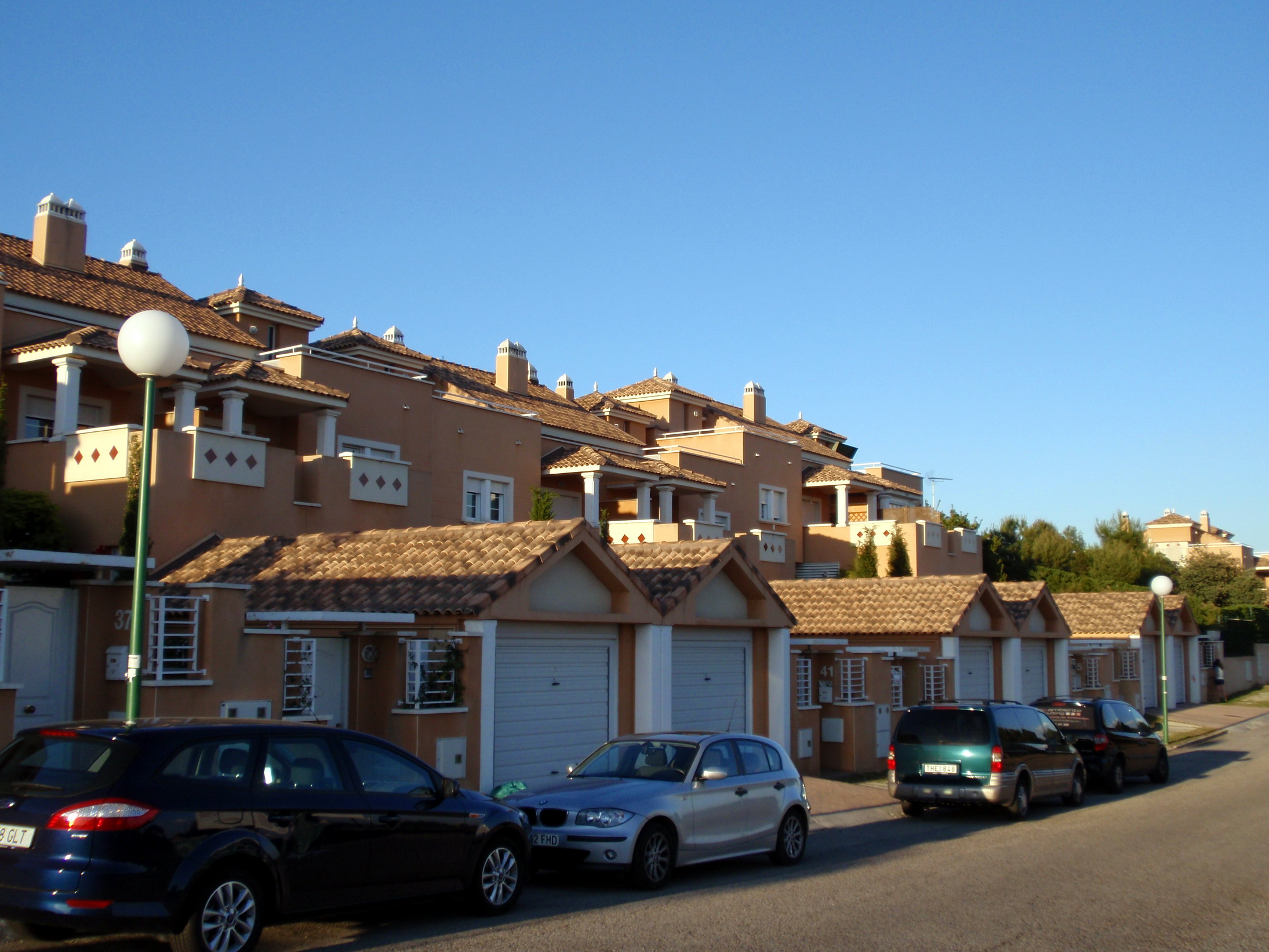
Zona de chalet en urbanización Las Marías

El municipio presenta diferencias demográficas entre sus distintas entidades poblacionales. En Torrelodones (centro), La Estación y Los Bomberos se da un hábitat concentrado, frente a la dispersión que caracteriza a los restantes núcleos. Estos últimos prácticamente carecen de zonas comerciales, industriales y de servicios, que se localizan preferentemente en los primeros.
Torrelodones (centro), conocido popularmente como Torrelodones-Pueblo, integra el casco histórico. Este se configuró en la Alta Edad Media alrededor de una única calle, cuyo trazado se mantiene en la actualidad a través del eje viario conformado por la calle de Carlos Picabea, la plaza de la Constitución y la calle Real.
A lo largo del siglo XX, la localidad fue expandiéndose, en un primer momento, hacia el sur, con la construcción de edificios a ambos lados del antiguo Camino Real de Valladolid, y la creación del barrio de La Cañada; y hacia el oeste, con el barrio Vasco. Posteriormente, se urbanizaron el Monte de Los Ángeles, ubicado al este del casco histórico, y la base de la montaña del Canto del Pico, situada al norte.
El tipo de vivienda dominante en Torrelodones-Pueblo son los bloques de apartamentos y pisos, entre dos y cuatro alturas, aunque también se conservan viviendas unifamiliares típicas de la arquitectura rural de la sierra de Guadarrama. Los chalets independientes y adosados sustituyen a los pisos en las zonas más alejadas del casco antiguo.
La Estación, también llamada Torrelodones-Colonia, surgió en el último tercio del siglo XIX, alrededor de la estación ferroviaria. Su caserío queda constituido por bloques de pisos, chalets independientes, edificados tanto en grandes parcelas como en pequeñas, y chalets adosados.
Torrelodones-Pueblo y Torrelodones-Colonia pueden ser considerados como los principales centros sociales, administrativos y económicos del municipio. En ellos reside el 64 % de los habitantes y se concentra la inmensa mayoría de los comercios, industrias y servicios existentes en el pueblo.
En las entidades de población de Los Peñascales, El Gasco, Los Robles y La Berzosilla ha prevalecido históricamente la función residencial. Este perfil urbano tiene su origen en la segunda mitad del siglo XIX, con la aparición de grandes fincas privadas, más o menos alejadas del centro. En la segunda mitad del siglo XX, se procedió a su parcelación para la creación de urbanizaciones de chalets independientes, promovidas y urbanizadas por empresas privadas y administradas directamente por sus respectivas comunidades de propietarios, que se hacían cargo del suministro de agua, del alumbrado o de la pavimentación de las vías urbanas, entre otros servicios. Con el paso del tiempo, estas áreas han perdido su carácter privado inicial y han quedado integradas dentro del municipio como entidades de población, asumiendo el ayuntamiento la prestación de los citados servicios. con el consiguiente deterioro de la calidad de vida del municipio. El incremento poblacional de los últimos lustros es uno de los principales problemas de este antaño bello y tranquilo pueblo madrileño.
El tipo de vivienda dominante en estas zonas es el chalet independiente, asentado sobre pequeñas parcelas, generalmente habilitadas como jardines. En los últimos años del siglo XX y primeros del XXI, también han proliferado los chalets adosados. Se trata, en cualquier caso, de construcciones de una o dos alturas.
Por su parte, el núcleo de Los Bomberos presenta un origen diferente. Se creó en el siglo XXI a iniciativa del propio ayuntamiento, con la decisión de urbanizar un espacio anteriormente agreste y especialmente bonito, situado en las inmediaciones de la finca privada Los Bomberos, de la que toma su nombre. Fue diseñado a modo de extensión periférica de Torrelodones-Pueblo, con manzanas de chalets adosados, bloques de pisos y zonas comerciales.

### Vinculación comarcal
Históricamente perteneció a la Comunidad de ciudad y tierra de Segovia, en el Sexmo de Manzanares.
La Comunidad de Madrid carece de comarcas administrativas, si bien existen diversas clasificaciones comarcales, elaboradas por distintos organismos públicos. Algunas de ellas incluyen a Torrelodones en la comarca agrícola de la Sierra de Guadarrama, mientras que en otras queda integrado dentro del área metropolitana de Madrid, aunque siempre en el límite de estas comarcas con sus adyacentes.
En otras clasificaciones, sobre todo las que se utilizan a efectos económicos, Torrelodones aparece vinculado con los municipios situados en la zona noroeste del área metropolitana, con los que comparte niveles socioeconómicos similares. Es el caso de Boadilla del Monte, Brunete, Majadahonda, Pozuelo de Alarcón, Villanueva de la Cañada y Villaviciosa de Odón.

### Geología

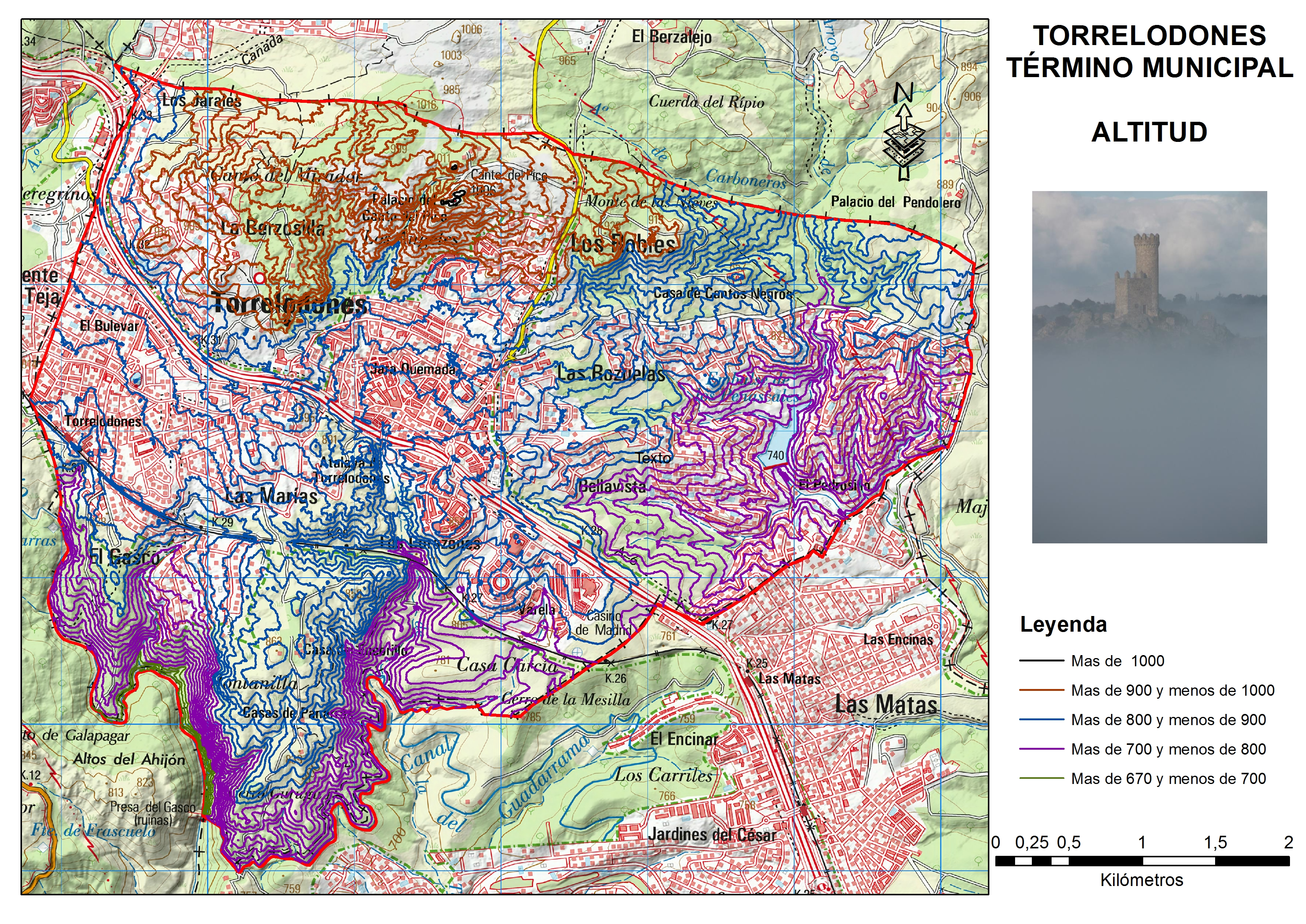
Mapa de relieve con altitudes de Torrelodones

Torrelodones está situado en la vertiente meridional de la sierra de Guadarrama, en una zona de presierra conocida en esta parte como Rampa de la Sierra. Se trata de una unidad de relieve que actúa de transición entre la referida formación montañosa y la fosa del Tajo, también denominada cuenca de Madrid.
Se encuentra a los pies de la sierra del Hoyo, un monte-isla de la sierra de Guadarrama que, geológicamente, divide las cuencas hidrográficas de los ríos Guadarrama y Manzanares y que, por su ubicación aislada con respecto al eje axial guadarrameño, fue fruto de una acción erosiva diferencial.
El pueblo está cruzado por una falla, a la que da nombre. La falla de Torrelodones se originó durante la Orogenia Alpina y separa materiales plutónicos y metamórficos, característicos de la sierra de Guadarrama, de los materiales sedimentarios terciarios que rellenan la depresión del Tajo. La fracturación es especialmente visible en la denominada cuesta de Torrelodones, que define uno de los límites meridionales de la sierra de Guadarrama. Aquí se superponen los efectos de las Orogenias Hercínica y Alpina. A la primera corresponden los procesos magmáticos que dieron como resultado la aparición de granitos y la fracturación del zócalo en bloques. La segunda dio lugar al levantamiento del Sistema Central durante el Neógeno y a la consiguiente formación de la falla de Torrelodones.

### Geomorfología

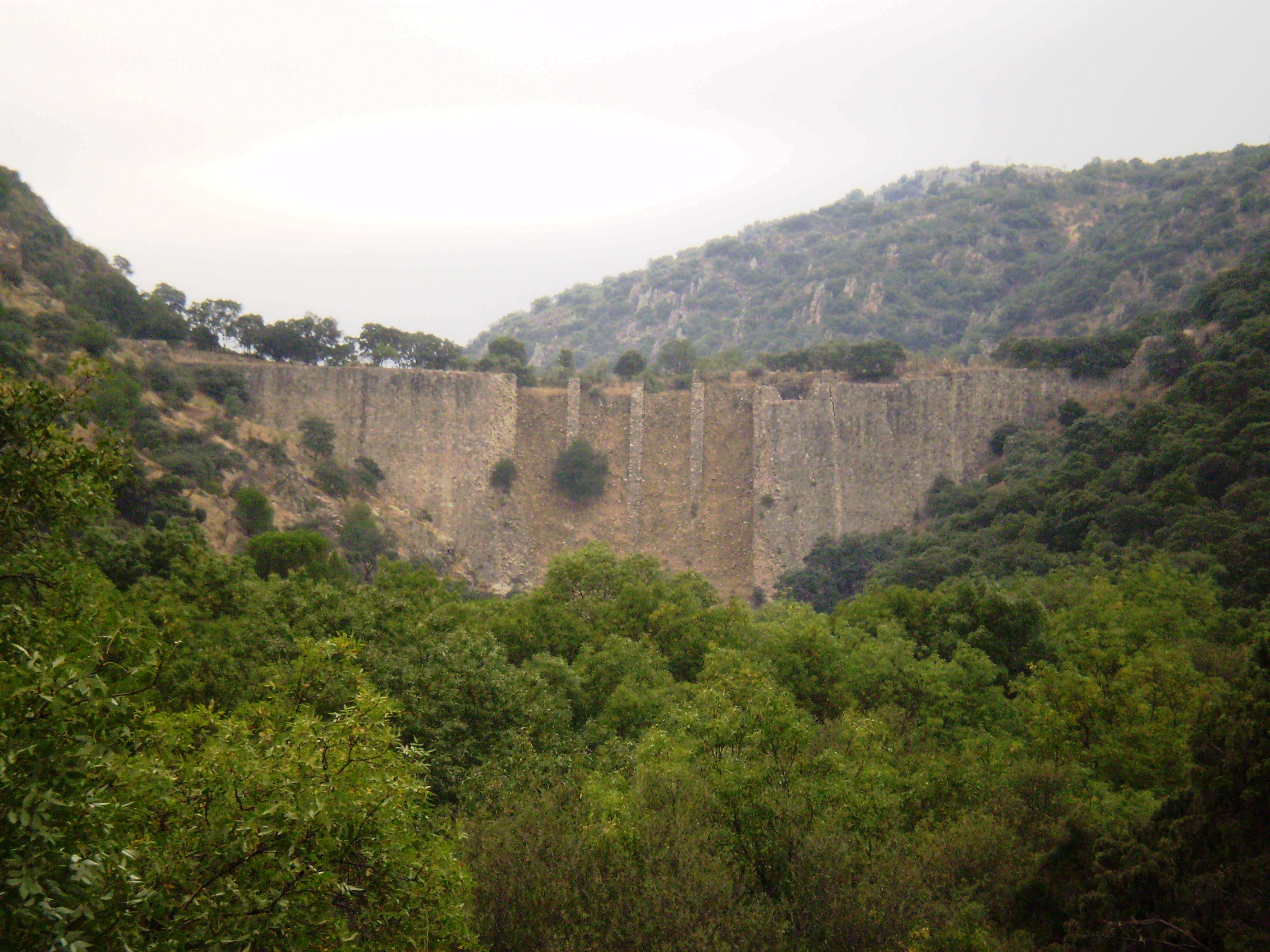
Presa de El Gasco, altitud mínima del municipio (675 m s. n. m.)

Torrelodones presenta una superficie característica de piedemonte, con afloramientos graníticos, surgidos por acción de una erosión directa. Su modelado es típicamente fluvial, como consecuencia de la ubicación del municipio en la línea divisoria de dos cuencas hidrográficas, con diferentes fracturas que descienden rápidamente hacia los valles del Manzanares y del Guadarrama.
Todo ello condiciona un relieve bastante accidentado, si bien con vertientes más suaves hacia el cauce del Manzanares. El término municipal salva así un fuerte desnivel, que va desde los 1011 m s. n. m. de la montaña del Canto del Pico, su altitud máxima, hasta los 675 m s. n. m. de la presa de El Gasco, la mínima cota. Esta construcción se levanta sobre el cauce del Guadarrama, a apenas tres kilómetros de la citada montaña, en dirección suroeste. La altitud media del municipio es de 845 m s. n. m.

### Edafología

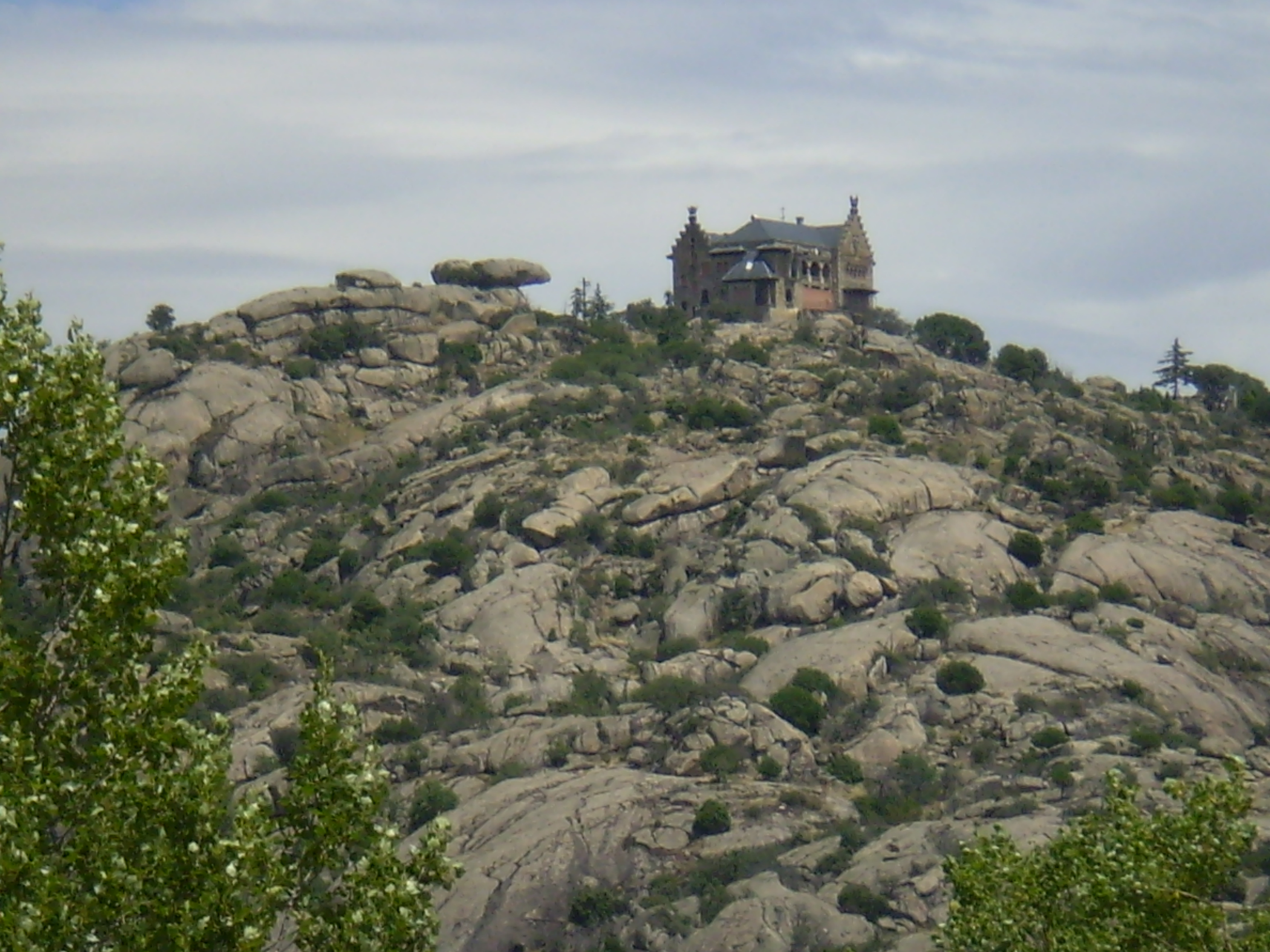
Bolos graníticos de la montaña del Canto del Pico (1011 m)

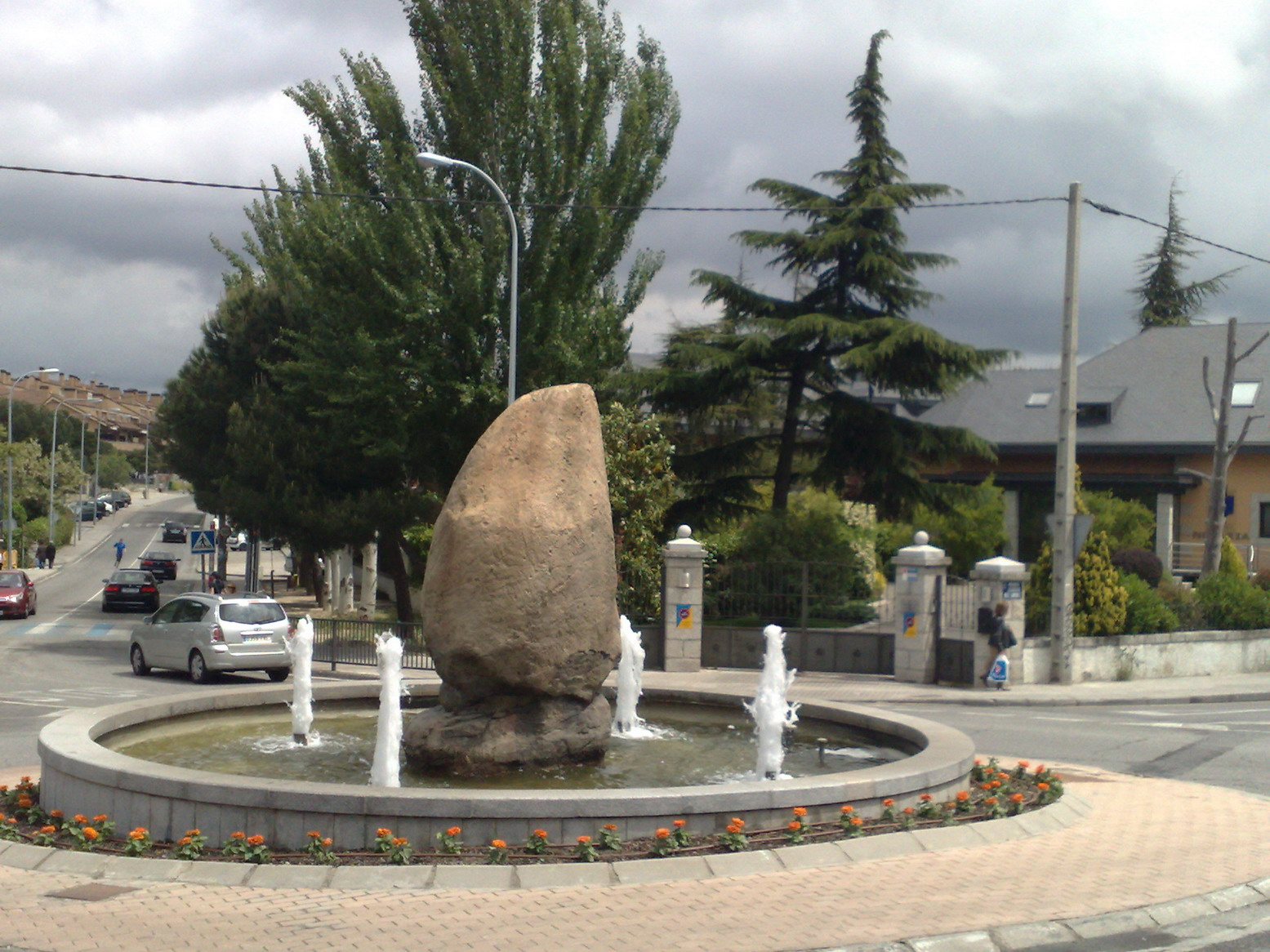
Réplica del Canto del Dedo Gordo

Como consecuencia de su situación en una zona de división geológica, Torrelodones presenta dos tipos fundamentales de suelo: el granito y el gneis, materiales fundamentales en la sierra de Guadarrama, que se concentran hacia el norte y el oeste del término municipal. La parte meridional del mismo recoge los depósitos terciarios que rellenan la cuenca sedimentaria del Tajo, que se manifiestan en arenas y arcillas, especialmente abundantes en Los Bomberos y Los Peñascales. Este último núcleo de población sirve además de transición entre la sierra del Hoyo y el monte de El Pardo, a donde van a parar, por disgregación, los materiales graníticos procedentes de la citada formación montañosa.
En términos litológicos, los grupos básicos presentes en el municipio son los siguientes:
- Granitos. Aparecen adamelitas, granitos biolíticos, de grano medio a grueso, y grandes bloques en forma de bolos, peñas, cantos y canchales. Entre estos últimos, cabe destacar por su singularidad los bloques situados en el Canto del Pico y sus estribaciones, tales como la piedra caballera que da nombre a esta montaña, parecida a un pico de ave, el Canto de la Cueva y el Dedo Gordo. Este último fue destruido durante las obras de construcción de la autopista A6; tenía forma de dedo pulgar y, en la actualidad, se exhibe una réplica en el centro de una rotonda que lleva su nombre.
- Aluviales y coluviales. Aunque no poseen un gran desarrollo dentro del municipio, existen algunas concentraciones en zonas de vaguada y de ladera. Son de naturaleza arenosa, con cantos.
- Eluviales. Son muy abundantes, dado el sustrato granítico sobre el que se asienta el pueblo.[18]

### Hidrología

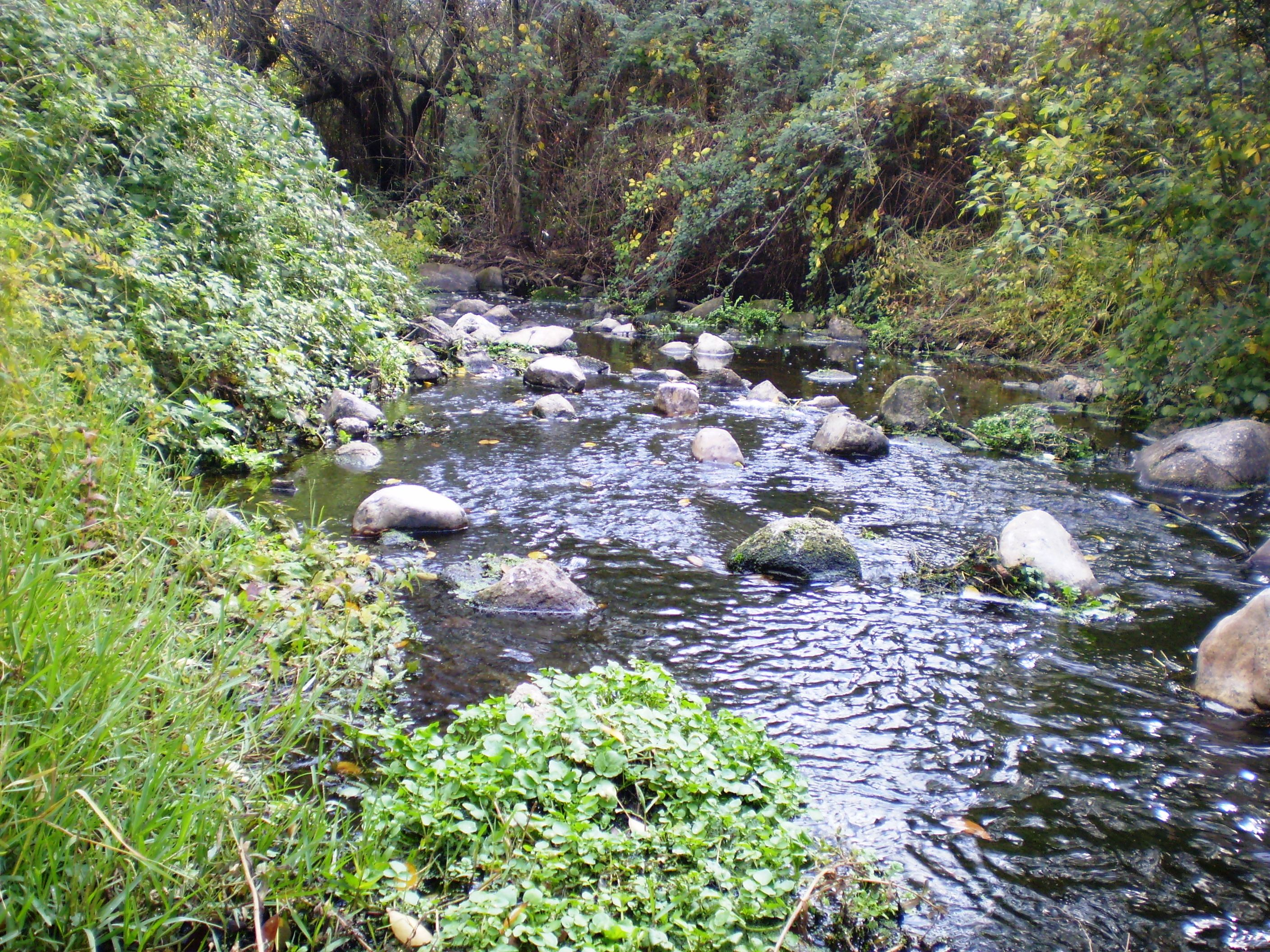
El arroyo de Trofa, a su paso por Los Peñascales

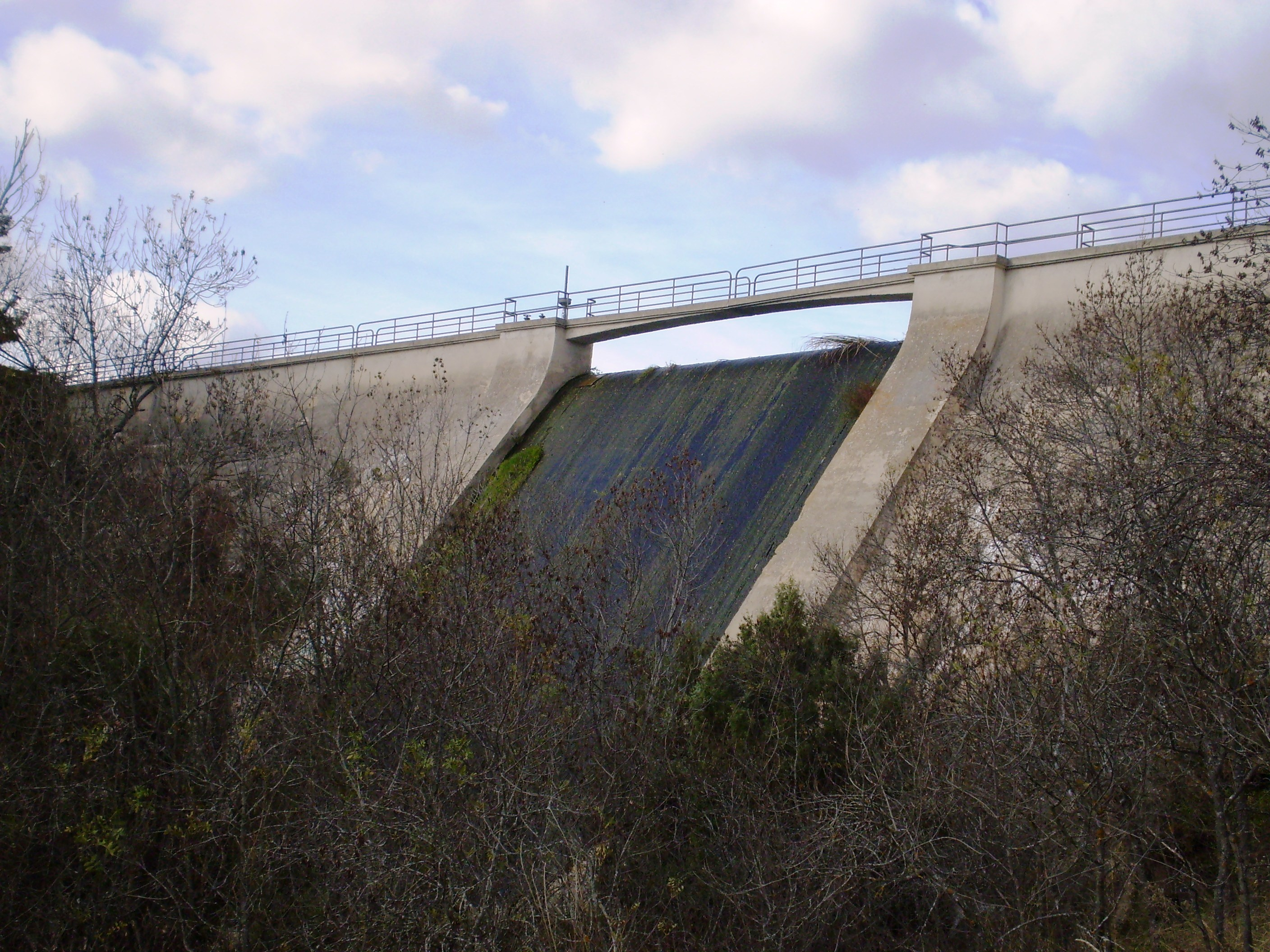
Presa del Embalse de Gabriel Enríquez de la Orden

Torrelodones queda integrado dentro de dos cuencas hidrográficas: la del Guadarrama y la del Manzanares. Ambos ríos son tributarios del Tajo, el primero como afluente directo y el segundo como subafluente, a través del Jarama.
El río Guadarrama discurre en dirección norte-sur por la parte occidental de municipio, en el límite con Galapagar, por los montes de La Tejera y de El Gasco. A él vierten los arroyos de la Nava y de la Torre, que tienen su origen en la vertiente occidental de la sierra del Hoyo. Se trata de corrientes que sufren un fuerte estiaje, llegando a secarse durante el verano.
A la cuenca del río Manzanares pertenece el arroyo de Trofas, el más largo de los arroyos que surcan el término y el único que presenta curso durante todo el año. Nace en las laderas meridionales de la sierra del Hoyo y, después de atravesar el núcleo de población de Los Peñascales, se adentra en el monte de El Pardo. Forma el embalse de Gabriel Enríquez de la Orden o de Los Peñascales, la zona húmeda más importante del municipio, donde habitan diferentes especies avícolas y anfibias.
Los afluentes de este curso fluvial son pequeños arroyos de carácter temporal. El de la Mina pasa por la urbanización Las Rozuelas y desemboca a la altura del embalse de Los Peñascales. Mayor entidad presenta el de la Solana, que fluye cerca del cementerio, recogiendo las aguas de las escorrentías del Pretil y del Vialejo.

### Clima
El clima de Torrelodones es de tipo mediterráneo continental. Los inviernos son fríos, con temperaturas mínimas inferiores a los 5 °C, heladas nocturnas frecuentes y nevadas ocasionales. Los veranos son calurosos con medias en torno a los 24 °C en julio y agosto y con máximas que, a veces, superan los 35 °C.
La amplitud térmica anual es alta (19 °C, cifra propia de la Submeseta Sur), como consecuencia de la gran distancia con el mar y la altitud del municipio (845 m de media). Las precipitaciones anuales son superiores a los 400 mm, con mínimos muy marcados en verano y cuatro meses secos, de junio a septiembre.
Los datos estadísticos que se acompañan corresponden al aeródromo de Cuatro Vientos, situado en Madrid capital, al ser la estación meteorológica más cercana a Torrelodones. Por lo tanto, los datos reales de Torrelodones pueden sufrir ligeras oscilaciones, al ser sus veranos más suaves y sus inviernos algo más fríos, dada su ubicación en la presierra de Guadarrama.

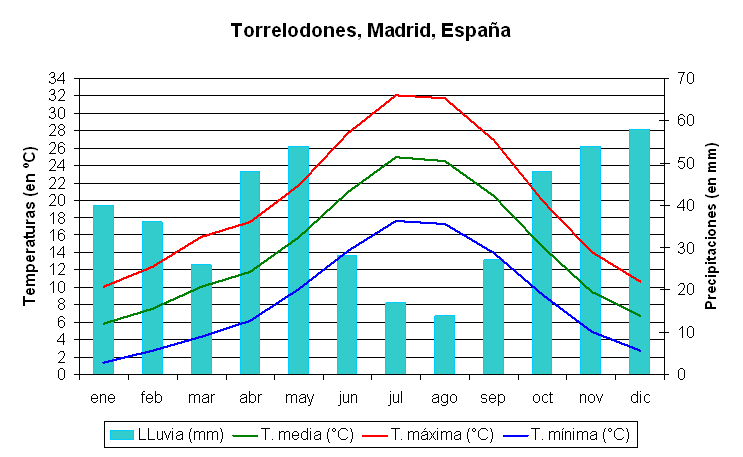
Climatología de Torrelodones (Madrid)

| Parámetros climáticos promedio de Torrelodones en el periodo 1961-2003 | Parámetros climáticos promedio de Torrelodones en el periodo 1961-2003 | Parámetros climáticos promedio de Torrelodones en el periodo 1961-2003 | Parámetros climáticos promedio de Torrelodones en el periodo 1961-2003 | Parámetros climáticos promedio de Torrelodones en el periodo 1961-2003 | Parámetros climáticos promedio de Torrelodones en el periodo 1961-2003 | Parámetros climáticos promedio de Torrelodones en el periodo 1961-2003 | Parámetros climáticos promedio de Torrelodones en el periodo 1961-2003 | Parámetros climáticos promedio de Torrelodones en el periodo 1961-2003 | Parámetros climáticos promedio de Torrelodones en el periodo 1961-2003 | Parámetros climáticos promedio de Torrelodones en el periodo 1961-2003 | Parámetros climáticos promedio de Torrelodones en el periodo 1961-2003 | Parámetros climáticos promedio de Torrelodones en el periodo 1961-2003 | Parámetros climáticos promedio de Torrelodones en el periodo 1961-2003 |
| Mes                                                                    | Ene.                                                                   | Feb.                                                                   | Mar.                                                                   | Abr.                                                                   | May.                                                                   | Jun.                                                                   | Jul.                                                                   | Ago.                                                                   | Sep.                                                                   | Oct.                                                                   | Nov.                                                                   | Dic.                                                                   | Anual                                                                  |
| ---------------------------------------------------------------------- | ---------------------------------------------------------------------- | ---------------------------------------------------------------------- | ---------------------------------------------------------------------- | ---------------------------------------------------------------------- | ---------------------------------------------------------------------- | ---------------------------------------------------------------------- | ---------------------------------------------------------------------- | ---------------------------------------------------------------------- | ---------------------------------------------------------------------- | ---------------------------------------------------------------------- | ---------------------------------------------------------------------- | ---------------------------------------------------------------------- | ---------------------------------------------------------------------- |
| Precipitación total (mm)                                               | 57.8                                                                   | 46.7                                                                   | 34.8                                                                   | 51.1                                                                   | 51.8                                                                   | 30.1                                                                   | 10.8                                                                   | 10.7                                                                   | 33.6                                                                   | 56.0                                                                   | 80.1                                                                   | 60.0                                                                   | 523.6                                                                  |
| [cita requerida]                                                       |                                                                        |                                                                        |                                                                        |                                                                        |                                                                        |                                                                        |                                                                        |                                                                        |                                                                        |                                                                        |                                                                        |                                                                        |                                                                        |

### Flora

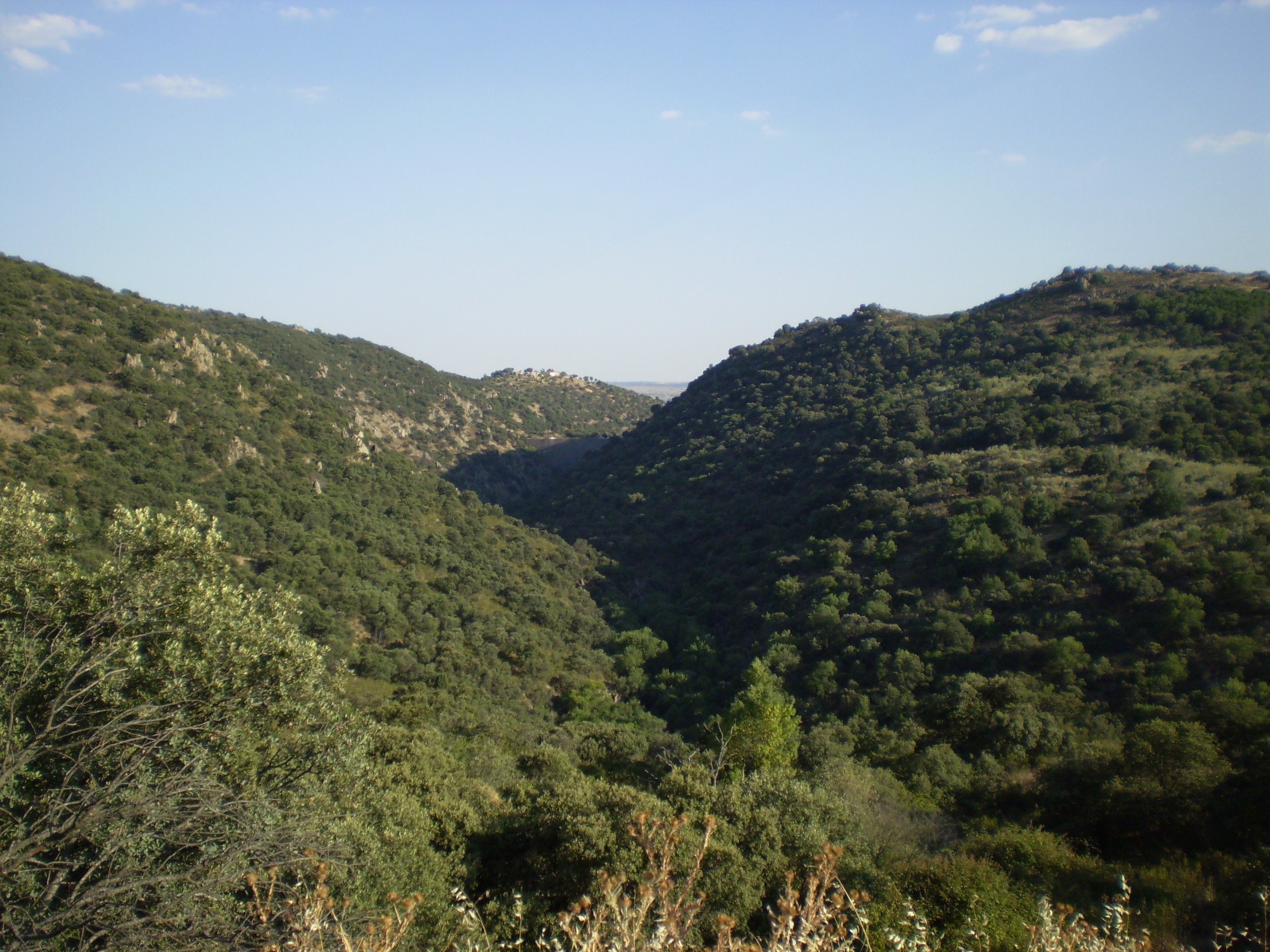
Encinar carpetano del monte de El Gasco

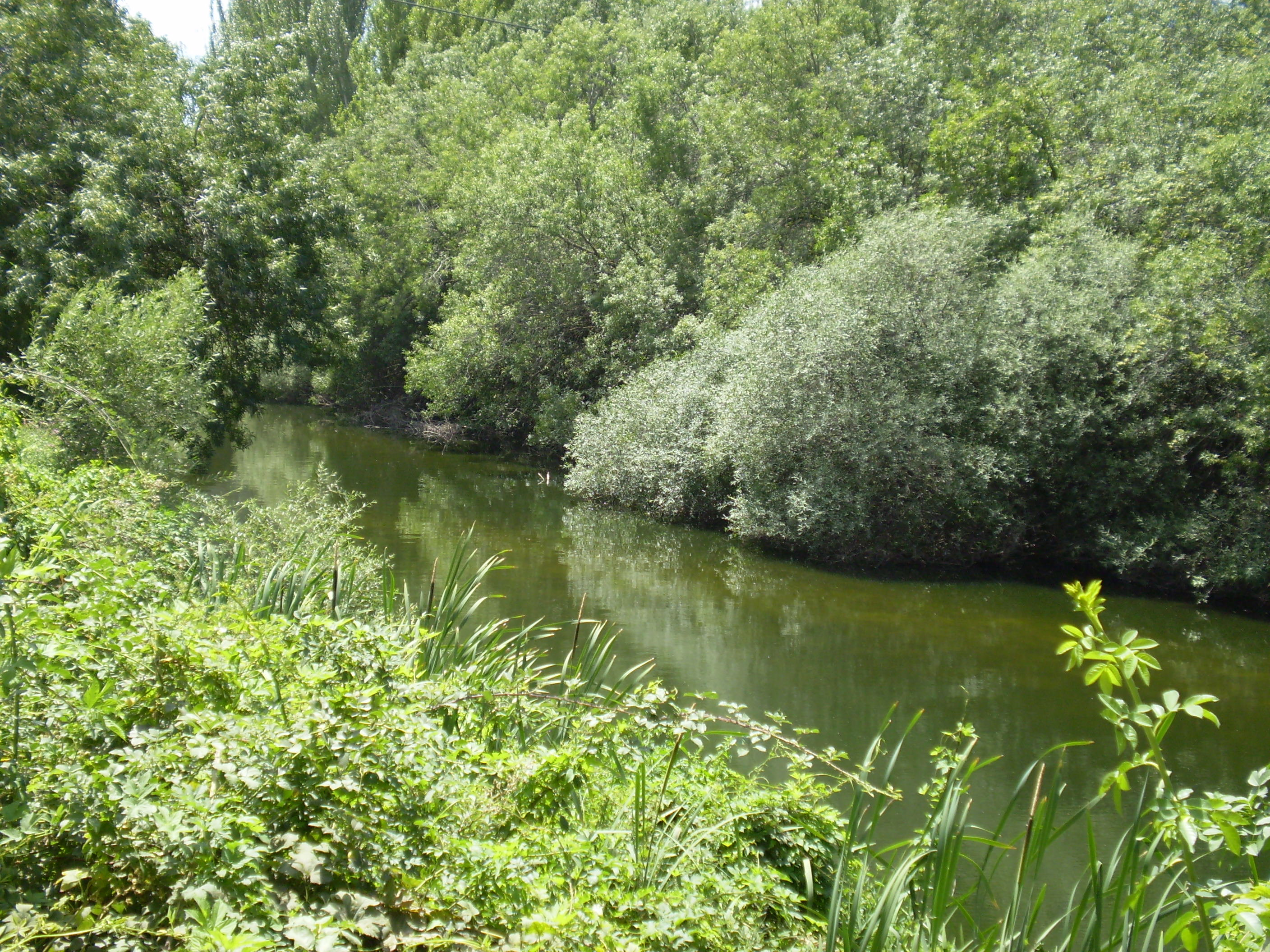
Vegetación de ribera en las orillas del río Guadarrama

El término municipal está poblado de especies características de la vegetación mediterránea, correspondientes a su rango latitudinal y a su ubicación en una zona de piedemonte, sin grandes singularidades con respecto a las existentes en otras partes de la Rampa de la Sierra.
Las masas arbóreas más importantes integran, por un lado, encinares carpetanos con presencia ocasional de enebros, alcornoques y pinos piñoneros y, por otro, aunque en mucha menor medida, pinares de repoblación.
Los encinares se concentran preferentemente en las áreas protegidas tanto del parque regional de la Cuenca Alta del Manzanares como del parque regional del Curso medio del río Guadarrama y su entorno, donde se reúnen bosques de densidad alta. En los de densidad media y baja, las encinas se intercalan con grandes masas de jarales.
En los espacios más degradados, como los montes situados en la llamada cuesta de Torrelodones, los bosques han sido sustituidos por retamares y pastizales. Son abundantes en el núcleo de población de Los Bomberos y en las inmediaciones de Los Peñascales, en su contacto con la autopista A-6.
Las zonas húmedas existentes en el municipio albergan especies típicas de ribera, entre las que cabe destacar el fresno. Las concentraciones más relevantes se sitúan en el entorno del embalse de Gabriel Enríquez de la Orden y en las márgenes del río Guadarrama y del arroyo de Trofas.
Junto a las especies vegetales autóctonas, el término municipal presenta numerosas especies alóctonas, incorporadas al ecosistema a partir del siglo XIX, mediante plantaciones en jardines y fincas residenciales.

### Fauna
Desde el punto de vista ambiental, Torrelodones cumple una función de corredor biológico, al conectar dos espacios protegidos de especial interés ecológico, como son la sierra del Hoyo y el monte de El Pardo, que quedan separados por las zonas urbanas y agrestes que conforman el municipio.
Junto a las especies animales que transitan por el término municipal, en sus desplazamientos de un enclave a otro, en el municipio habitan, bien de forma permanente bien estacional, distintas especies protegidas de aves, mamíferos, herpetos e invertebrados. Al menos treinta de ellas aparecen incluidas tanto en el Catálogo Nacional de Especies Amenazadas como en el Catálogo Regional de Especies Amenazadas de Fauna y Flora de la Comunidad de Madrid.
Aves

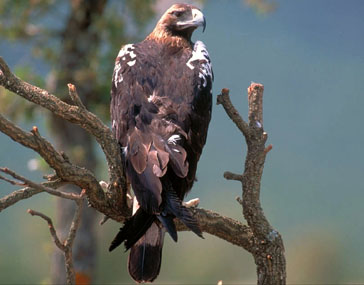
Águila imperial ibérica. En las inmediaciones de la Presa del Gasco habita una pareja reproductora

En las masas boscosas se refugian poblaciones de picogordo (Coccothraustes coccothraustes), curruca mosquitera (Sylvia borin), curruca zarcera (Sylvia communis), curruca mirlona (Sylvia hortensis), papamoscas gris (Muscicapa striata), oropéndola (Oriolus oriolus), collalba rubia (Oenanthe hispanica), chochín (Troglodytes troglodytes), pito real (Picus viridis), mochuelo (Athene noctua), autillo (Otus scops), abubilla (Upupa epops), carbonero común (Parus major), alcaudón real (Lanius meridionalis), alcaudón común (Lanius senator), abejaruco (Merops apiaster), estornino (Sturnus unicolor) y rabilargo (Cyanopica cooki), entre otras aves.
Además se han catalogado especies avícolas de pequeño tamaño, propias de la vegetación de ribera o que buscan refugio en arbustos que, como la zarza, dificultan el acceso a los depredadores. El petirrojo (Erithacus rubecula), el ruiseñor (Luscinia megarhynchos), el mirlo (Turdus merula), el verdecillo (Serinus serinus), el verderón (Carduelis chloris), el pardillo (Carduelis cannabina) y el zorzal (Turdus spp.) son algunas de ellas.
También son abundantes las especies de interés cinegético, como la perdiz (Alectoris rufa), la codorniz (Coturnix coturnix), la tórtola (Streptopelia turtur) y la paloma torcaz (Columba palumbus).
Entre las aves rapaces, cabe mencionar al aguilucho ratonero (Buteo buteo), al elanio azul (Elanus caeruleus) y al águila imperial ibérica (Aquila adalberti), esta última en sus nidificaciones del parque regional del curso medio del río Guadarrama y su entorno, donde se ha catalogado una pareja reproductora en las inmediaciones de la Presa de El Gasco.
, o en desplazamientos transitorios desde el cercano monte de El Pardo, donde habitan ocho parejas. Está considerada como una de las aves más amenazadas del planeta. En febrero de 2009, el Ayuntamiento de Torrelodones se adhirió a la Red de Municipios por el águila imperial ibérica, impulsada por la Sociedad Española de Ornitología (Seo/Bird Life), en colaboración con la Fundación Biodiversidad, Adif y la Obra Social Caja Madrid.
Mamíferos

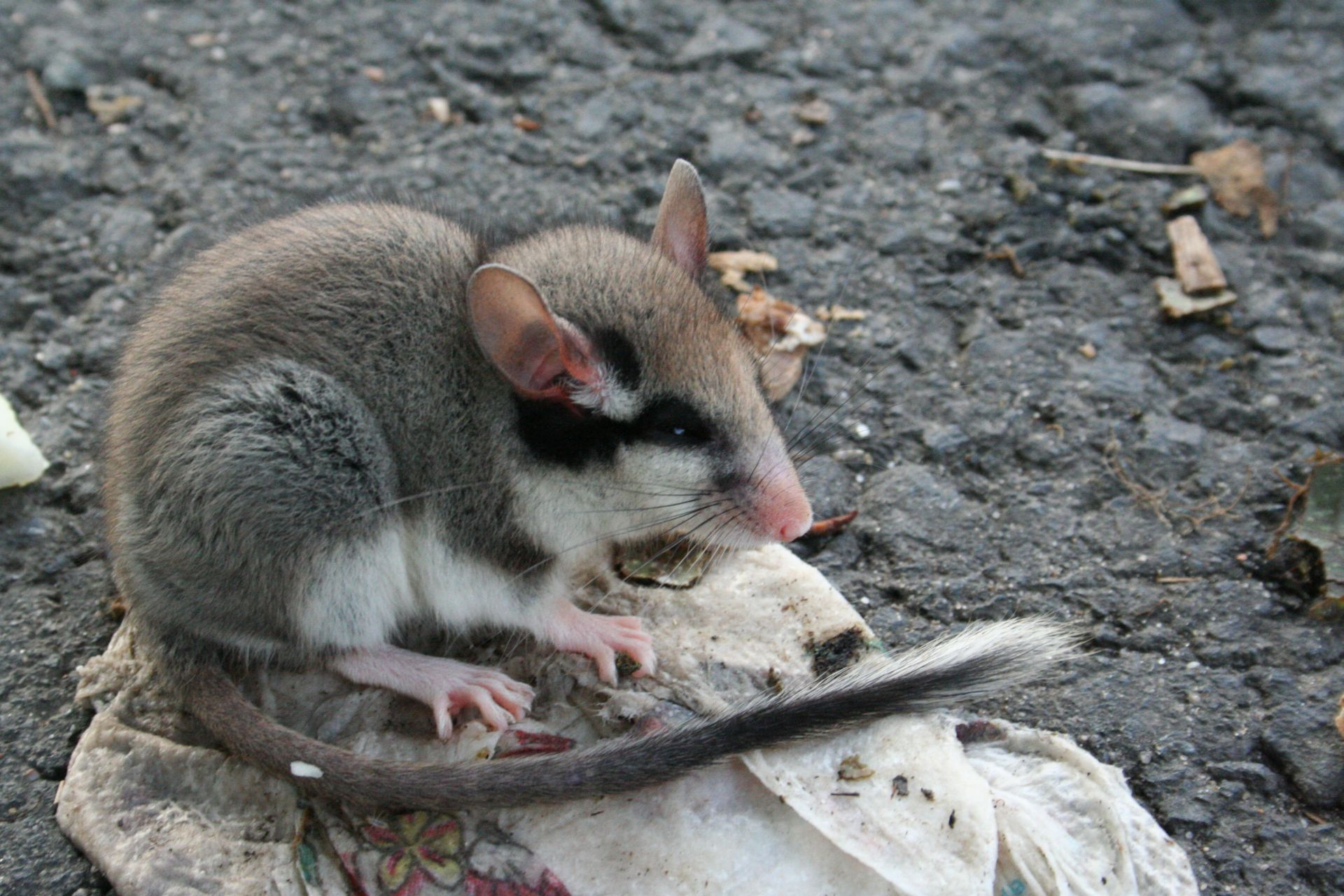
Lirón careto, uno de los micromamíferos que habitan en el municipio

El término municipal, principalmente las zonas protegidas, alberga poblaciones de ardilla roja (Sciurus vulgaris), erizo europeo (Erinaceus europaeus), conejo (Oryctolagus cuniculus), liebre ibérica (Lepus granatensis), comadreja (Mustela nivalis), gineta (Genetta genetta), zorro (Vulpes vulpes), jabalí (Sus scrofa) y hasta tres especies de murciélagos.
Entre los micromamíferos, se encuentran especies como el ratón de campo (Apodemus sylvaticus), el ratón casero (Mus domesticus), el lirón careto (Eliomys quercinus), la musaraña gris (Crocidura russula) y el topo ibérico (Talpa occidentalis).
También existen colonias de topillo de Cabrera (Microtus cabrerae), una especie endémica del centro de la península ibérica que figura en el Catálogo Nacional de Especies Amenazadas. Se ha detectado su presencia en varias zonas húmedas, como las del prado de La Mina y la escorrentía del Vialejo.
Reptiles y anfibios

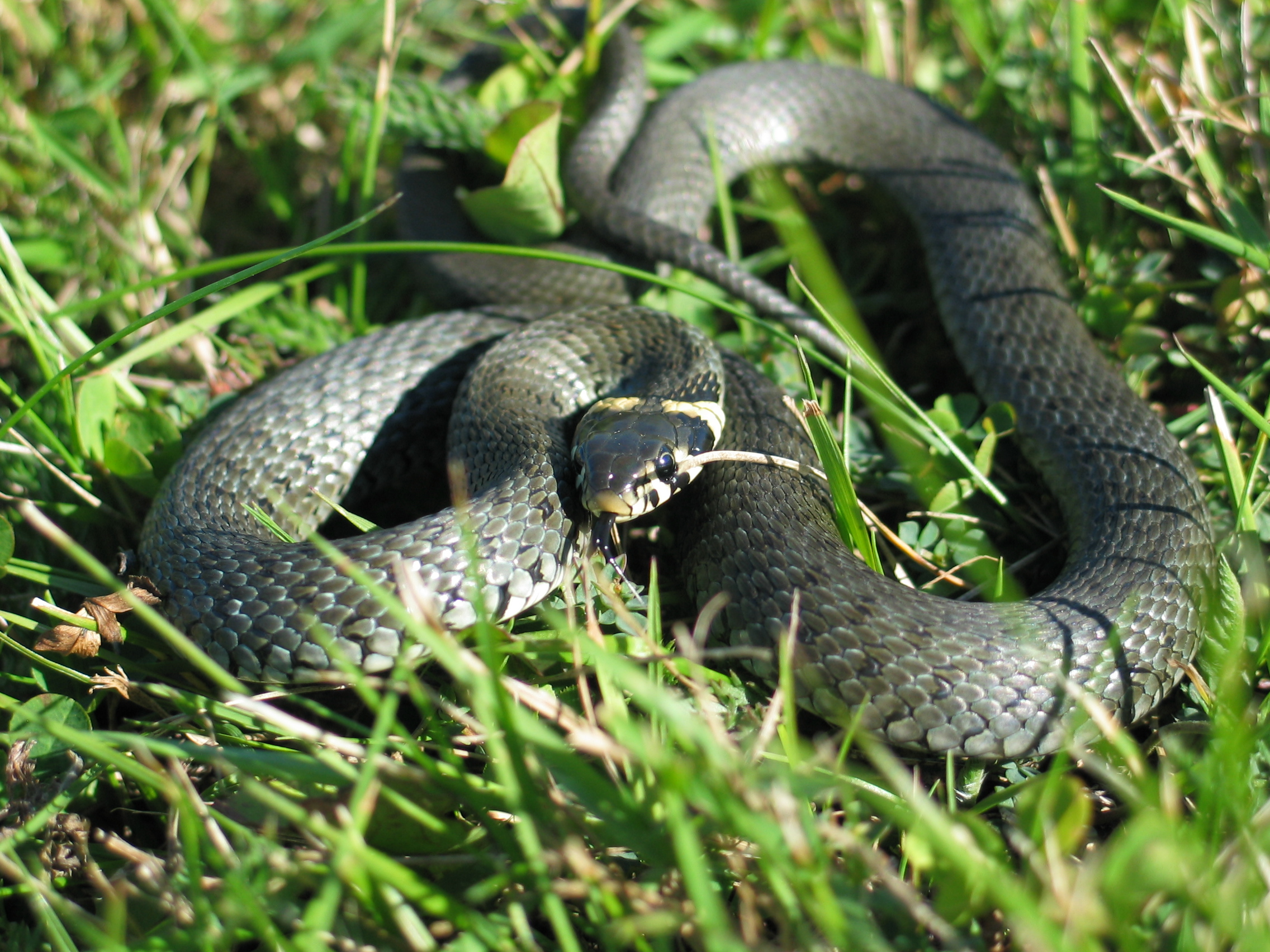
Culebra de collar, uno de los reptiles incluidos en el Catálogo Nacional de Especies Amenazadas detectados en el municipio

En Torrelodones habitan reptiles incluidos en el Catálogo Nacional de Especies Amenazadas, como la lagartija colirroja (Psammodromus algirus), la lagartija cenicienta (Psammodromus hispanicus), la lagartija ibérica (Podarcis hispanica), el lagarto ocelado (Lacerta lepida), la salamanquesa común (Tarentola mauritanica), la culebrilla ciega (Amphisbaenia), la culebra de collar (Natrix natrix), la culebra viperina (Natrix maura) y la culebra de escalera (Elaphe scalaris).
Entre los anfibios que figuran en el citado catálogo, cabe citar al sapo corredor (Bufo calamita), al sapo de espuelas (Pelobates cultipes), al sapo partero ibérico (Alytes cisternasii), al sapillo pintojo ibérico (Discoglossus galganoi) y al gallipato (Pleurodeles waltl).
Con respecto a los herpetos no catalogados como especies amenazadas, el término municipal cuenta con poblaciones de lagartija colilarga (Psammodromus algirus), víbora hocicuda (Vipera latasti), culebra bastarda (Malpolon monspessulanus), sapo común (Bufo bufo) y rana común (Rana ridibunda).
Invertebrados
Las especies invertebradas con representación en el municipio no han sido aún plenamente estudiadas. No obstante, se tiene constancia de dos especies de lepidópteros catalogadas como amenazadas por la Comunidad de Madrid: el arlequín (Zerynthia rumina), que aparece clasificado como de interés especial, y la doncella de ondas (Euphydryas aurinia), que, en el Catálogo Regional de mariposas, figura en la categoría de especie vulnerable.

### Espacios naturales protegidos

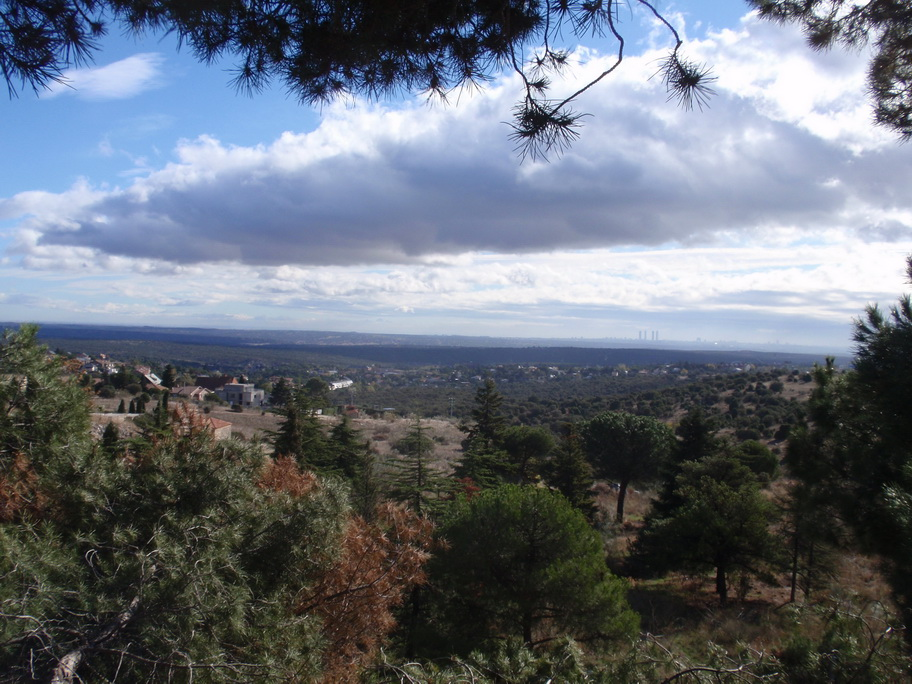
Panorámica del Área Homogénea Norte (AHN), espacio protegido

Torrelodones, Galapagar, Madrid y Las Rozas de Madrid son los únicos municipios de la Comunidad de Madrid que tienen integrada una parte de su territorio dentro de dos parques regionales. A pesar de este nivel de protección, la presión urbanística constituye una amenaza para el patrimonio natural del pueblo.
El parque regional de la Cuenca Alta del Manzanares, constituido en 1985, protege algunas áreas del término municipal de Torrelodones, en su límite con Hoyo de Manzanares y Madrid, a través del monte de El Pardo. Aquí figuran fincas privadas, como Cantos Negros y Canto del Pico, áreas de titularidad municipal, como la Dehesa Boyal, y zonas urbanas, como Los Peñascales, que reciben diferentes grados de protección, en función de su grado de conservación y de los distintos usos permitidos.
Por su parte, el parque regional del curso medio del río Guadarrama y su entorno fue creado en 1999. En lo que respecta a Torrelodones, quedan protegidas las riberas de la margen izquierda del Guadarrama, situadas en el límite con Las Rozas de Madrid y Galapagar, y algunos montes próximos al río, como los de El Gasco y La Tejera.
En este contexto, los terrenos del Área Homogénea Norte (AHN) de Torrelodones fueron objeto de un intenso debate durante las legislaturas como alcalde de Carlos Galbeño, que pretendía revisar la calificación urbanística de estas 128 hectáreas, que componen el AHN, una zona delimitada por la A-6, la carretera de El Pardo y la urbanización Los Peñascales, que cuenta con protección municipal aprobada a finales de la legislatura 1999-2003, siendo alcalde Enrique Muñoz, con el objetivo de conseguir la cesión por parte de los propietarios al patrimonio municipal de unas 107 hectáreas, el 83,6 % del total, 56 300 m² para la construcción de oficinas en dos zonas adyacentes a la vía de servicio de la A-6, la realización de unas 900 viviendas, la mitad de ellas públicas, y un campo de golf.
En octubre de 2009, el informe desfavorable de la Dirección General de Evaluación Ambiental de la Comunidad de Madrid, lo calificó de inviable, por lo que se descartó.

## Historia

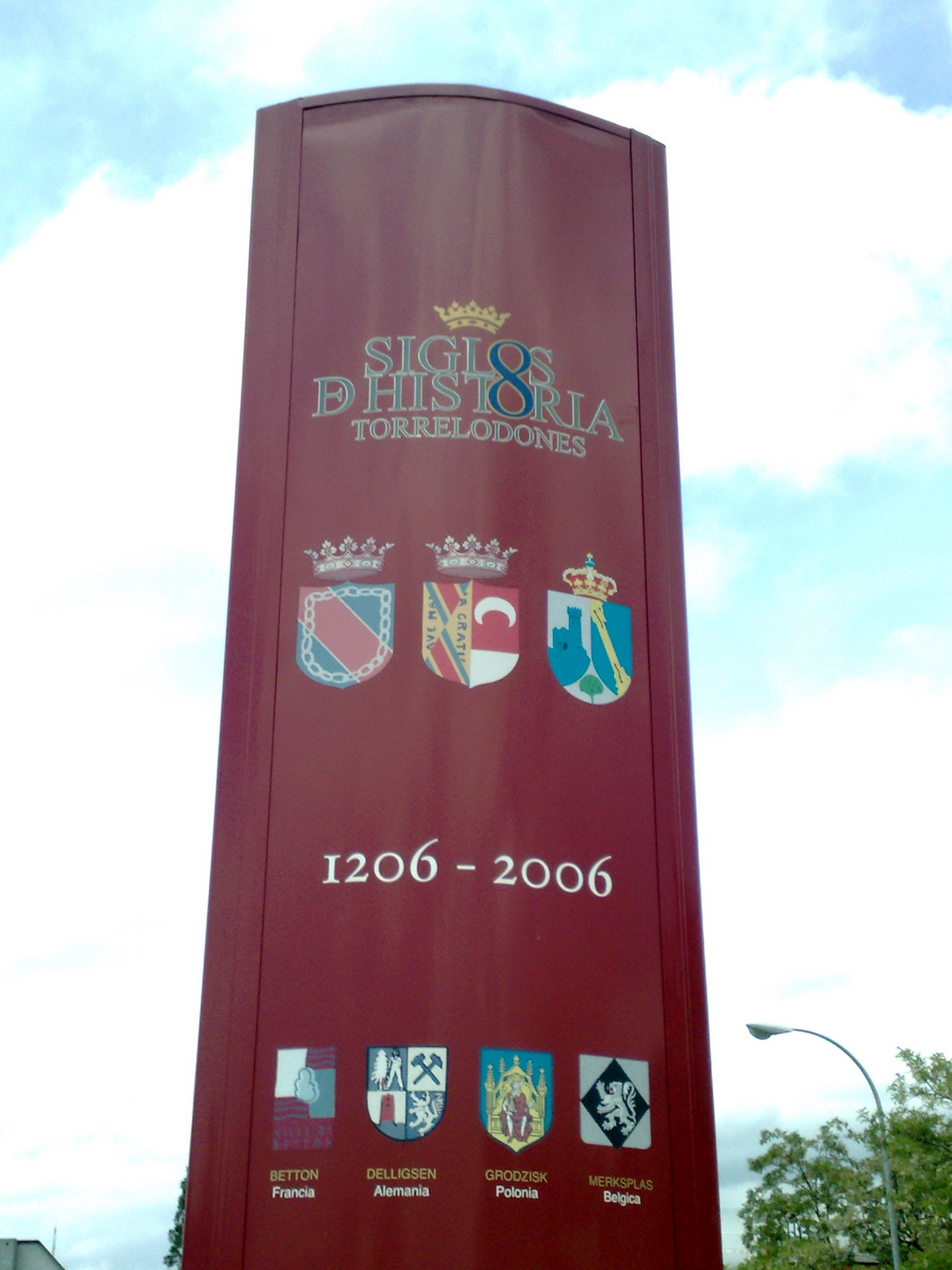
Cartel conmemorativo 8.º centenario, situado en calle Camino de Valladolid

Los vestigios más remotos encontrados en el término municipal son las pinturas rupestres existentes en Canto de la Cueva, que parecen informar de cierta actividad humana durante la Prehistoria. Sin embargo, solo cabe hablar de un asentamiento estable a partir del siglo VIII, con los bereberes. Esta hipótesis queda avalada por el descubrimiento de unas sepulturas musulmanas, labradas en roca viva, cerca del actual emplazamiento de la Fuente de El Caño.

### Edad Media
A mediados del siglo IX, en el contexto de la dominación musulmana de la península ibérica, la población andalusí fortificó diferentes enclaves de la Marca Media, un territorio fronterizo con los reinos cristianos, coincidente en gran parte con la actual Comunidad de Madrid. Los pasos noroccidentales de la sierra de Guadarrama eran vigilados por distintas torres-vigía, de las cuales solo se conservan la Atalaya de Torrelodones y La Torrecilla, en el término municipal de Hoyo de Manzanares. También se mantiene en pie el Puente de la Alcanzorla, sobre el río Guadarrama, que formaba parte del camino militar andalusí que unía los valles de los ríos Jarama y Tiétar.
Durante la Edad Media, Torrelodones era una pequeña aldea con una economía sustentada fundamentalmente en el sector primario. Con la conquista cristiana de Toledo a finales del siglo XI (1085), este territorio pasó a depender de la Corona de Castilla. Las Comunidades de Villa y Tierra de Segovia y de Madrid se disputaron el control de la zona y protagonizaron reiterados pleitos. Los litigios se resolvieron en el siglo XIV con la decisión del rey Juan I de Castilla de donar las tierras a su mayordomo, Pedro González de Mendoza. El pueblo quedó así adscrito al Real de Manzanares, un territorio que al amparo del rey, estuvo administrado por el Ducado del Infantado, uno de los títulos recibidos por la Casa de Mendoza.

### Edad Moderna
El pueblo empezó a cobrar protagonismo en el último tercio del siglo XVI, gracias a la construcción del Monasterio de El Escorial, hito que lo convirtió en un lugar de paso y parada usual de la Corte. Su ubicación en el Camino de Valladolid, que seguía Felipe II (1527-1598), promotor del monasterio, en sus desplazamientos desde Madrid hasta el Real Sitio, favoreció el desarrollo de una industria hostelera. La primera visita del monarca a la localidad está datada en el año 1579. El rey firmó en 1589 una cédula real en la que ordenó levantar un aposento regio, dotado de cocheras. El Real Aposento de Torrelodones fue diseñado por el arquitecto Juan de Herrera (1530-1597) y destruido en el siglo XX.
Durante el reinado de Felipe II, Torrelodones vivió un periodo de cierto auge constructivo. A esta época corresponden la Fuente de El Caño y distintas obras de acondicionamiento en el Camino de Valladolid, caso del Puente Nuevo, sobre el río Guadarrama.

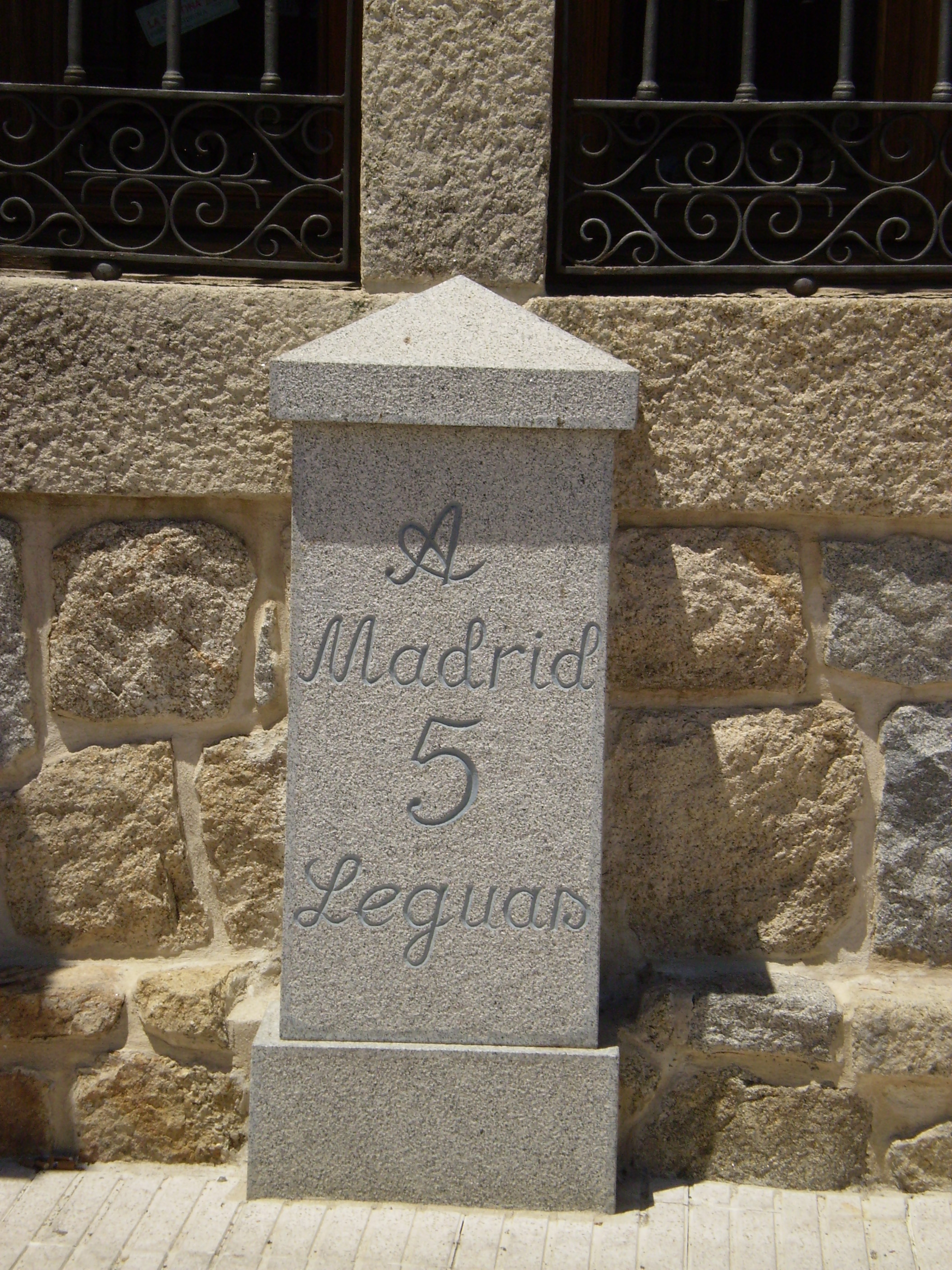
Réplica del antiguo mojón de las cinco leguas, situado en calle Carlos Picabea

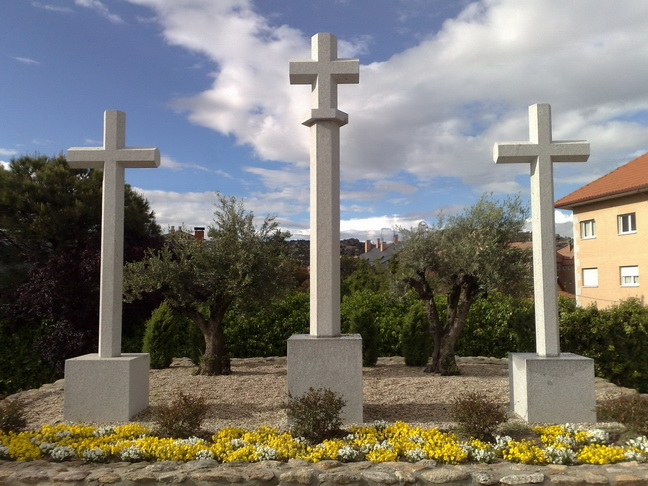
Réplica de las Tres Cruces, situadas en calle Camino de Valladolid

En los siglos XVII y XVIII, el sector de la hostelería de posadas y mesones fue el principal puntal de la economía del pueblo. El poeta Luis de Góngora (1561-1627) se refirió a los mismos en un romance, donde relata la celebración de una bacanal.
La situación de Torrelodones a cinco leguas de Madrid, trecho que normalmente se recorría en una jornada, hacía que los viajeros se vieran obligados a pernoctar en la localidad. Entre ellos, figuran nombres como el rey Felipe III (1578-1621), que se aposentó en el pueblo en el año 1598, cuando se dirigía a Madrid para su coronación. Torrelodones era una pequeña aldea, perteneciente a Galapagar, hasta que en 1630 se le concedió el villazgo.
En ese mismo año, Felipe IV (1605-1665) concedió a Torrelodones el Privilegio de las Cinco Leguas, por el cual se dotaba al pueblo de ciertos beneficios especiales para poder afrontar la llegada de viajeros, y, en 1728, Felipe V (1683-1746) le favoreció con el Privilegio de Villazgo. En este periodo, fue construido el monumento de las Tres Cruces. Durante la guerra civil (1936-1939) fue destruido y, en el año 2006, se inauguró una réplica, instalada en el Camino de Valladolid.

### Edad Contemporánea

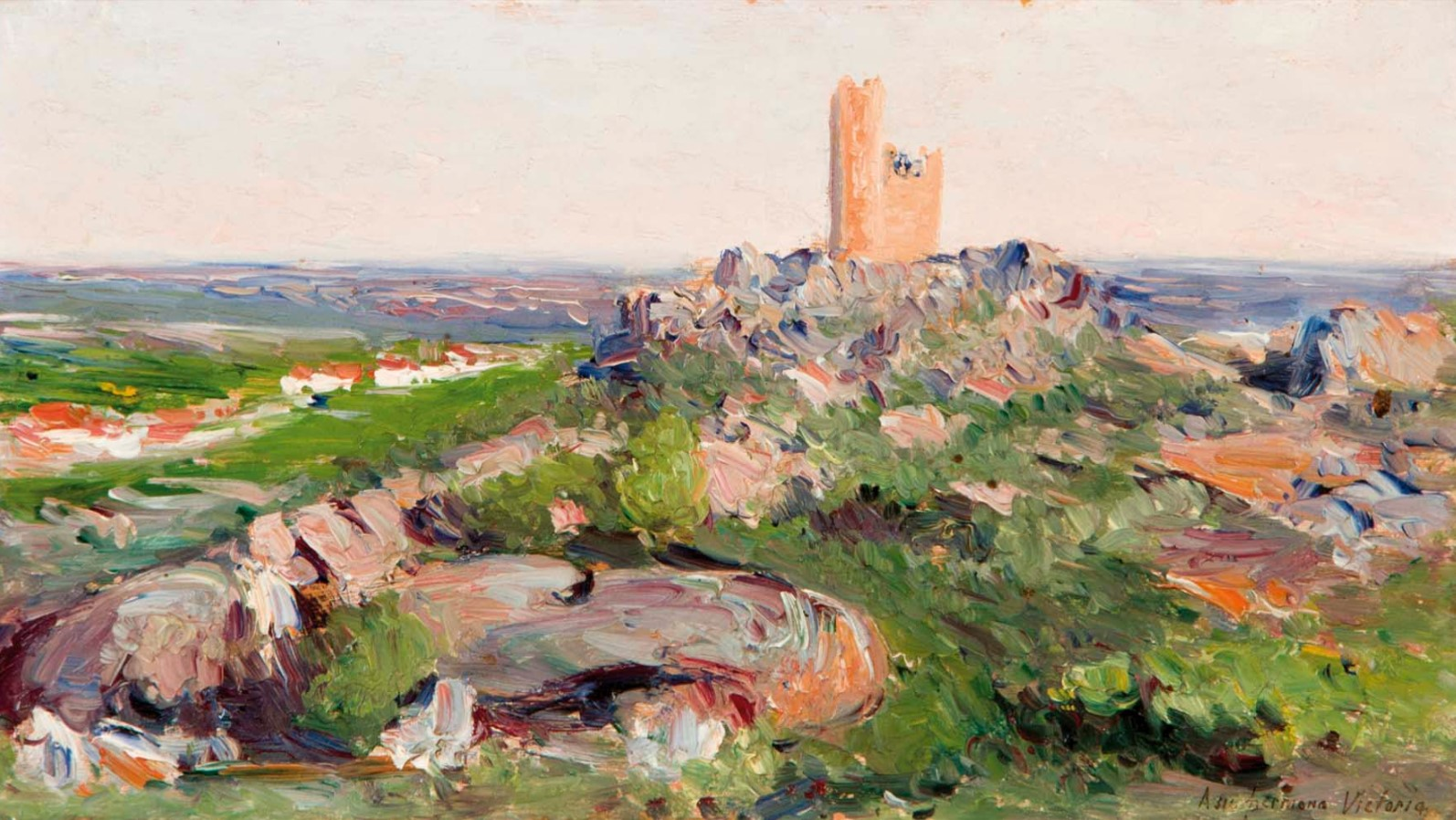
Atalaya de Torrelodones por Aureliano de Beruete (finales del)

En la primera mitad del siglo XIX, Torrelodones estuvo vinculado a distintos episodios bélicos. Con la invasión francesa, Napoleón se instaló en el término municipal, acompañado de un ejército 60 000 hombres, antes de su entrada en Madrid en 1808.
En 1835, durante las guerras carlistas, Fernando Fernández de Córdova, marqués de Mendigorría, ocupó la localidad, ante la resistencia de las autoridades locales. Por su parte, Juan Antonio de Zaratiegui estableció el puesto de mando en Torrelodones, desde donde dirigió la batalla de Las Rozas de Madrid, librada en 1837, en el contexto de la primera guerra carlista. Después de su retirada, el general Espartero entró en la localidad, donde se reunió con sus hombres.

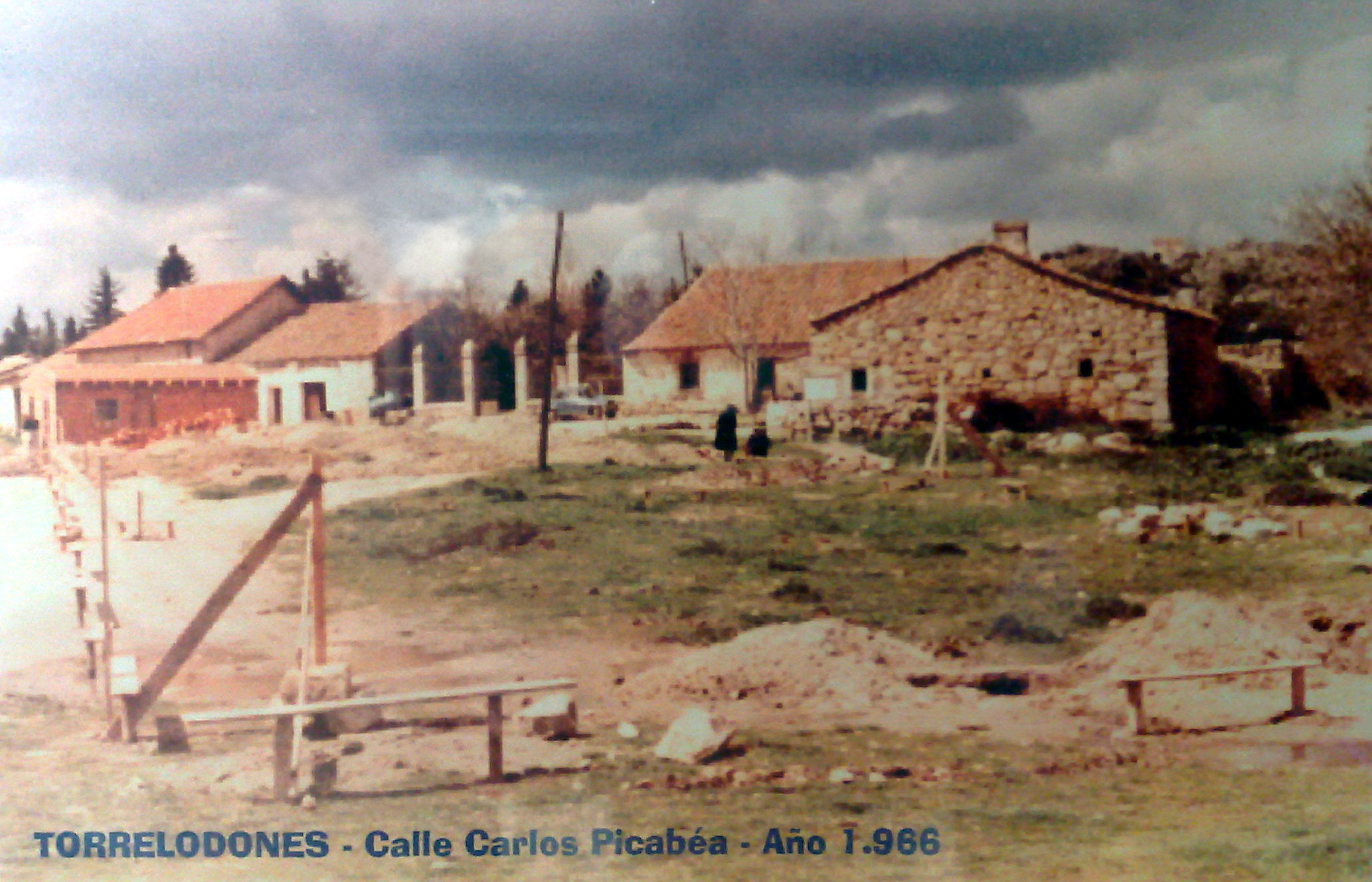
Torrelodones en 1966

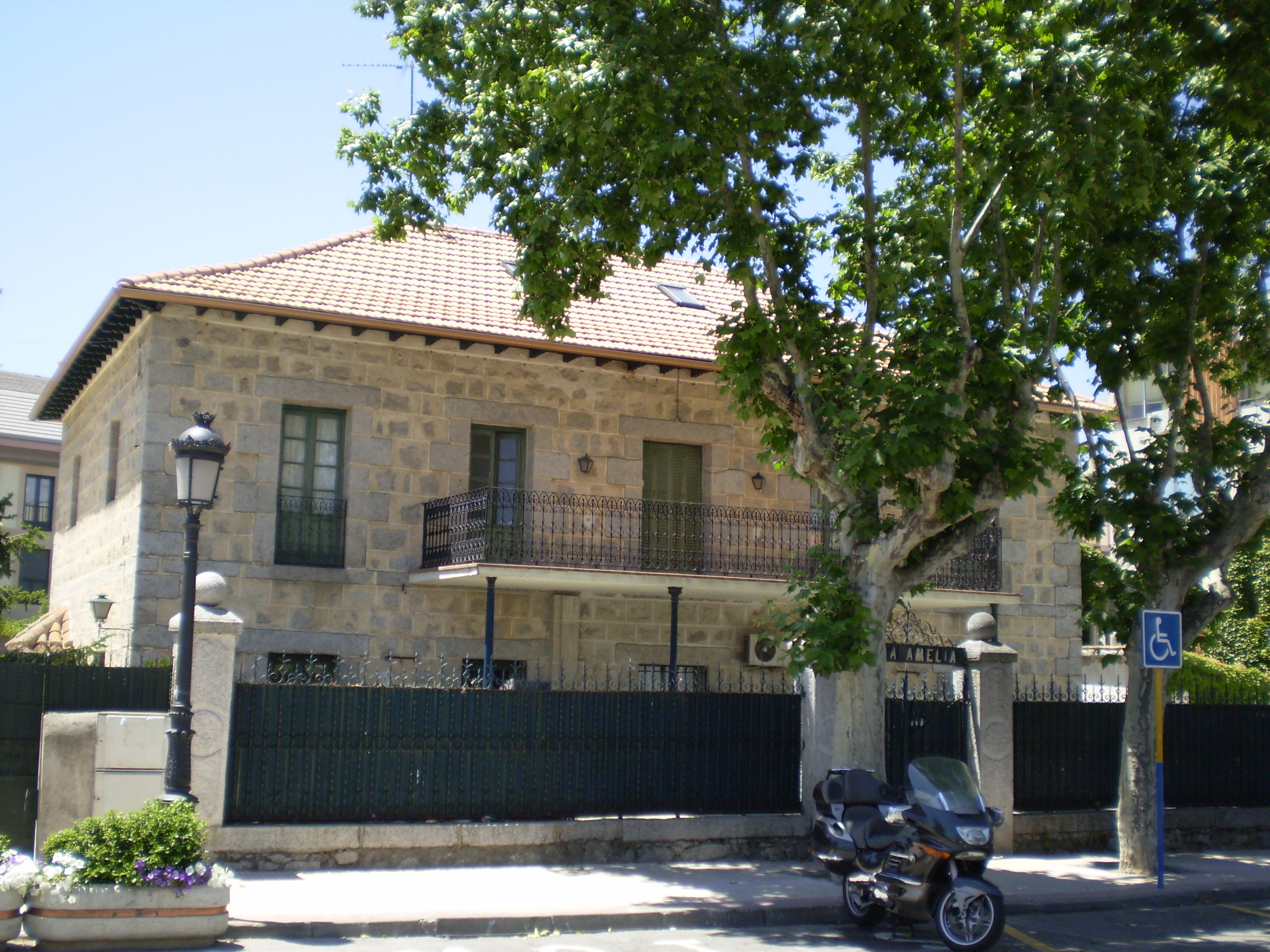
Villa Amelia. Vivienda de granito de la primera mitad del, típica de la sierra de Guadarrama

En el aspecto urbanístico, el municipio experimentó una transformación a partir del último tercio del siglo XIX, con el desarrollo de una nueva área urbana. Este núcleo, conocido en la actualidad como Torrelodones-Colonia, surgió alrededor del apeadero de tren inaugurado en 1864. El matrimonio formado por Andrés Vergara y Rosario Manzaneque, favoreció un desarrollo urbanístico en cuadrícula, con la creación de nuevas urbanizaciones, como la Colonia Victoria o la Colonia Vergara. Al mismo tiempo, promovió la puesta en marcha de distintos servicios e infraestructuras, como casa-cuartel, correos y telégrafos, farmacia, iglesia y teatro. A principios del siglo XX, el crecimiento urbanístico se trasladó también al casco histórico, donde se levantaron mansiones monumentales, como la Casa-palacio del Canto del Pico. En esta época surgió también el núcleo de Los Peñascales, situado a varios kilómetros del centro.
Con el estallido de la guerra civil, los republicanos situaron su cuartel general en Torrelodones, en el palacio de “El Canto del Pico”, debido a que su situación a 1011 m de altura permitía divisar 37 localidades de la provincia. En sus inmediaciones se situaron varias posiciones defensivas, entre las que destaca un observatorio de hormigón, ladrillo y roca granítica, situado muy cerca de la carretera que une Torrelodones con Hoyo de Manzanares. Su posición elevada permitía una buena panorámica de la carretera de La Coruña, monte de El Pardo y llanura hacia la carretera de Extremadura. Diversas inscripciones aparentemente contemporáneas de la construcción la identifican como Posición Lince. En 1937, el general Miaja e Indalecio Prieto dirigieron la batalla de Brunete desde el palacio El Canto del Pico.
En la restauración de la democracia, Torrelodones fue partícipe de la primera Fiesta del PCE, celebrada el 16 de junio de 1977, en ella participaron Santiago Carrillo y Marcelino Camacho, entre otros dirigentes del Partido Comunista de España. La multitudinaria concentración se realizó en el paraje de Los Llanos, en donde hoy está situado el centro comercial Torre Espacio, a la que acudieron alrededor de 300 000 personas.
A partir de la década de 1970, Torrelodones participó del boom inmobiliario que afectó a toda la sierra de Guadarrama, con construcciones masivas de bloques de pisos y chalets adosados.

## Demografía
Cuenta con una población de 25 316 habitantes (INE 2024).
| Gráfica de evolución demográfica de Torrelodones entre 1842 y 2021                                                  |
| |
| Población de derecho según los censos de población del INE Población de hecho según los censos de población del INE |

Pirámide de población
Del análisis de la pirámide de población el rasgo más significativo es que en el tramo comprendido entre 40-60 años se concentra el 30 % de la población, lo que conlleva un envejecimiento progresivo, aunque todavía la población menor de 40 años representa el 57 % mientras que la mayor de esa edad solo representa el 43 %. Por otra parte la población menor de 20 años representa el 29 % de la población mientras que la mayor de 65 años alcanza el 13 %.
Evolución del censo de población
La población estable de Torrelodones ha sido históricamente muy reducida, sin embargo su población flotante, siempre ha sido muy elevada. Convertido en un lugar de paso entre los siglos XVI y XIX, el pueblo acogía a los numerosos viajeros que seguían el Camino de Valladolid. En 1751 había apenas 46 casas, con unos 60 vecinos y nada menos que 14 mesones y 2 bodegas.
En el siglo XIX y buena parte del siglo XX, Torrelodones se convirtió en un núcleo vacacional importante y el pueblo multiplicaba por diez su número de habitantes en el verano. A finales de los años 1970, la densidad de población era de 115 hab./km² en invierno y de 802 en verano. De 1970 a 2008 la población se ha incrementado a un ritmo muy intenso, ya que, en 1970 había censados 1836 habitantes, y en 2008 se llegó a 21 231 habitantes. Una de las causas de este incremento ha sido la integración, como vecinos habituales, de muchos antiguos veraneantes y a miles de madrileños, que han trasladado su residencia desde Madrid, al compás del boom inmobiliario. En el 2009 el incremento de población respecto al año 2008 ha sido del 2,52 %, situándose en 21 781 habitantes.
Población extranjera
| Continente | Países | Total |
| África     | Argelia (1), Marruecos (140), Senegal (2) | 168   |
| América    | Argentina(101), Bolivia (143), Brasil (41), Colombia (178), Cuba (11), Chile (24), Ecuador (174), Paraguay (102), República Dominicana (16), Uruguay (9), Venezuela (59) | 1037  |
| Asia       | China (43) | 90    |
| Europa     | Alemania (84), Bulgaria (43), Francia (40), Italia (92), Polonia (42), Portugal (68), Reino Unido (108), Rumanía (195), Rusia (26) Ucrania (35)                          | 844   |
| Oceanía    | - | 4     |
| Total      | - | 2143  |

Del total de 21 231 personas censadas en 2008, 2143 son de nacionalidad extranjera, procedentes de todos los continentes, siendo los de nacionalidad rumana (195), colombiana (178), ecuatoriana (174) y marroquí (140), las colonias más numerosas.

## Economía

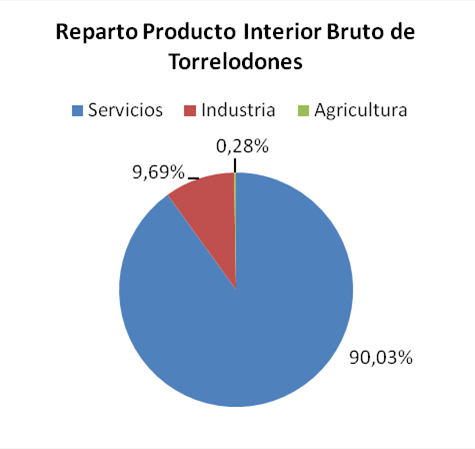
Reparto del PIB de Torrelodones en el año 2004

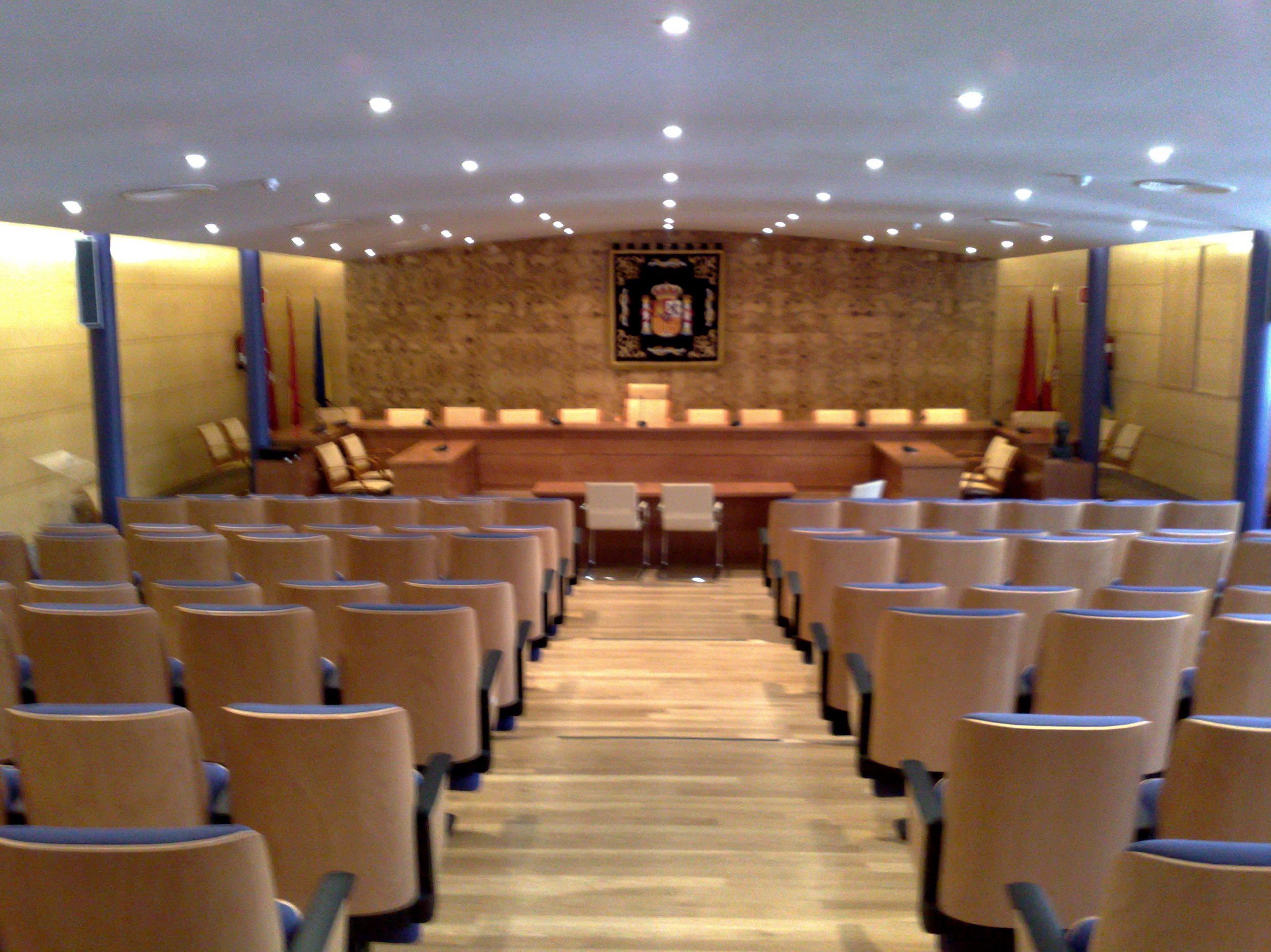
Salón de Plenos del Ayuntamiento

La economía de Torrelodones está muy desequilibrada sectorialmente porque se concentra básicamente en los sectores de construcción y servicios y además muchos de sus habitantes ejercen su actividad profesional en otros municipios, principalmente en la capital, por lo que en muchos aspectos Torrelodones tiene las características comunes de una ciudad dormitorio típica de las áreas metropolitanas de las grandes ciudades.
Deuda local
||Deuda
| 31/12/2009 | 14 904 000 € |
| 31/12/2010 | 13 305 000 € |
| 31/12/2011 | 12 317 000 € |
| 31/12/2012 | 9 652 000 €  |
| 31/12/2013 | 8 743 000 €  |
| 31/12/2014 | 8 772 000 €  |
| 31/12/2015 | 6 574 000 €  |
| 31/12/2016 | 5 036 000 €  |

Empleo
| Actividad                                           | Ocupación |
| --------------------------------------------------- | --------- |
| Comercio                                            | 24,92     |
| Hostelería                                          | 13,30     |
| Transporte y comunicaciones                         | 3,28      |
| Intermediación financiera                           | 5,66      |
| Administración pública. Educación y sanidad         | 49,14     |
| Inmobiliaria y de alquiler. Servicios empresariales | 21,19     |
| Servicios                                           | 44,92     |

Los habitantes de Torrelodones trabajan, en su mayor parte, en el área metropolitana de Madrid (capital, incluida). Los que no, desempeñan preferentemente labores de hostelería e inmobiliarias en el propio pueblo, a través de PYMES.
Sector primario
La agricultura y ganadería tradicional, prácticamente han desaparecido del término municipal debido al desarrollo urbanístico y medio ambiental de la zona. Sin embargo hay una floreciente actividad relacionada con la jardinería de las viviendas de lujo que hay en la localidad, el mantenimiento de las zonas verdes municipales y el mantenimiento forestal de los parques regionales del entorno.
Sector secundario
El sector secundario de Torrelodones se caracteriza por su debilidad y por la inexistencia de grandes empresas que generen un entramado empresarial a su alrededor, basándose pues en pequeñas y medianas empresas (PYMES) de apoyo a los sectores de servicios y construcción. La localidad carece de polígonos industriales.
| Sector industrial       | Empresas |
| ----------------------- | -------- |
| Energía y agua          | 1        |
| Industria metalúrgica   | 12       |
| Industria manufacturera | 29       |
| Total                   | 42       |

Servicios

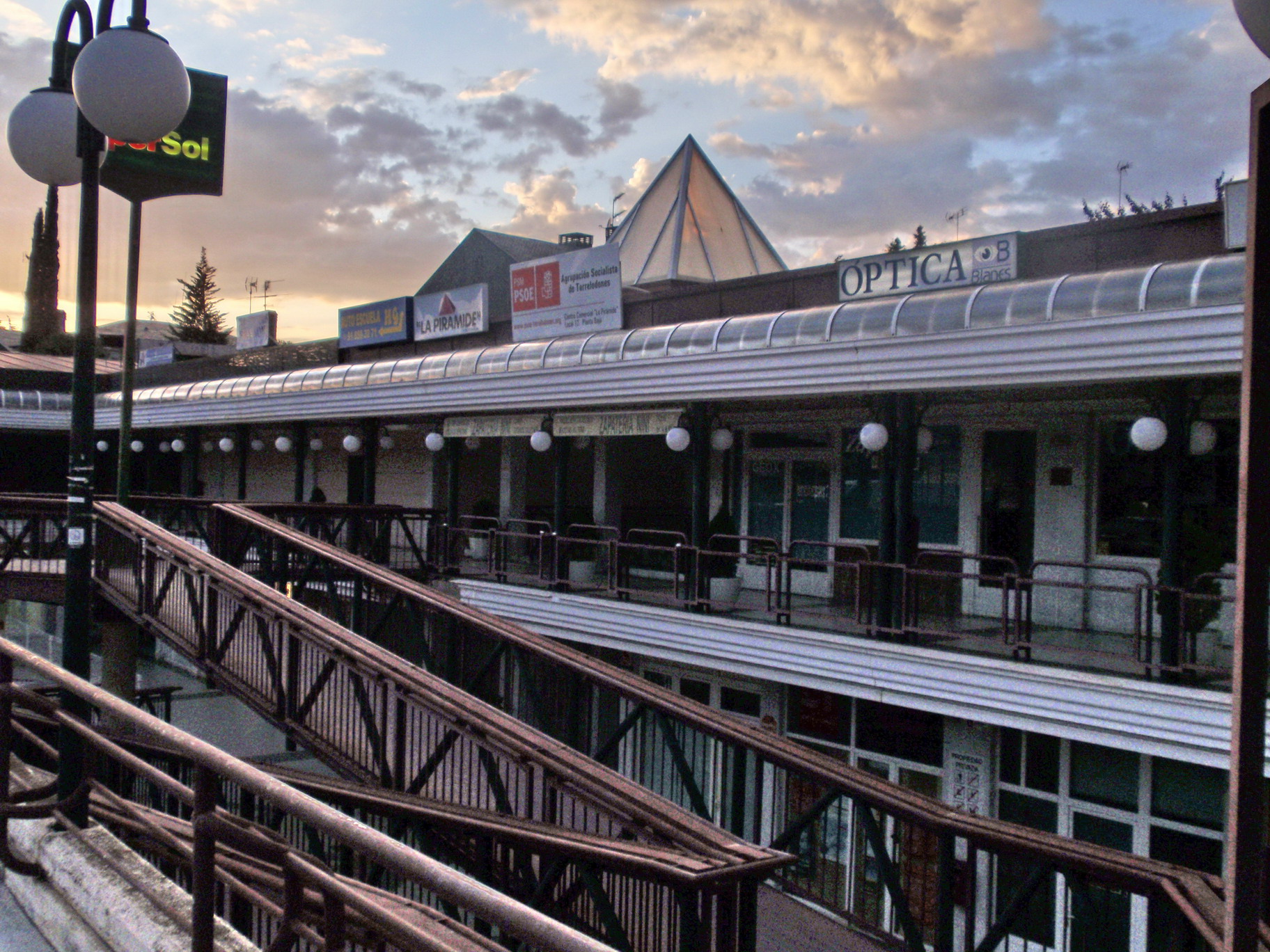
Zona Comercial La Pirámide

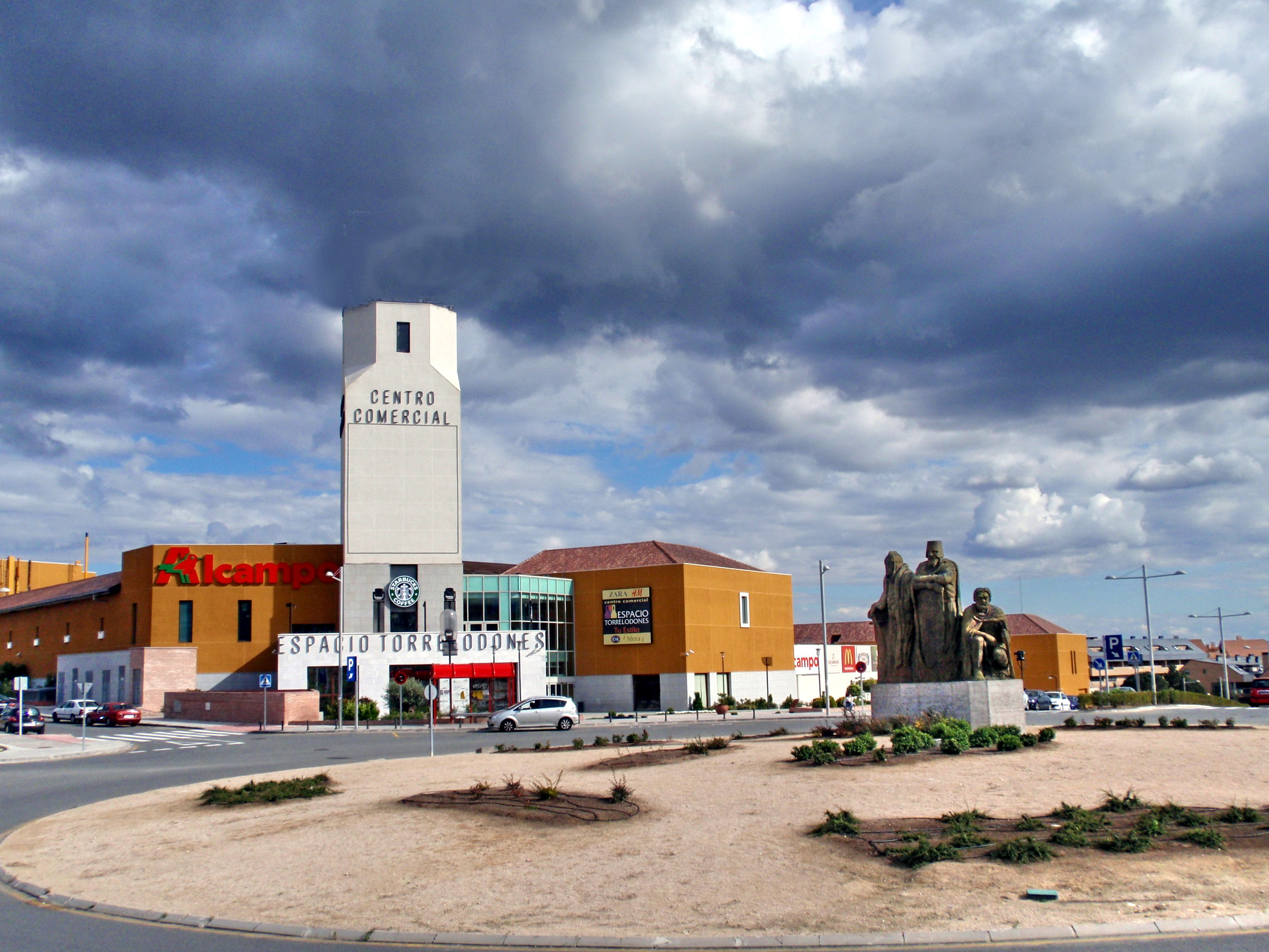
Centro Comercial Espacio Torrelodones

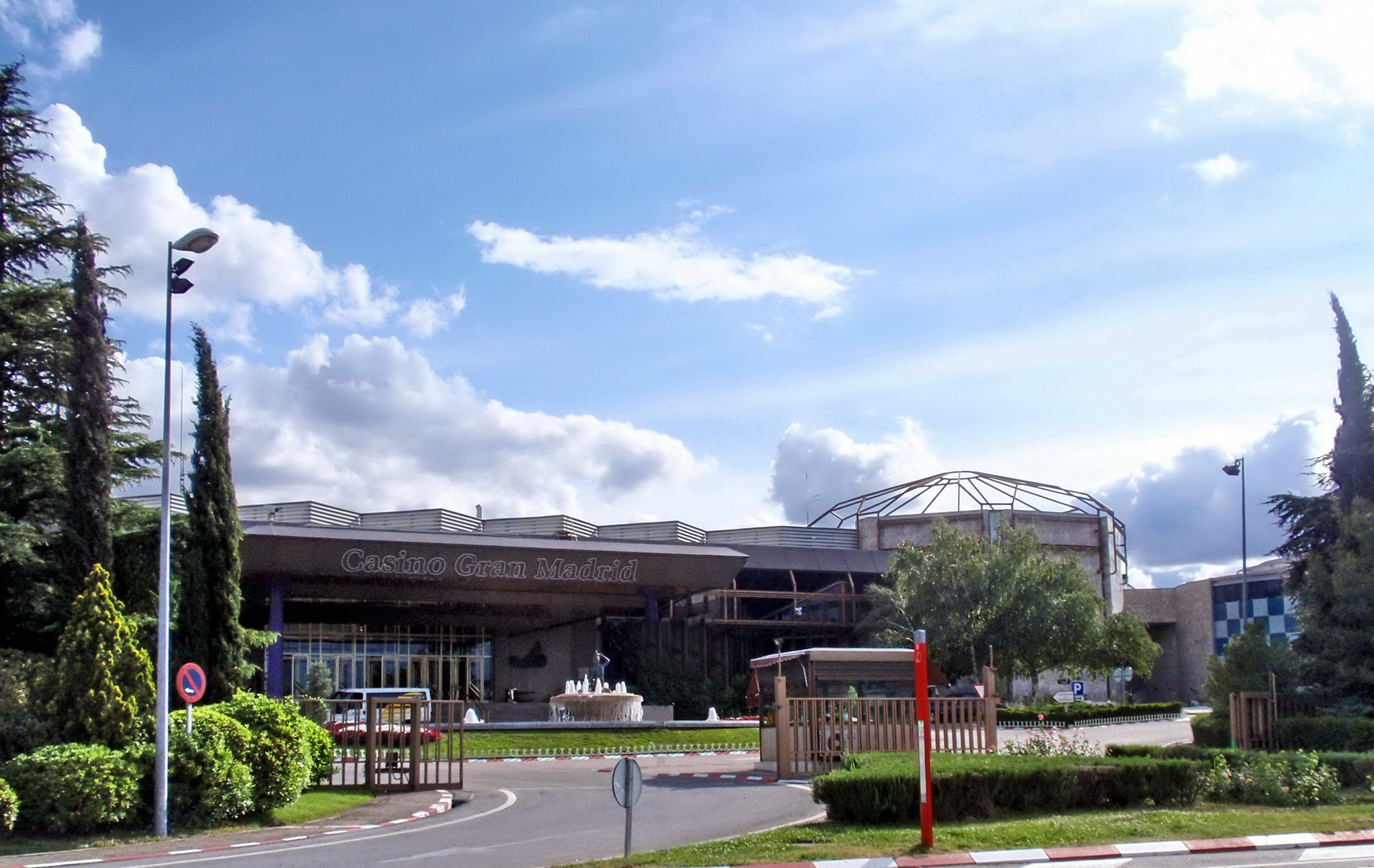
Casino Gran Madrid de Torrelodones

El municipio de Torrelodones tiene una actividad comercial destacada, representada mayoritariamente por el pequeño comercio tradicional especializado en las diferentes áreas de consumo. Igualmente, el turismo está muy desarrollado en el sector de la hostelería en la rama de restauración con una gran cantidad de empresas dedicadas a esta actividad.
La apertura del Casino Gran Madrid en 1981, supuso un hito importante en la historia de Torrelodones, produciendo un gran impacto económico en el mismo, al convertirse en la empresa de mayor relevancia radicada en el municipio y la que emplea a un mayor número de vecinos de esta localidad. Alrededor del casino se ha configurado un área comercial y de ocio, que integra dos centros comerciales (Verdecora y Espacio Torrelodones).
Comercio
La actividad comercial principal de Torrelodones está resumida en la siguiente tabla.
| Sector comercial                                   | Empresas |
| -------------------------------------------------- | -------- |
| Oficinas bancarias.                                | 9        |
| Empresas comerciales mayoristas                    | 45       |
| Empresas comerciales minoristas                    | 343      |
| Pequeño comercio de alimentación                   | 14       |
| Pequeño comercio tradicional de productos variados | 41       |
| Supermercados                                      | 8        |
| Vestido y calzado                                  | 13       |
| Comercios generales                                | 338      |
| Artículos del hogar y droguerías                   | 13       |
| Venta ambulante en mercadillos                     | 0        |
| Comercio variado no catalogado                     | 6        |
| Hipermercados                                      | 1        |
| Establecimientos de bares y restauración           | 45       |
| Hoteles                                            | 2        |
| Gasolineras                                        | 2        |
| Casinos                                            | 1        |

El 5 de agosto de 2009 la Comunidad de Madrid declaró "Zona de Gran Afluencia Turística" a todo el término municipal de Torrelodones y para todo tipo de establecimiento comercial radicado en su municipio, lo que implica libertad de horarios de apertura y cierre para los mismos, pudiendo ofrecer sus servicios todos los domingos del año.

## Administración y política
La administración política de la ciudad se realiza a través de un ayuntamiento de gestión democrática cuyos componentes se eligen cada cuatro años por sufragio universal. El censo electoral está compuesto por todos los residentes empadronados en Torrelodones mayores de 18 años y nacionales de España y de los otros países miembros de la Unión Europea.
Según lo dispuesto en la Ley del Régimen Electoral General, que establece el número de concejales elegibles en función de la población del municipio, la Corporación Municipal de Torrelodones estaba formada por 17 concejales en las Elecciones Municipales celebradas en 2007, la constitución del Ayuntamiento fue la siguiente:
| \| Partido político \| 2007 \| 2007 \| 2007 \| \| Partido político \| % \| Concejales \| \| \| Partido Popular (PP) \| 44,04 \| 9 \| \| \| Vecinos por Torrelodones (VxT) \| 23,24 \| 4 \| \| \| Partido Socialista Obrero Español (PSOE) \| 16,96 \| 3 \| \| \| Actúa (AT) \| 7,57 \| 1 \| \| |       |            |      |
| Partido político | 2007  | 2007       | 2007 |
| Partido político | %     | Concejales |      |
| Partido Popular (PP) | 44,04 | 9          |      |
| Vecinos por Torrelodones (VxT) | 23,24 | 4          |      |
| Partido Socialista Obrero Español (PSOE) | 16,96 | 3          |      |
| Actúa (AT) | 7,57  | 1          |      |

Como consecuencia de dichos resultados el Pleno Municipal eligió Alcalde por 4 años a Carlos Galbeño González, del Partido Popular.

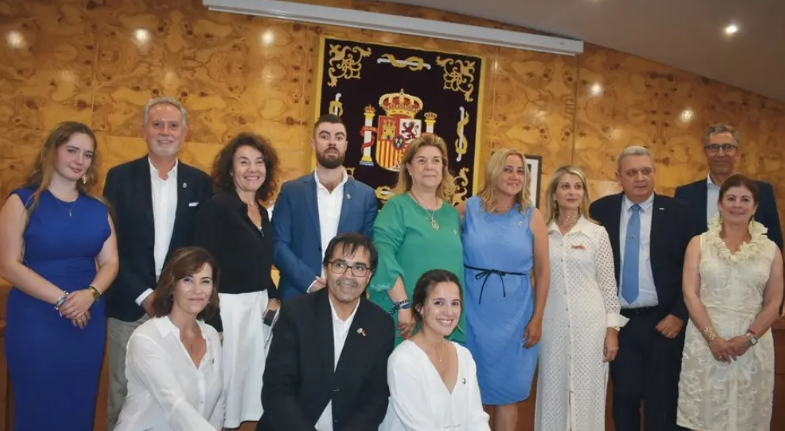
Equipo de Gobierno PP-VOX con su alcaldesa, Almudena Negro al frente.

En las elecciones municipales celebradas el 22 de mayo de 2011, la Corporación Municipal de Torrelodones estuvo formada por 21 concejales con la siguiente distribución:
| \| Partido político \| 2011 \| 2011 \| 2011 \| \| Partido político \| % \| Concejales \| \| \| Partido Popular (PP) \| 43,48 \| 10 \| \| \| Vecinos por Torrelodones (VxT) \| 37,39 \| 9 \| \| \| Partido Socialista Obrero Español (PSOE) \| 7,42 \| 1 \| \| \| Actúa (AT) \| 6,77 \| 1 \| \| |       |            |      |
| Partido político | 2011  | 2011       | 2011 |
| Partido político | %     | Concejales |      |
| Partido Popular (PP) | 43,48 | 10         |      |
| Vecinos por Torrelodones (VxT) | 37,39 | 9          |      |
| Partido Socialista Obrero Español (PSOE) | 7,42  | 1          |      |
| Actúa (AT) | 6,77  | 1          |      |

Tal como previamente habían anunciado los representantes del PSOE y posteriormente de Actúa, el 11 de junio de 2011 apoyaron en el Pleno de investidura a Elena Biurrun como alcaldesa de Torrelodones, convirtiéndose así en la primera Alcaldesa de este pueblo, rompiendo la mayoría absoluta que el PP mantenía desde hacía 24 años.
En las elecciones municipales celebradas el 24 de mayo de 2015, la corporación municipal de Torrelodones, que está formada por 21 concejales, quedó con la siguiente distribución por cada partido:
| \| Partido político \| 2015 \| 2015 \| 2015 \| \| Partido político \| % \| Concejales \| \| \| Vecinos por Torrelodones (VxT) \| 50,37 \| 12 \| \| \| Partido Popular (PP) \| 26,77 \| 6 \| \| \| Confluencia \| 6,02 \| 1 \| \| \| Partido Socialista Obrero Español (PSOE) \| 5,45 \| 1 \| \| \| Ciudadanos (Cs) \| 5,33 \| 1 \| \| |       |            |      |
| Partido político | 2015  | 2015       | 2015 |
| Partido político | %     | Concejales |      |
| Vecinos por Torrelodones (VxT) | 50,37 | 12         |      |
| Partido Popular (PP) | 26,77 | 6          |      |
| Confluencia | 6,02  | 1          |      |
| Partido Socialista Obrero Español (PSOE) | 5,45  | 1          |      |
| Ciudadanos (Cs) | 5,33  | 1          |      |

Los 12 votos de Vecinos por Torrelodones fueron suficientes para proclamar de nuevo a Elena Biurrun como alcaldesa de Torrelodones en el pleno de investidura celebrado el 13 de junio de 2015.
En las elecciones municipales celebradas el 26 de mayo de 2019, la corporación municipal de Torrelodones, que está formada por 21 concejales, quedó con la siguiente distribución por cada partido:
| \| Partido político \| 2019 \| 2019 \| 2019 \| \| Partido político \| % \| Concejales \| \| \| Vecinos por Torrelodones (VxT) \| 43,69 \| 11 \| \| \| Partido Popular (PP) \| 17,34 \| 4 \| \| \| Vox \| 13,2 \| 3 \| \| \| Ciudadanos (Cs) \| 11,64 \| 2 \| \| \| Partido Socialista Obrero Español (PSOE) \| 7,28 \| 1 \| \| |       |            |      |
| Partido político | 2019  | 2019       | 2019 |
| Partido político | %     | Concejales |      |
| Vecinos por Torrelodones (VxT) | 43,69 | 11         |      |
| Partido Popular (PP) | 17,34 | 4          |      |
| Vox | 13,2  | 3          |      |
| Ciudadanos (Cs) | 11,64 | 2          |      |
| Partido Socialista Obrero Español (PSOE) | 7,28  | 1          |      |

Los 11 votos de Vecinos por Torrelodones fueron suficientes para proclamar a Alfredo García-Plata como alcalde de Torrelodones en el pleno de investidura celebrado el 15 de junio de 2019.
En las elecciones municipales celebradas el 27 de mayo de 2023, la corporación municipal de Torrelodones, que está formada por 21 concejales, quedó con la siguiente distribución por cada partido: PP, 9 concejales; Vecinos por Torrelodones, 7; VOX, 4 y PSOE, 1. Se formó gobierno de coalición entre el PP y Vox siendo elegida Alcaldesa Almudena Negro Konrad, del PP que asumió 8 concejalías quedando VOX con 4.
Desde que se instauró la Democracia, los alcaldes de Torrelodones han sido los siguientes.

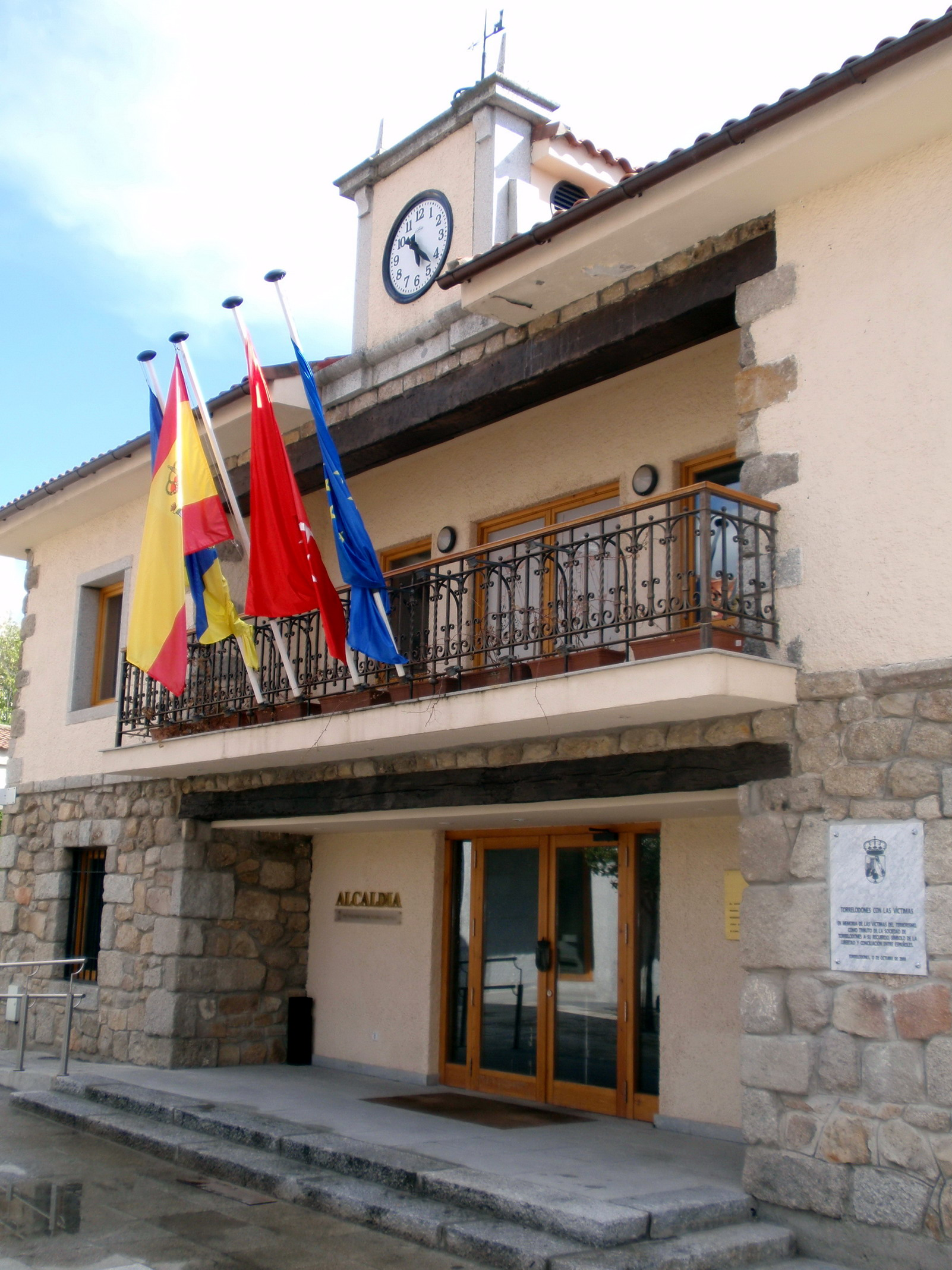
Casa consistorial, en la plaza de la Constitución

### Alcaldes de Torrelodones desde la democracia
| Alcalde                                                             | Inicio del mandato | Fin del mandato | Partido | Partido                               |
| Serapio Calvo Miguel                                                | 1979               | 1983            |         | UCD                                   |
| Serapio Calvo Miguel                                                | 1983               | 1987            |         | Torrelodones Agrupación Independiente |
| Mario Mingo Zapatero                                                | 1987               | 1991            |         | Independientes de Torrelodones        |
| Mario Mingo Zapatero                                                | 1991               | 1995            |         | PP                                    |
| Mario Mingo Zapatero hasta 1996, sustituido por Enrique Muñoz López | 1995               | 1999            |         | PP                                    |
| Enrique Muñoz López                                                 | 1999               | 2003            |         | PP                                    |
| Carlos Galbeño González                                             | 2003               | 2007            |         | PP                                    |
| Carlos Galbeño González                                             | 2007               | 2011            |         | PP                                    |
| Elena Biurrun Sainz de Rozas                                        | 2011               | 2015            |         | VxT                                   |
| Elena Biurrun Sainz de Rozas                                        | 2015               | 2019            |         | VxT                                   |
| Alfredo García-Plata Fernández                                      | 2019               | 2023            |         | VxT                                   |
| Almudena Negro Konrad                                               | 2023               | -               |         | PP + VOX                              |

La sede del Ayuntamiento está en el número 1 de la plaza de la Constitución.

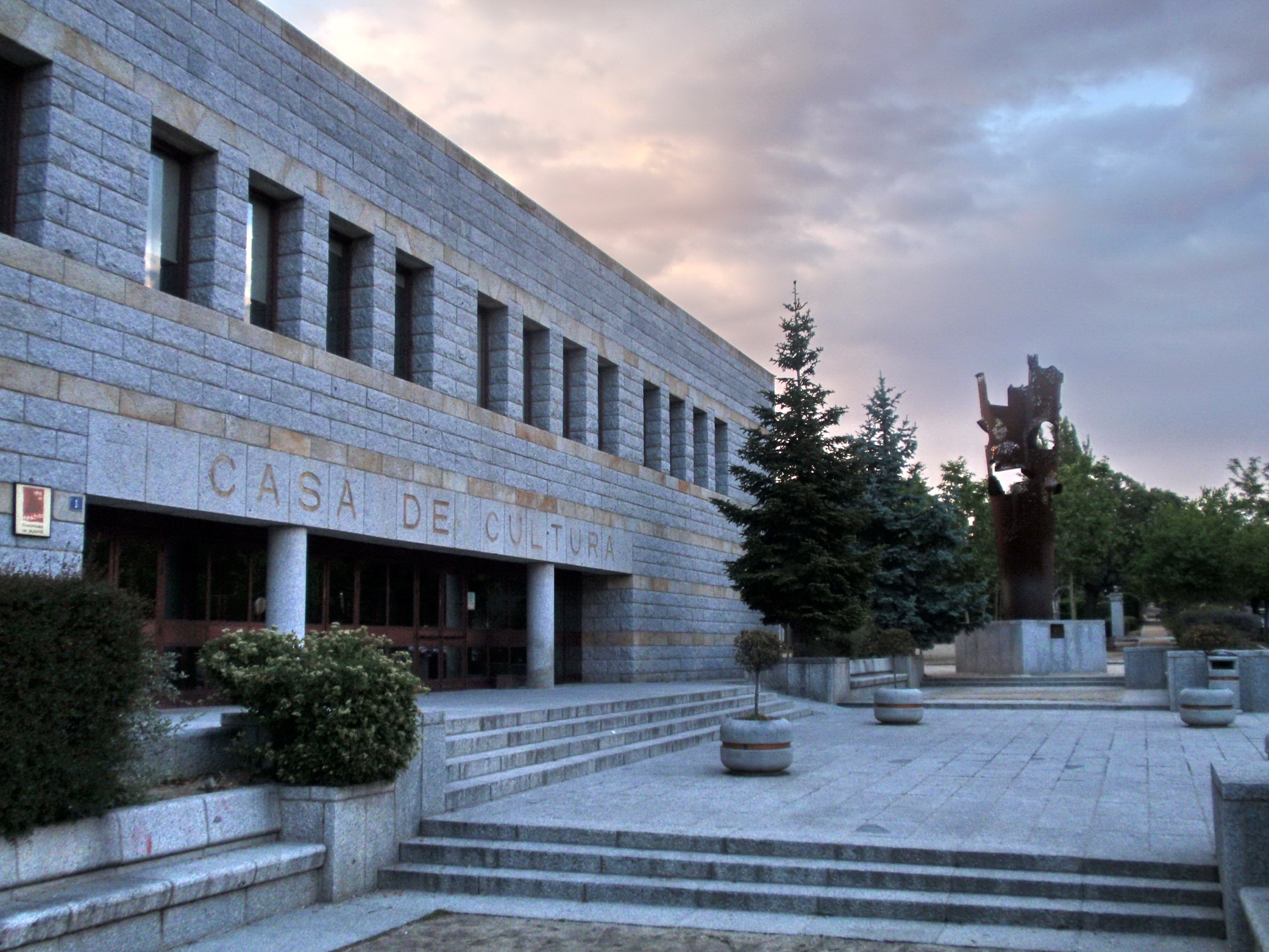
Casa de Cultura, situada en la avenida Rosario Manzaneque

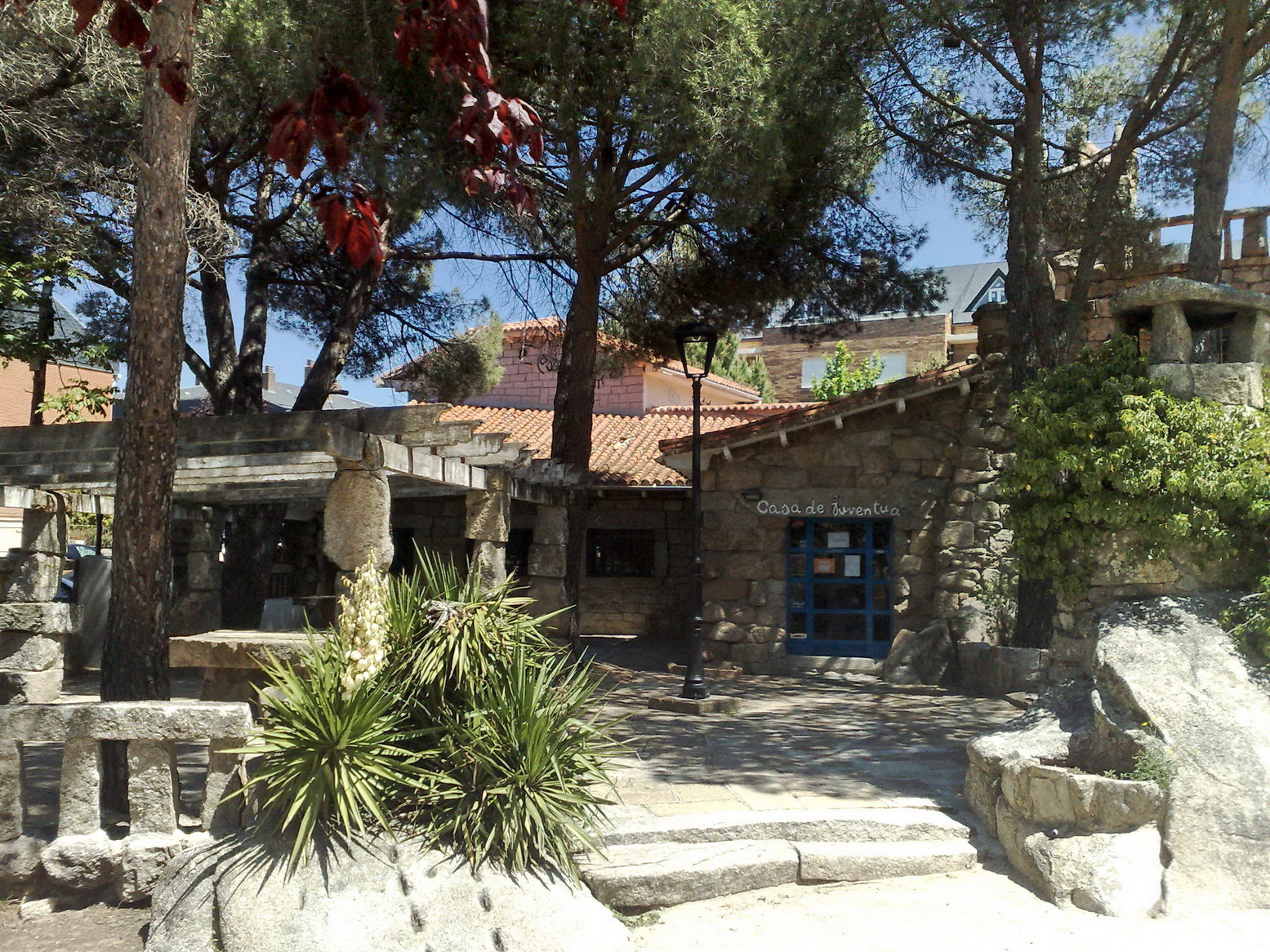
Casa de la juventud, situada en el parque JH

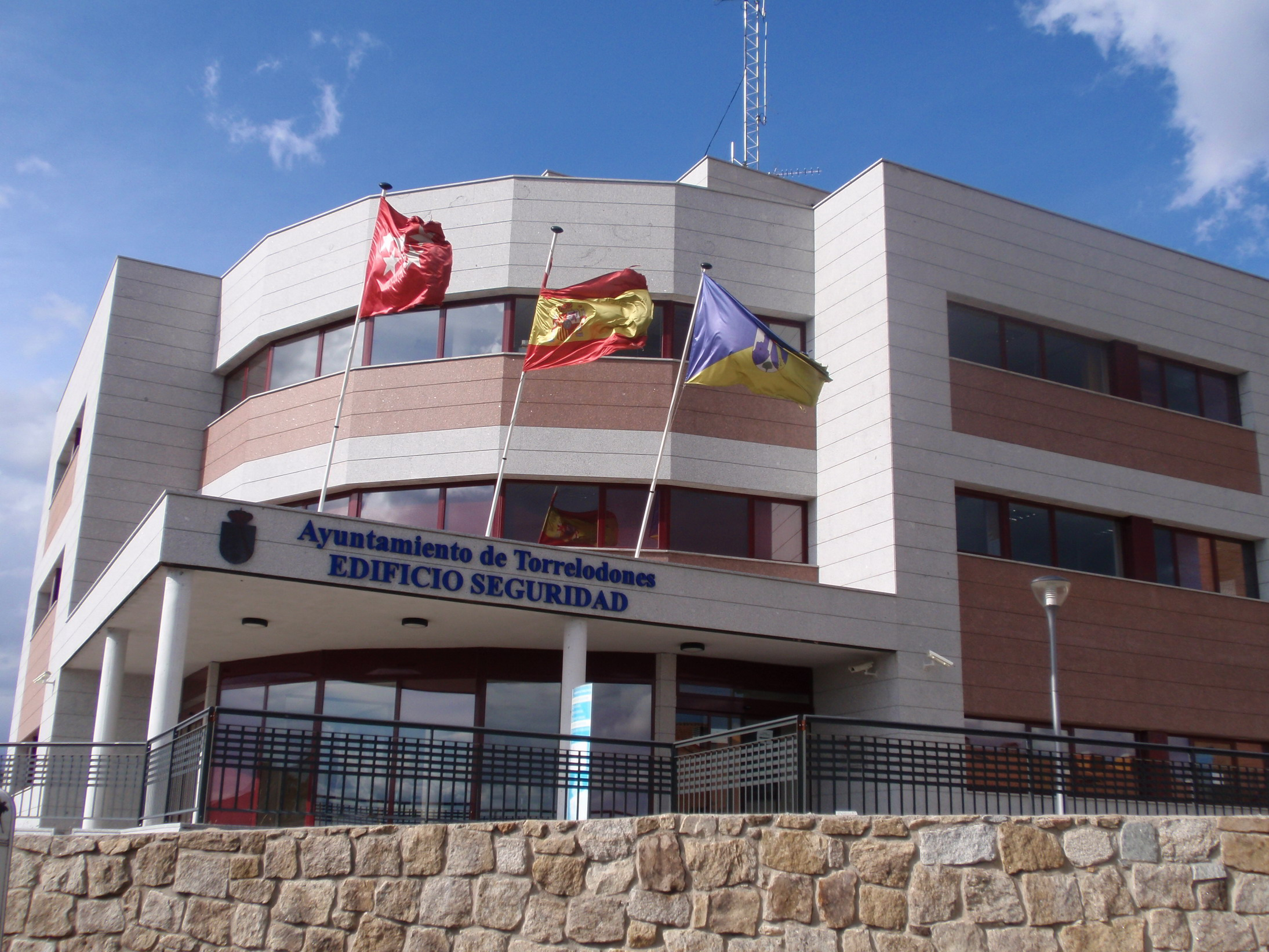
Edificio Seguridad, situado en Los Bomberos

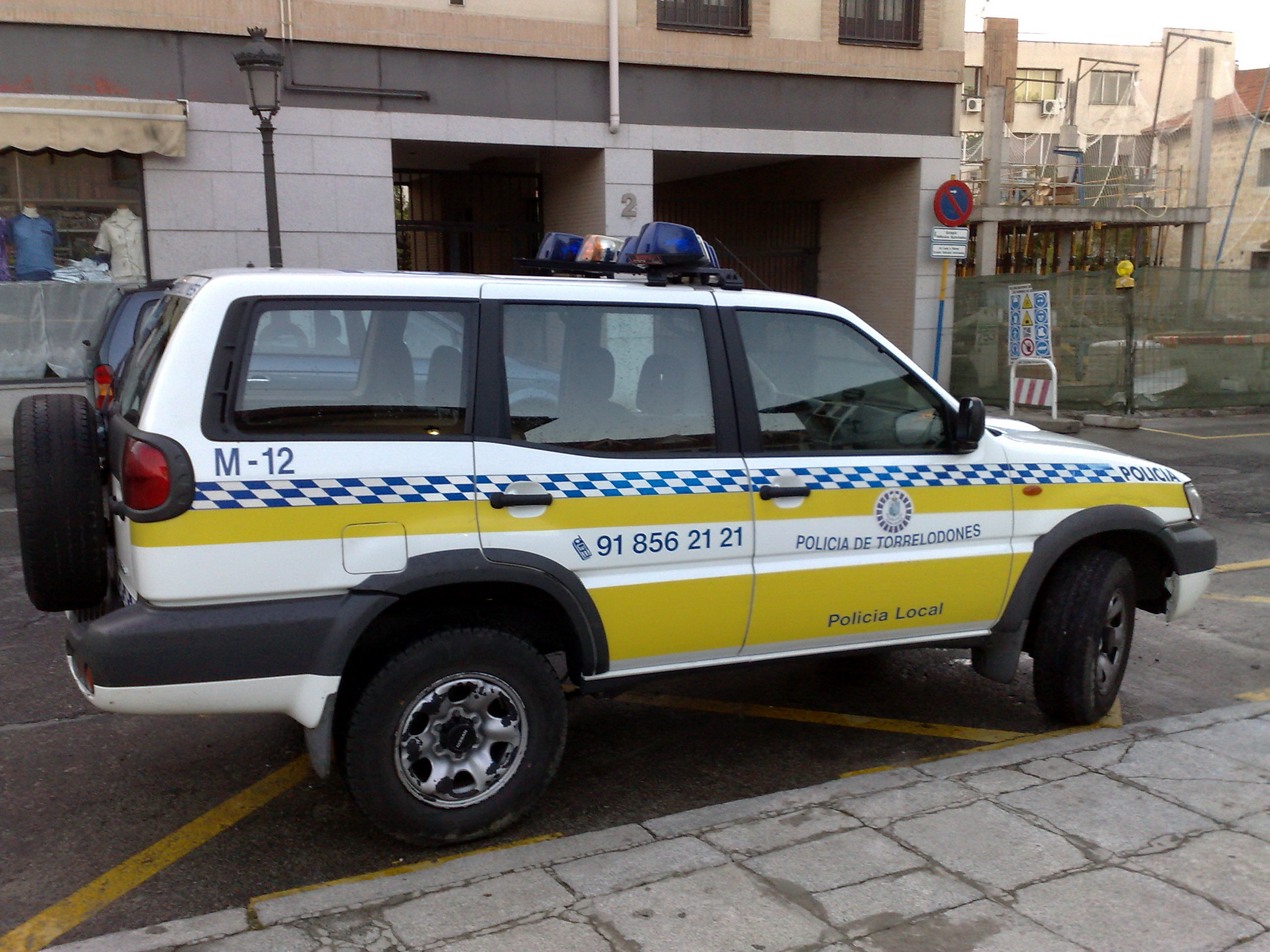
Vehículo patrulla de la Policía Local de Torrelodones

El gobierno municipal tras las elecciones de 2011 estaba compuesto por la alcaldesa y el resto de los nueve concejales, con las siguientes atribuciones:
- Primer teniente de alcalde: Gonzalo Santamaría, portavoz del grupo municipal y responsable de las áreas de Educación, Estudios univeristarios, Seguridad, Participación, Régimen interior, Servicios generales, Control SSP, Compras y Patrimonio.
- Segundo teniente de alcalde: Santiago Fernández, responsable de las áreas de Medioambiente, Urbanismo, Vivienda, Infraestructuras públicas, Obras y Servicios, Parques y Jardines y Participación.
- Tercer teniente de alcalde: Raquel Fernández, responsable de Servicios Sociales, Sanidad, Promoción Empresarial, Fomento y Comercio, Consumo, Promoción turística y Participación.
- Cuarto teniente de alcalde: Luis Collado, responsable de Hacienda local, Personal, Contratación y Participación.
- Quinta teniente de alcalde: Rosa Rivet, responsable de Cultura, Archivo histórico, Relaciones internacionales y Participación.
- Sexto teniente de alcalde: Carlos Beltrán, responsable de Actividad física y Deportes, Juventud, Fiestas, Tiempo libre y Participación.
- Séptimo teniente de alcalde: Angel Girao, responsable de Comunicación, Relaciones Públicas e Institucionales y Atención al vecino.
- Francesca Milne, responsable de Informática, Innovación Tecnológica y Participación.

La organización municipal gira alrededor de siete áreas operativas:
- Área de Urbanismo: engloba a Urbanismo. Vivienda. Infraestructuras Públicas. Obras y Servicios. Parques y Jardines. Medio Ambiente. Movilidad Urbana.
- Área de Economía y Desarrollo Local: engloba a Innovación Tecnológica. Promoción Empresarial. Fomento y Comercio. Desarrollo Económico y Empleo. Promoción Turística y Consumo.
- Área de Régimen Interior Y Educación: engloba a Régimen Interior. Seguridad. Atención al Vecino. Servicios Generales. Control SSPP. Compras. Informática. Patrimonio. Educación y Servicios Universitarios.
- Área de Cultural: engloba a Cultura. Relaciones Institucionales. Relaciones con la Unión Europea e Internacionales y Relaciones Públicas.
- Área de Hacienda y Personal: engloba a Hacienda. Personal y Contratación.
- Área Social: incluye Acción Social. Sanidad. Participación Ciudadana y Comunicación.
- Área de Actividad Física y Deportes y Juventud: contiene a Juventud. Actividad Física y Deportes. Fiestas. Ocio y Tiempo Libre.[66]

Dependencias municipales
El Ayuntamiento de Torrelodones gestiona una serie de dependencias puestas a disposición de sus habitantes para diversas actividades socioculturales. Entre las dependencias municipales destacan la Casa de la Juventud, la Casa de Cultura, la Casa Rosa, el Polideportivo y el edificio Seguridad.
La Casa de Cultura está situada en la avenida Rosario Manzaneque, 1, en el núcleo de población Torrelodones-Colonia. Es un centro polivalente en el que se desarrolla cada año una serie de cursos y actividades impartidos por monitores especializados en cursos programados. La casa de cultura ofrece los siguientes servicios: biblioteca, escuela municipal de idiomas (inglés, francés y alemán) y escuela municipal de música y danza Antón García Abril y cine-teatro Bulevard.
La Casa Rosa, situada junto a la Casa de Cultura, se reconvirtió el 27 de marzo de 2009, de oficinas del Ayuntamiento, a sede del Centro Municipal de Artes Escénicas, para acoger las actividades teatrales de las asociaciones del municipio, como Torrearte, Tiempos Mejores o El Ateneo, entre otras. El centro de Artes Escénicas ocupa el piso superior, mientras la planta baja se dedica a albergar las actividades relacionadas con Artes Plásticas.
La Casa de la Juventud está situada en el edificio de Torreforum, sito en avenida de Torrelodones, n.º 8, se trata de un centro municipal polivalente al servicio de la juventud, cuyos recursos más significativos son los siguientes: ludoteca, biblioteca, videoteca, sala de ordenadores e Internet, laboratorio fotográfico, sala de ensayo para músicos, y varias salas para reuniones, juegos y puntos de encuentro.50.
Seguridad Ciudadana
Al igual que en el resto de la Comunidad de Madrid, en Torrelodones, está operativo el sistema de Emergencias 112, que mediante el número de teléfono 112 atiende cualquier situación de urgencias y emergencia en materia sanitaria, extinción de incendios y salvamento, seguridad ciudadana y protección civil.
Para la seguridad ciudadana, el municipio cuenta con la policía local que la forman una plantilla de unos sesenta agentes, que atienden las llamadas y realizan las actuaciones relacionadas con seguridad, sanidad, medio ambiente y tráfico. Además el municipio cuenta con un equipo de voluntarios que conforman la sección local de Protección Civil, y un cuartel de la Guardia Civil. Las instalaciones de la policía local y de Protección Civil ocupan un edificio denominado seguridad, sito en la calle Cullidero, 6, en el núcleo de población de Los Bomberos.

### Administración Autonómica
La Comunidad de Madrid gestiona la red pública de Educación Obligatoria, tanto Infantil, Primaria, Secundaria, Bachillerato y Formación Profesional. También gestiona la red sanitaria pública, si bien el Hospital de Madrid Torrelodones es de gestión privada.

### Administración Judicial
Torrelodones pertenece al partido judicial número 15 de Madrid, con sede en Collado Villalba, donde existen varios juzgados de primera instancia e instrucción. En la localidad hay un juzgado de paz ubicado en la calle Cudillero, 6, del núcleo de población de Los Bomberos, donde un juez de paz, desarrolla las competencias propias de esta figura jurídica.

## Servicios

### Energía eléctrica
A Torrelodones llega la electricidad procedente de la estructura de transporte que tiene instalada la empresa Red Eléctrica por toda la Comunidad de Madrid donde existen varias subestaciones eléctricas y redes de transporte conexionadas todas ellas entre sí para asegurar la continuidad del suministro en el caso de fallo de alguna estación subeléctrica.La distribución doméstica de electricidad en la localidad la realiza la empresa Iberdrola que dispone de las instalaciones adecuadas para dar la electricidad contratada a sus abonados.
Energías alternativas

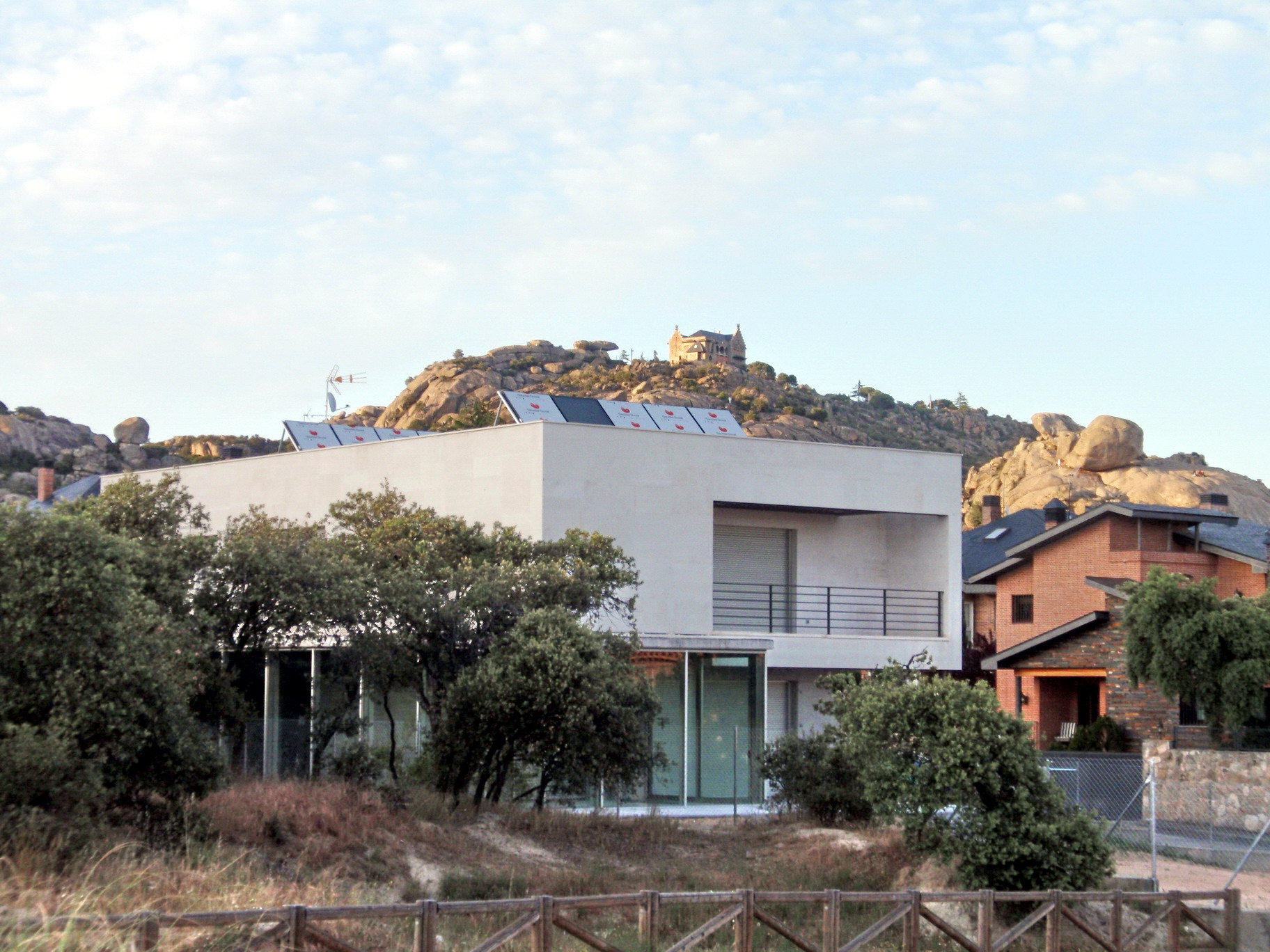
Paneles solares en vivienda de la avenida de la Dehesa

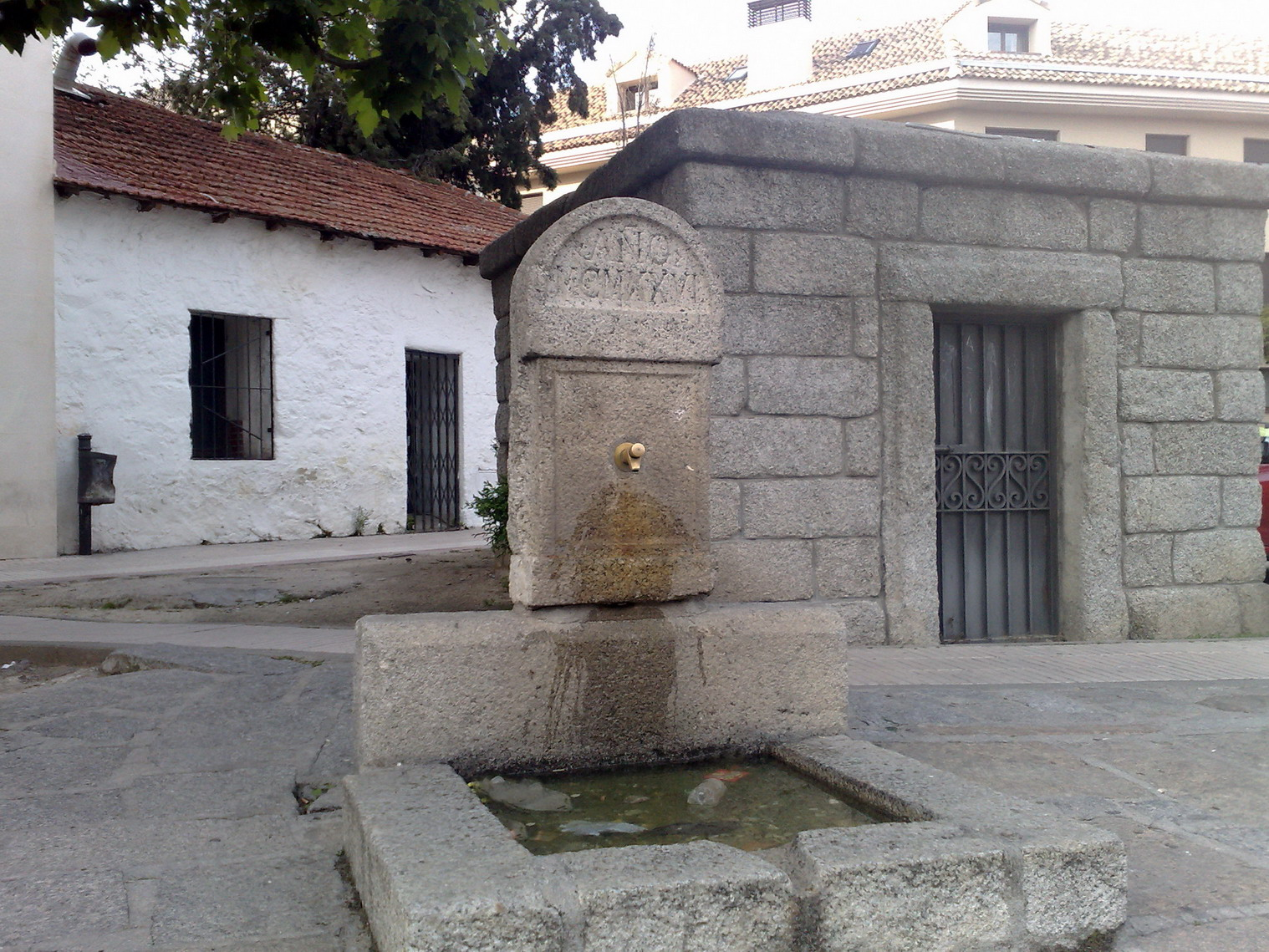
Fuente del año 1926, situada en calle Carlos Picabea

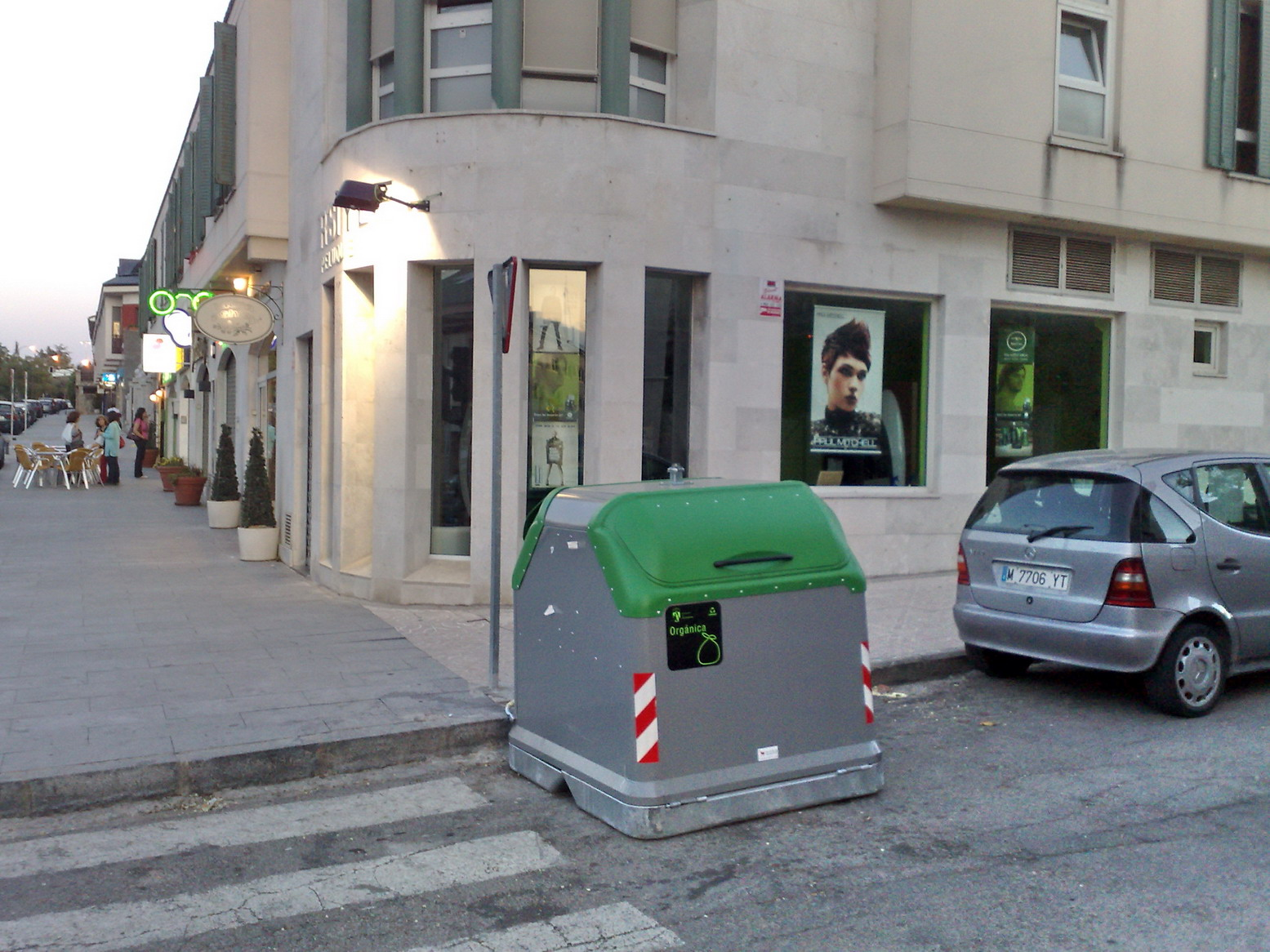
Contenedor easy en calle Camino de Valladolid

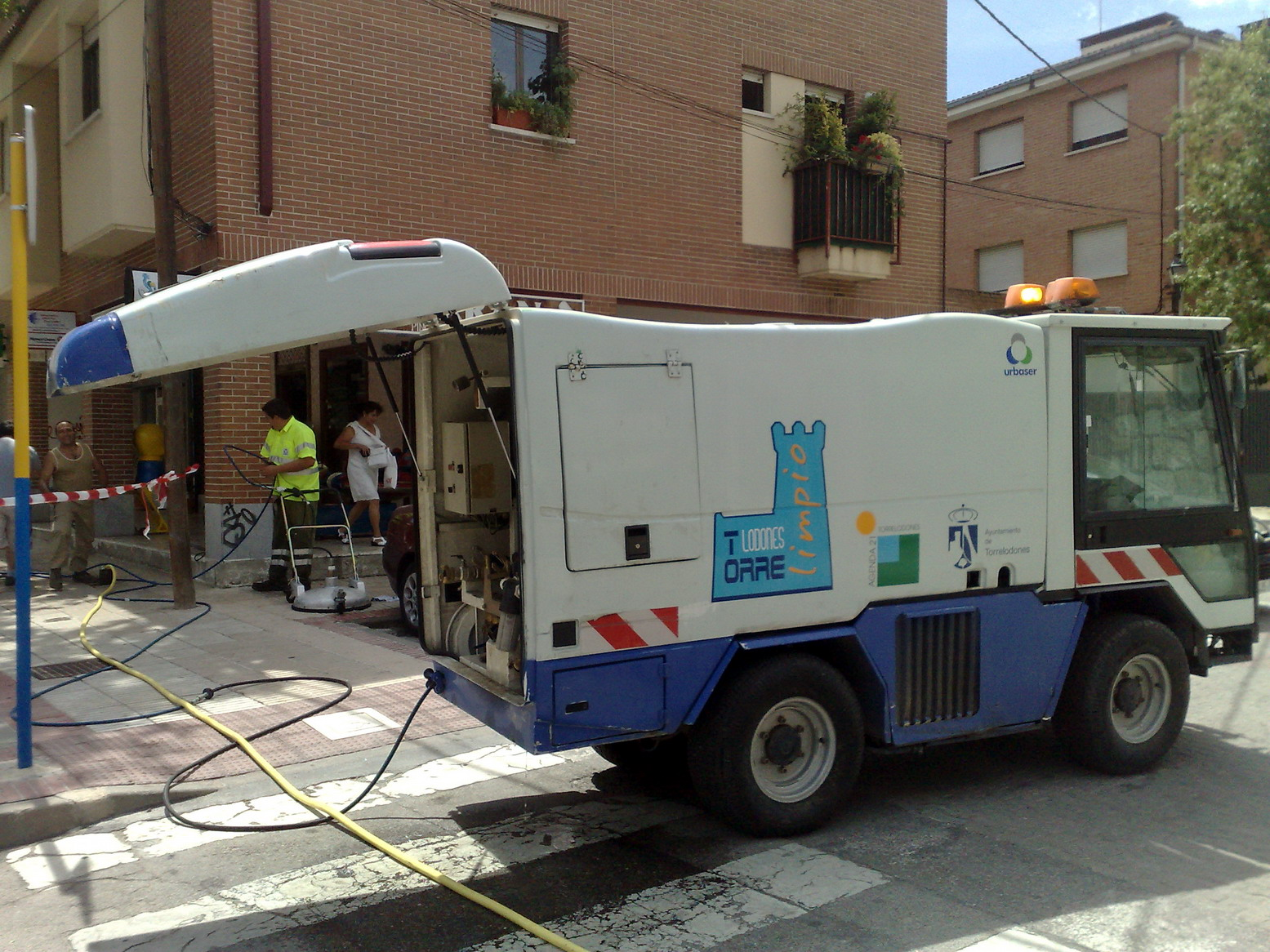
Servicio de limpieza urbana actuando en calle Real

El Ayuntamiento de Torrelodones ha subscrito el Manifiesto de Ciudades por el Clima, durante el desarrollo de la III Asamblea de la Red Española de Ciudades por el Clima celebrada en San Sebastián en julio de 2008. Este manifiesto compromete a los firmantes a promover en sus respectivas instituciones las recomendaciones del documento de la Unión Europea para tratar de reducir las emisiones de gases de efecto invernadero en sus respectivos ámbitos territoriales. Para lograrlo, desde el Ayuntamiento se está realizando un plan de acción para implementar la eficiencia energética y el desarrollo sostenible contenidos en la Agenda 21 Local y se ha adherido el Consistorio a la Red de Gobiernos Locales Biodiversidad 2010, a los compromisos de Aalborg +10 hacia un desarrollo sostenible y a la red Ciudades por la Energía que prevé la implantación de sistemas de producción de energías limpias para abastecer las necesidades de los edificios públicos y privados. En el municipio existen ya numerosas instalaciones de energía solar tanto térmica como fotovoltaica en edificios públicos y viviendas privadas de acuerdo con las normas de edificación vigentes en 2009.

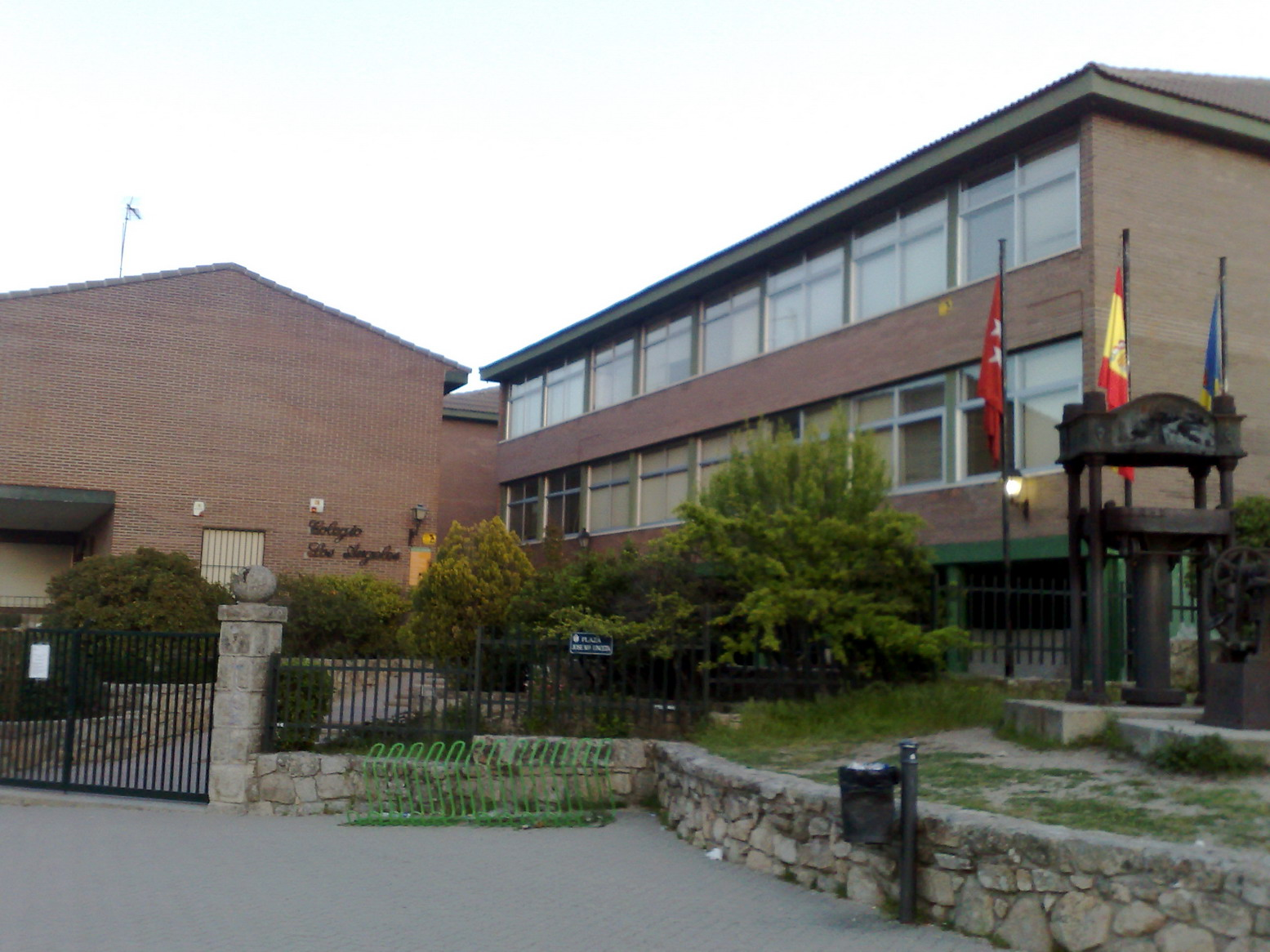
Colegio público Los Ángeles, situado en la plaza José María Unzeta

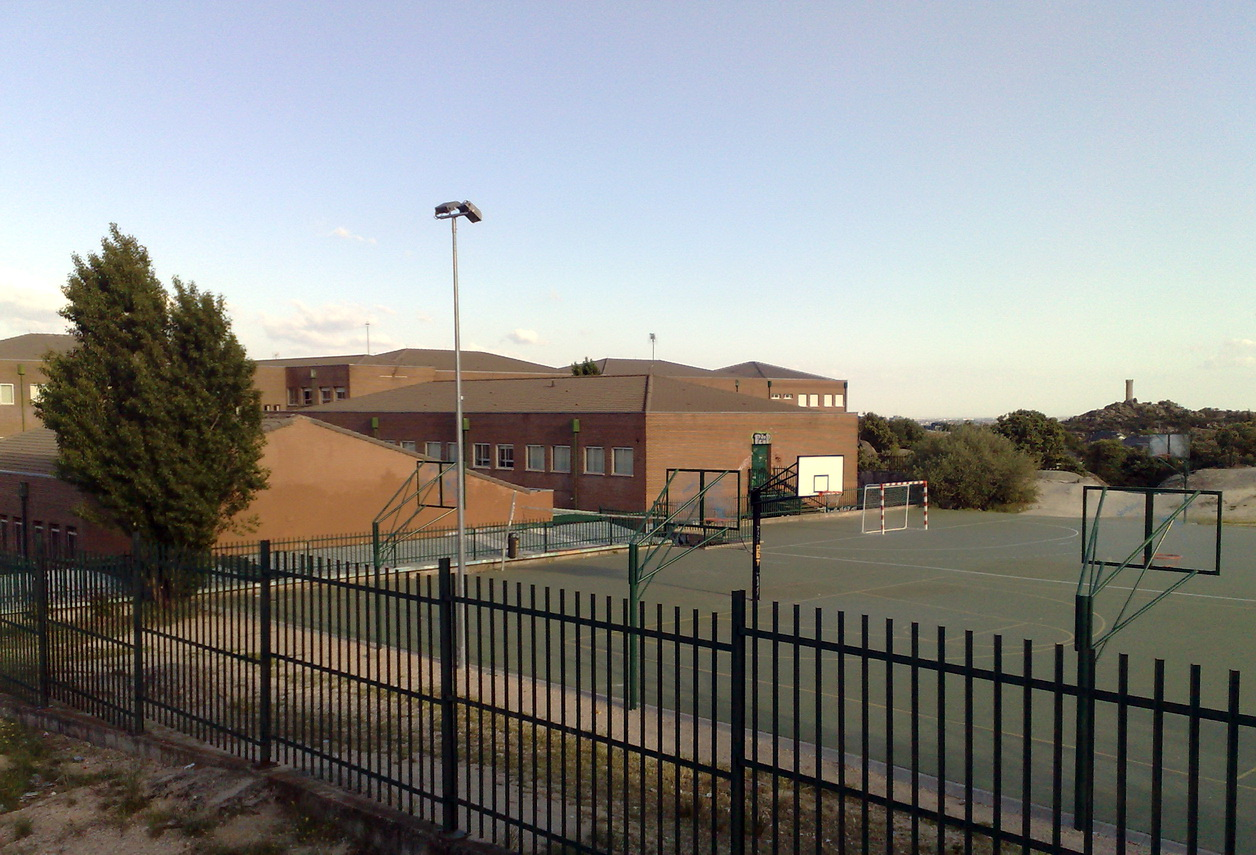
IES Diego Velázquez. Pistas deportivas

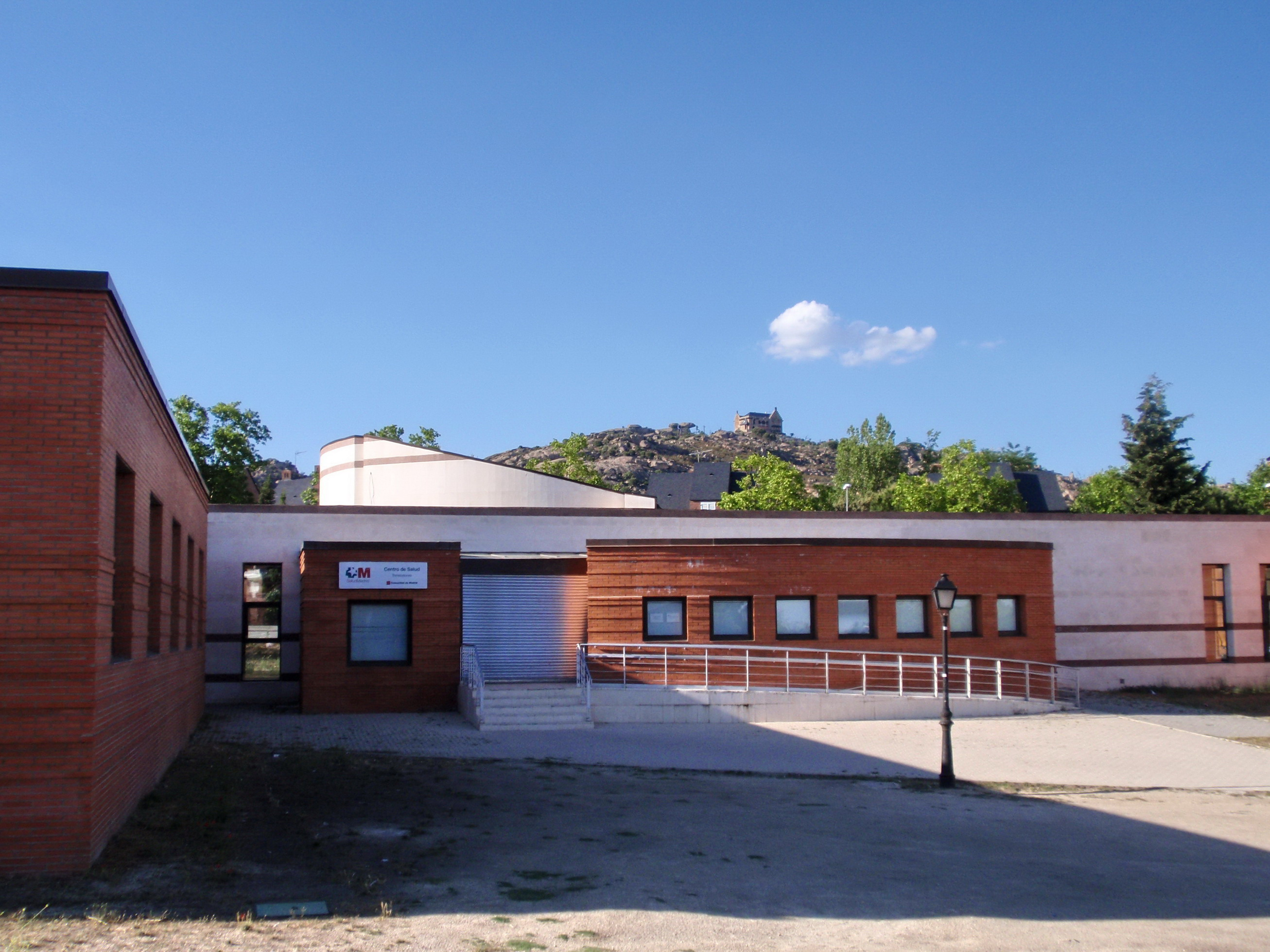
Centro de salud, situado en la avenida de la Dehesa

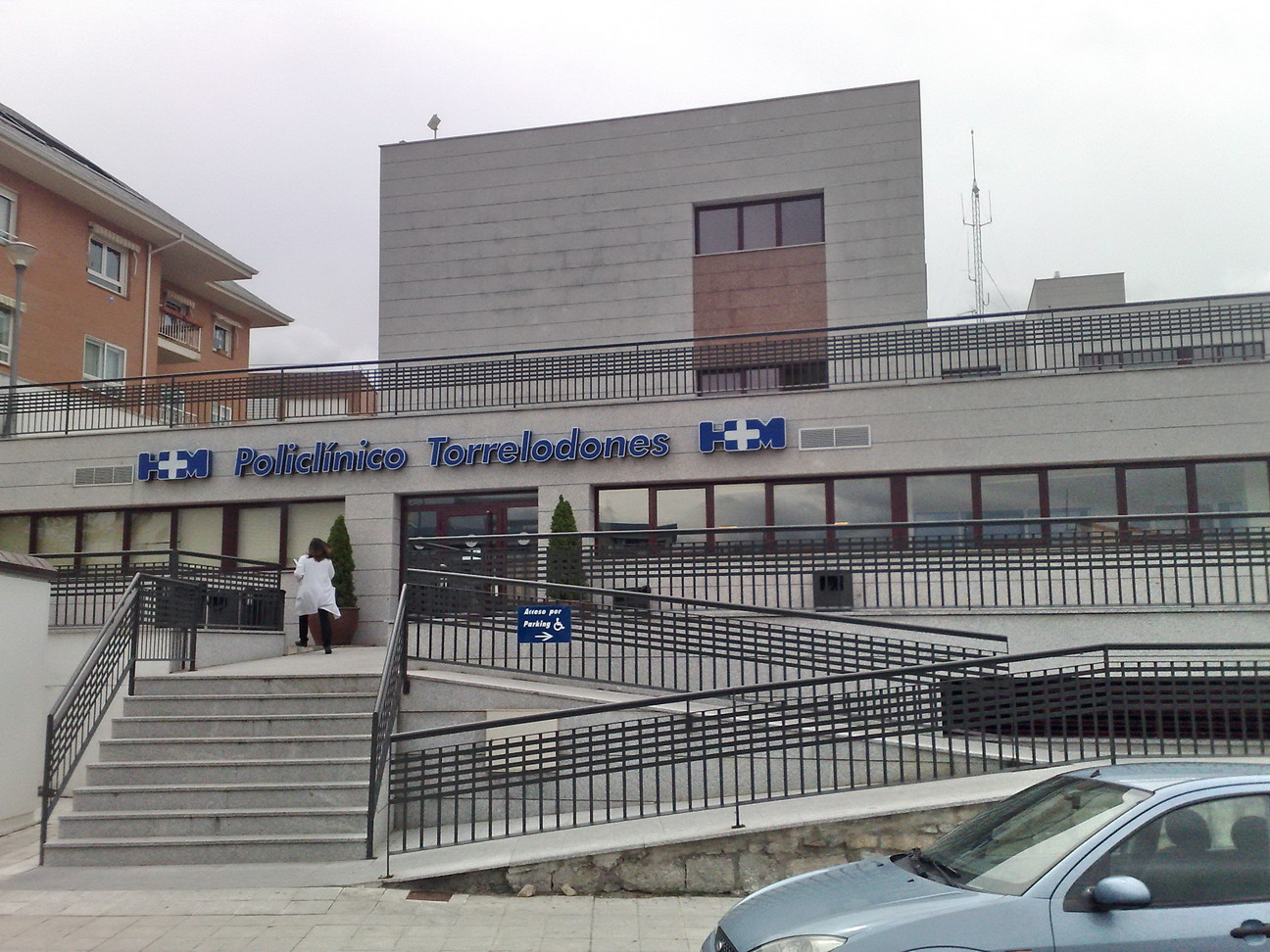
Policlínico del Hospital de Madrid Torrelodones, situado en la avenida Castillo de Olivares

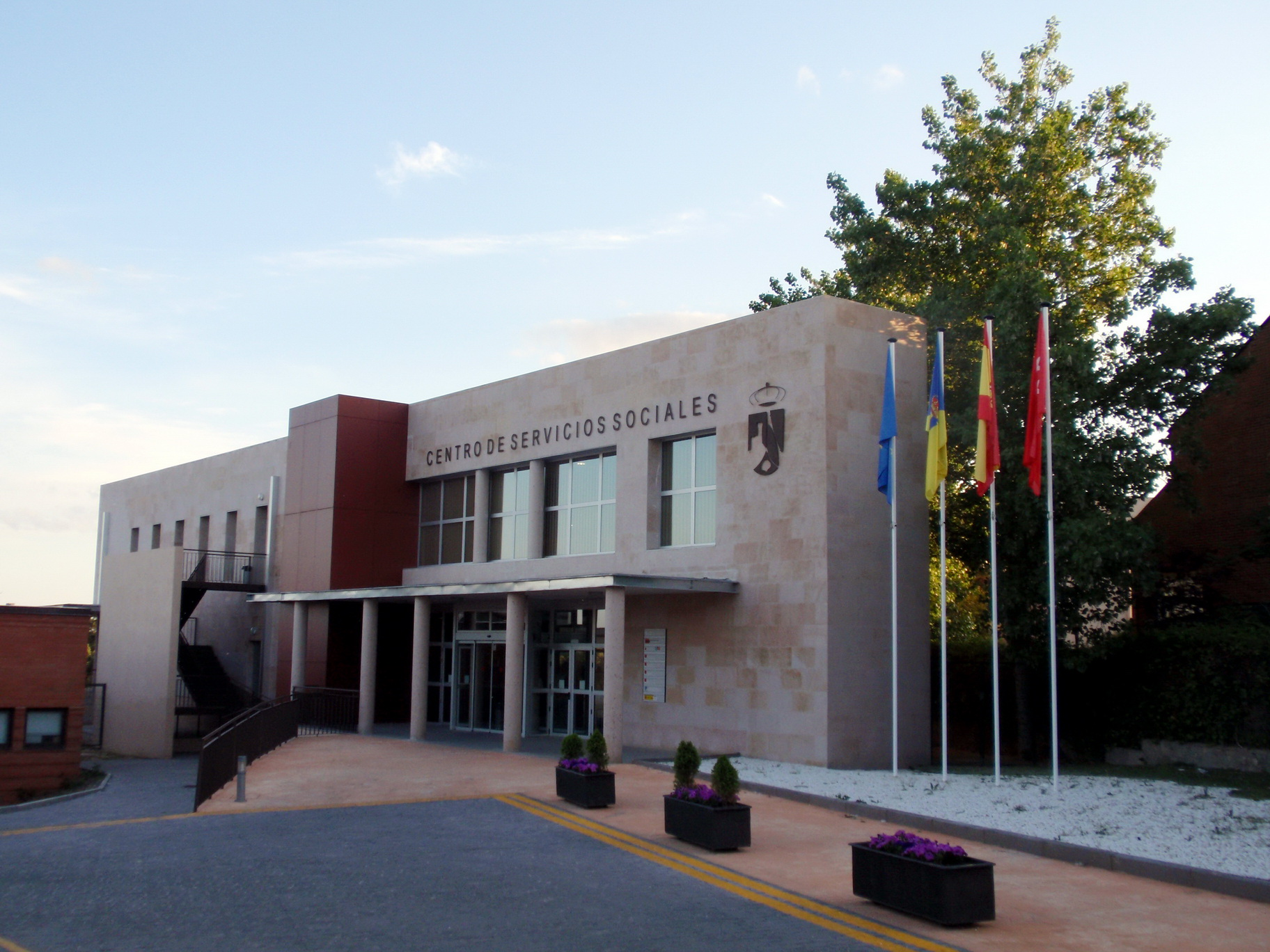
Centro de servicios sociales, situado en avenida de la Dehesa

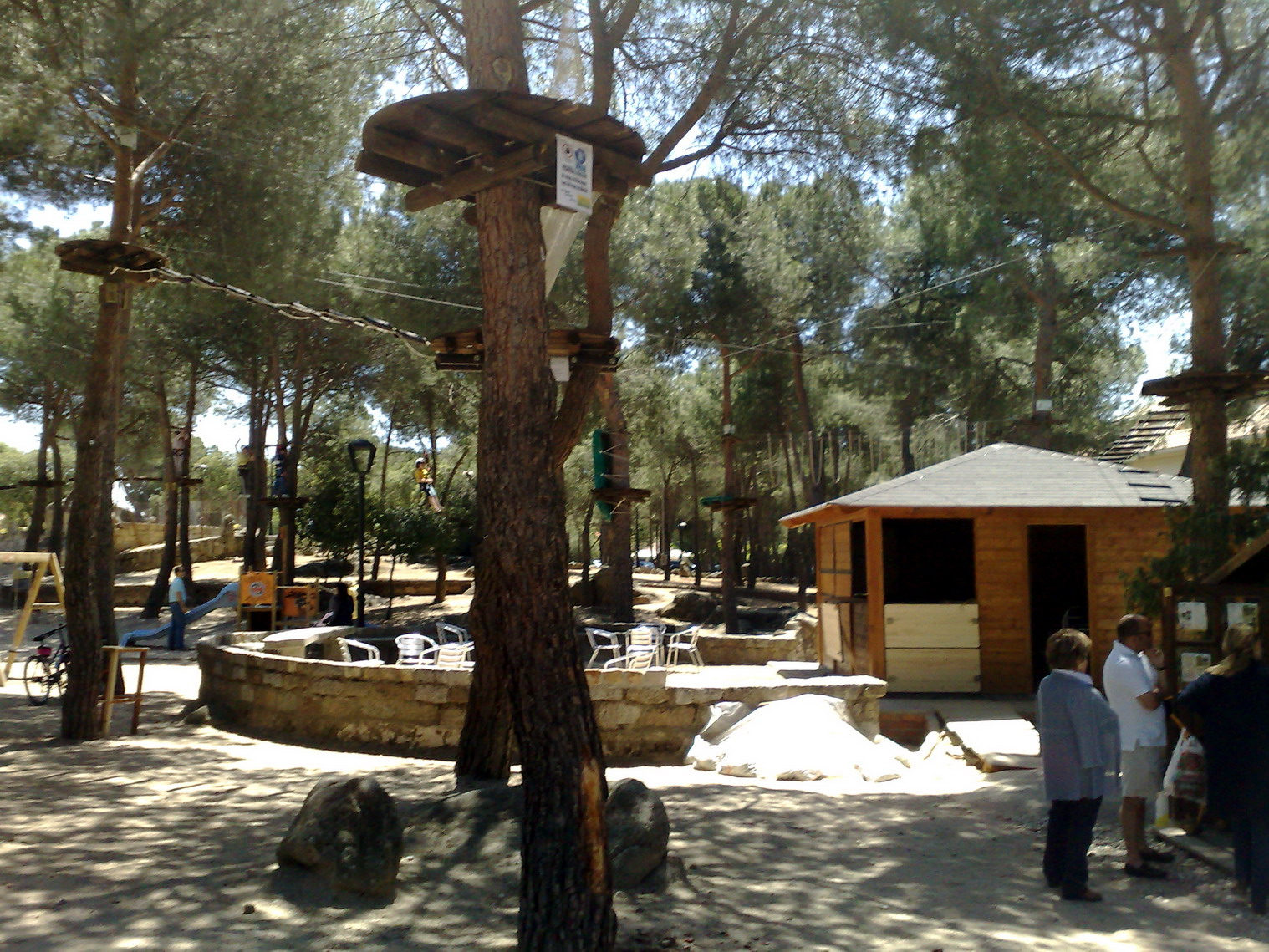
Parque JH, circuito multiaventura

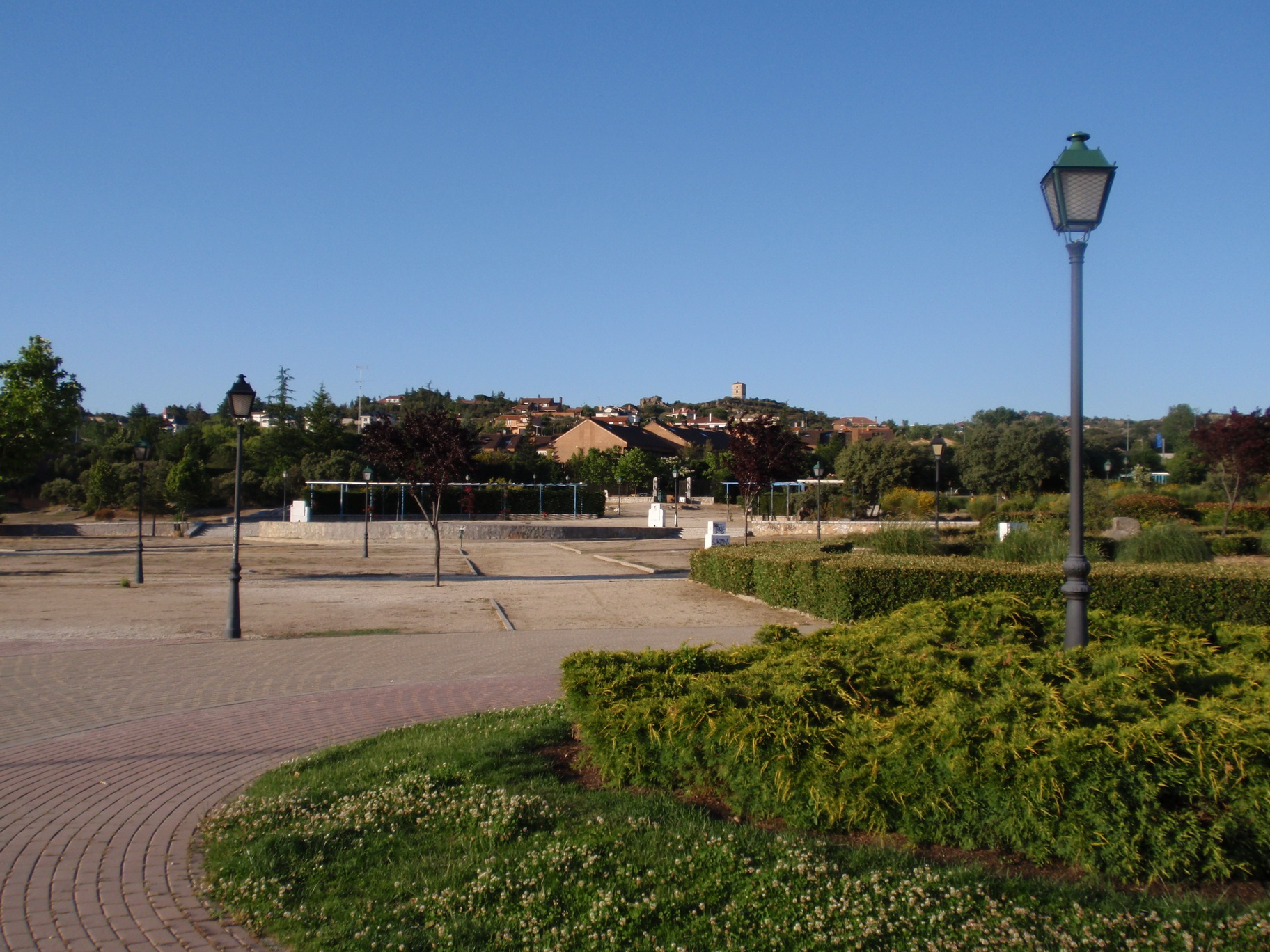
Parque Pradogrande

### Educación
La infraestructura educativa existente en la localidad está compartida entre las que gestiona el Ayuntamiento, la Comunidad de Madrid y las de la iniciativa privada a través de centros privados y concertados. Los alumnos no universitarios matriculados en centros públicos son el 58 % y en centros privados o concertados el 42 % (datos de 2002). Existe un Gabinete Psicopedagógico Municipal. Para la formación universitaria, los jóvenes se desplazan a la capital a las diferentes universidades públicas y privadas que existen, si bien es la Universidad Complutense la más cercana y mejor comunicada con la localidad.
Red de Centros Educativos de Torrelodones
- Escuela Infantil Municipal “Las Ardillas”
- Escuela Infantil “El Tomillar” (CAM)
- CP Los Ángeles.
- CP Nuestra Señora de Lourdes
- CP El Encinar
- CC San Ignacio de Loyola.
- CC Peñalar
- IES Diego Velázquez[78]
- Centro de Educación de Personas Adultas “Almaján”
- Educación de Adultos de Torrelodones
- Cursos Aula Mentor
- Programas de Cualificación Profesional Inicial
- Escuela Taller Jara y Lodón
- Escuela de Pensamiento Matemático “Miguel de Guzmán”

### Sanidad
La localidad dispone de una red de asistencia pública que gestiona la Comunidad de Madrid, concretada en un centro de salud, ubicado en avenida de la Dehesa. Existe un servicio de Urgencias las 24 horas del día. También se puede acudir, por proximidad, al centro de salud de Collado Villalba o de Galapagar.
Como Hospitales, se utilizan indistintamente los hospitales de Puerta de Hierro de Majadahonda y el de El Escorial, integrados en el Servicio Madrileño de Salud, por ser los referentes de Atención Especializada del Área 6 de Salud de la Comunidad de Madrid. El primero dista unos 18 km de Torrelodones y el segundo unos 29 km.
Existe un hospital privado ubicado el núcleo poblacional de Los Bomberos, junto a la autopista A6, salida 29, conocido como Hospital de Madrid Torrelodones, que es un hospital general, médico-quirúrgico y materno-infantil que se inauguró en 2004. El Ayuntamiento tiene suscrito un convenio con este hospital por el que los vecinos pueden acceder al servicio de urgencias y radiodiagnóstico, previa prescripción médica, de forma gratuita. Por otra parte el Ayuntamiento ofrece los servicios propios de un Gabinete Psicoterapéutico Municipal.
Además de la red pública sanitaria muchos profesionales de la medicina disponen de consultas privadas para atender los servicios médicos de compañías sanitarias y consultas privadas.
Completan la Red Sanitaria de la localidad ocho oficinas de farmacia, cinco en Torrelodones-Pueblo, una en el centro comercial Espacio Torrelodones en el núcleo poblacional de Los Bomberos y dos en Torrelodones-Colonia.
Desde el 17 de junio de 2009, Torrelodones se ha incluido en el Consorcio de la Red Municipal de Salud de la Comunidad de Madrid, formado a esta fecha por 35 municipios, con el objetivo de establecer lazos de cooperación y colaboración permanente con municipios de similar problemática en el área de Salud Pública.

### Servicios sociales
La prestación de servicios sociales en Torrelodones los realiza desde 1998, la Mancomunidad de Servicios Sociales (T.H.A.M) que atiende de forma mancomunada a las localidades de Torrelodones, Hoyo de Manzanares, Alpedrete y Moralzarzal. Para ello la Mancomunidad cuenta con un equipo de profesionales, estando dirigida por la Junta de la Mancomunidad, cuyos miembros proceden de los Ayuntamientos que la conforman.
Los servicios sociales que se ofrecen en la localidad incluyen la prestación de los servicios de protección, tutela y promoción social de personas o grupos de población más desfavorecida, tanto desde el ámbito local, de la comunidad autónoma o de entidades privadas benéficas, tales como Cáritas, Cruz Roja u otras ONG.
Los servicios sociales especializados atienden las necesidades más concretas y se dividen en la atención a los siguientes colectivos de población: infancia y adolescencia, tercera edad, discapacitados, familia, personas dependientes, drogodependientes e inmigrantes.

### Equipamiento de zonas verdes
Torrelodones cuenta con los siguientes parques y jardines:
- Parque Julio Herrero (JH). Está situado en Torrelodones-Pueblo e integra en su recinto a la Casa de la Juventud. Se trata de una parcela arbolada de unos 8000 m², plagada de singulares piedras y adornos pétreos. En 1982 pasó a ser propiedad del Ayuntamiento, tras una permuta de terrenos, convirtiéndolo en un original parque megalítico.[83] En 2009 se instaló en él un circuito multiaventura que consta de seis recorridos que incorporan tirolinas, plataformas, puentes colgantes, lianas, redes de abordaje, escalas y demás montajes en los árboles, característicos de este tipo de atracciones.[84]

- Parque Pradogrande. Está situado en Torrelodones-Colonia y está dotado de varias instalaciones deportivas, como campo de minigolf y de fútbol sala. La pequeña loma, llamada la “Colina”, fue un punto estratégico durante la Guerra Civil, allí se emplazaron varias ametralladoras en lo alto del montículo y su gruta se convirtió en refugio para la población; en ella se encuentra una figura de Nuestra Señora del Carmen, Patrona de Torrelodones. En las fiestas del Carmen, se utiliza como recinto ferial.
- Parque San Roque. Se trata de un pequeño parque situado, en Torrelodones-Pueblo, junto a la Casa de Salud; cuenta con un circuito de ejercicios gimnásticos e instalaciones infantiles. En él está situada una estatua de San Roque, Patrón de Torrelodones.
- Circuito Biosaludable. Está situado en Los Peñascales, constituye un amplio espacio natural para la práctica deportiva suave.

### Comunicaciones

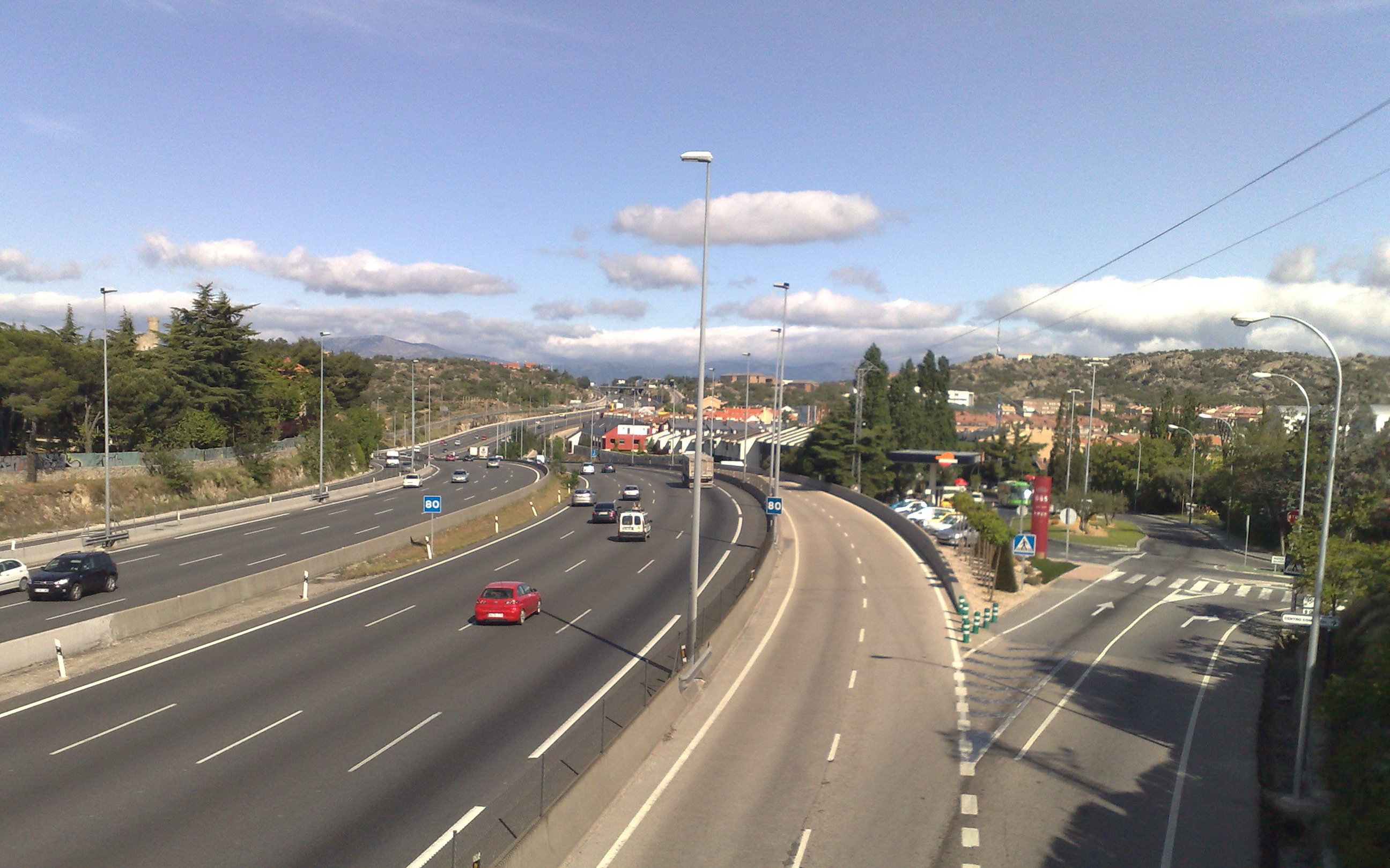
Autopista A-6 y vía de servicio de entrada a Torrelodones-Pueblo

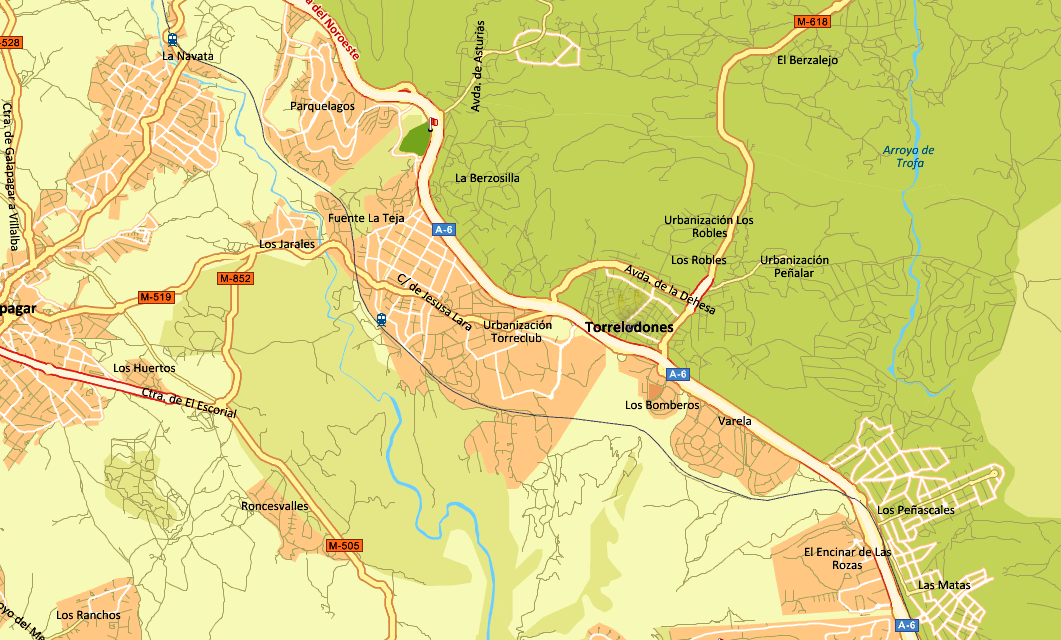
Mapa de situación y de carreteras de Torrelodones

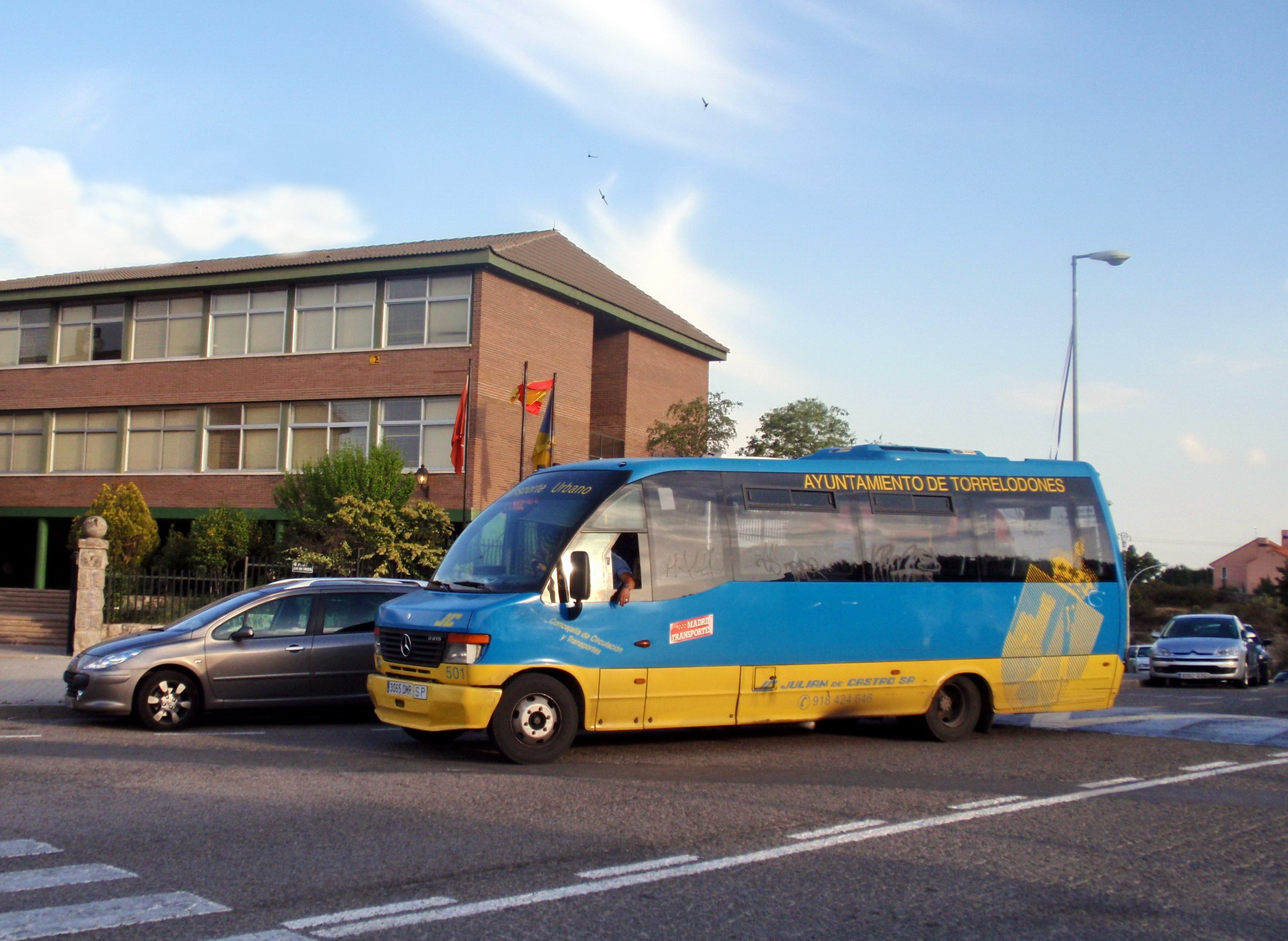
Transporte público. Autobús urbano en la parada del colegio Los Ángeles de Torrelodones

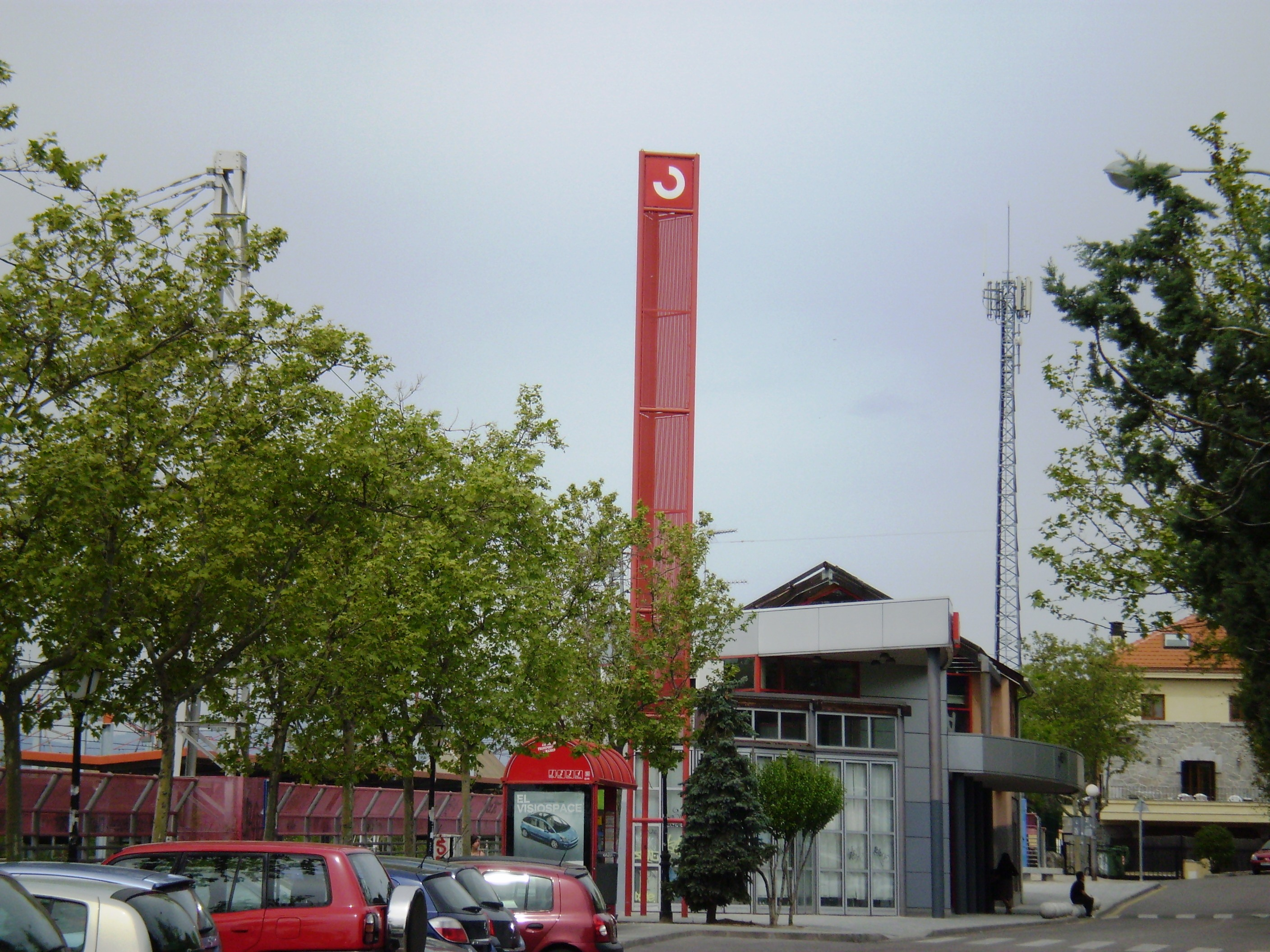
Estación de Torrelodones

### Carreteras
La autopista  (Autopista del Noroeste, Las Rozas de Madrid-Adanero), que atraviesa el municipio, en su primer tramo libre de peaje entre Las Rozas de Madrid y Collado Villalba, de la carretera N-6, de Madrid a La Coruña, separando el Casco Urbano de La Colonia (La Estación), presenta dos salidas en los puntos kilométricos 29 (Torrelodones, M-618 Hoyo de Manzanares) y 33 (Parquelagos, La Berzosa, Estación de Torrelodones). Esta vía comunica el pueblo, además de con Madrid y La Coruña, con los municipios de Las Rozas de Madrid y Collado Villalba. La actual autopista, inaugurada en 1967, hasta Collado Villalba, km 40, sigue parcialmente el trazado de la carretera N-VI, que pasaba por la actual calle Camino de Valladolid, y que con la construcción de la autopista quedó prácticamente anulada y eliminada, siendo Torrelodones el único municipio, que conserva parte del trazado en su calle principal pero, quedando entre sus kilómetros 17 y 40 prácticamente desaparecida. Para acceder a las localidades limítrofes de Galapagar y Hoyo de Manzanares, existen dos carreteras locales, la M-519 y la M-618, respectivamente, de la Red Local de Carreteras de la Comunidad de Madrid. Hay una tercera carretera, que enlaza Torrelodones con El Pardo, pero se encuentra cortada a la altura de la Puerta del Hito, como medida de protección del monte de El Pardo.

### Autobuses
En lo que respecta al transporte público, Torrelodones forma parte del Consorcio Regional de Transportes de Madrid, constituido en el año 1986 para agrupar los esfuerzos de instituciones públicas y privadas relacionadas con el transporte público de la Comunidad de Madrid, con el fin de coordinar servicios, redes y tarifas, para ofrecer a los usuarios una mayor capacidad y mejor calidad.

#### Autobuses de largo recorrido
| Línea   | Recorrido                                                     | Operador                  |
| ------- | ------------------------------------------------------------- | ------------------------- |
| VAC-246 | Madrid – Segovia (y hasta Melgar de Fernamental con hijuelas) | Avanza Movilidad Integral |

#### Autobuses interurbanos
Para Torrelodones se encuentran operativas varias líneas regulares de autobuses que comunican el municipio con Madrid y las localidades vecinas.
| Línea | Recorrido                                                            | Operador                  |
| ----- | -------------------------------------------------------------------- | ------------------------- |
| 610   | Torrelodones - Hoyo de Manzanares - Colmenar Viejo                   | Avanza Movilidad Integral |
| 611   | Madrid (Moncloa) - Hoyo de Manzanares                                | Avanza Movilidad Integral |
| 611A  | Madrid (Moncloa) - Hoyo de Manzanares (por Urbanización Las Colinas) | Avanza Movilidad Integral |
| 612   | Madrid (Moncloa) - Torrelodones                                      | Avanza Movilidad Integral |
| 613   | Madrid (Moncloa) - Torrelodones (Por Centro Comercial)               | Avanza Movilidad Integral |
| 631   | Madrid (Moncloa) - Torrelodones (Colonia) - Galapagar - Colmenarejo  | Avanza Movilidad Integral |
| 633   | Hospital Puerta de Hierro - Galapagar - Colmenarejo                  | Avanza Movilidad Integral |
| 635   | Madrid (Moncloa) - Torrelodones (Colonia) - La Navata - Galapagar    | Avanza Movilidad Integral |
| 664   | Madrid (Moncloa) - San Lorenzo de El Escorial (por Guadarrama)       | ALSA                      |
| 684   | Madrid (Moncloa) - Cercedilla (por Guadarrama)                       | Avanza Movilidad Integral |
| 685   | Majadahonda (Hospital) - Las Rozas - Guadarrama                      | Avanza Movilidad Integral |
| 686   | Madrid (Moncloa) - Torrelodones (por Los Peñascales)                 | Avanza Movilidad Integral |
| 686A  | Madrid (Moncloa) - Torrelodones (por Montealegre)                    | Avanza Movilidad Integral |
| 691   | Madrid (Moncloa) - Becerril de la Sierra - Navacerrada               | Avanza Movilidad Integral |
| N602  | Madrid (Moncloa) - Villalba - Guadarrama                             | Avanza Movilidad Integral |
| N904  | Madrid (Moncloa) - Torrelodones (Colonia) - Galapagar - Colmenarejo  | Avanza Movilidad Integral |

#### Autobuses urbanos
Además, Torrelodones cuenta con un servicio de autobuses urbanos que comunica los diferentes núcleos de población con la estación de ferrocarril y el centro.
| Línea | Recorrido                                                  | Operador                  |
| ----- | ---------------------------------------------------------- | ------------------------- |
| 1     | FF.CC. - Pueblo - Área Homogénea Sur                       | Avanza Movilidad Integral |
| 2     | FF.CC. - Avenida Dehesa - Los Robles                       | Avanza Movilidad Integral |
| 4     | FF.CC. - Pueblo - Los Peñascales                           | Avanza Movilidad Integral |
| 5     | FF.CC. - Pueblo - Los Peñascales (por P.º Joaquín Ruiz J.) | Avanza Movilidad Integral |

### Ferrocarril
La localidad dispone también de una estación de tren, correspondiente a la línea de ferrocarril Madrid-Ávila-Segovia, y disfruta de una amplia frecuencia de trenes a través de las líneas de Cercanías C-8 y C-10, que le comunica con Madrid y las principales poblaciones de la zona noroeste.
Para otros destinos de larga distancia, estas líneas de cercanías facilitan el acceso a la estación de Madrid-Atocha y Madrid-Chamartín, desde donde parten la mayoría de los trenes hacia otras ciudades de España o del extranjero.

### Transporte aéreo
En cuanto a las comunicaciones aéreas, los aeropuertos más cercanos a Torrelodones son:
- Aeropuerto de Madrid-Barajas, situado a 44 km por carretera, con una oferta completa de vuelos tanto nacionales como al extranjero.
- Aeropuerto de Madrid-Cuatro Vientos, situado a 37 km por carretera, instalación aeroportuaria de segunda categoría utilizado para uso conjunto civil-militar y principalmente, como escuela de vuelo y aviación ejecutiva.

## Monumentos y lugares de interés
Arquitectura histórica

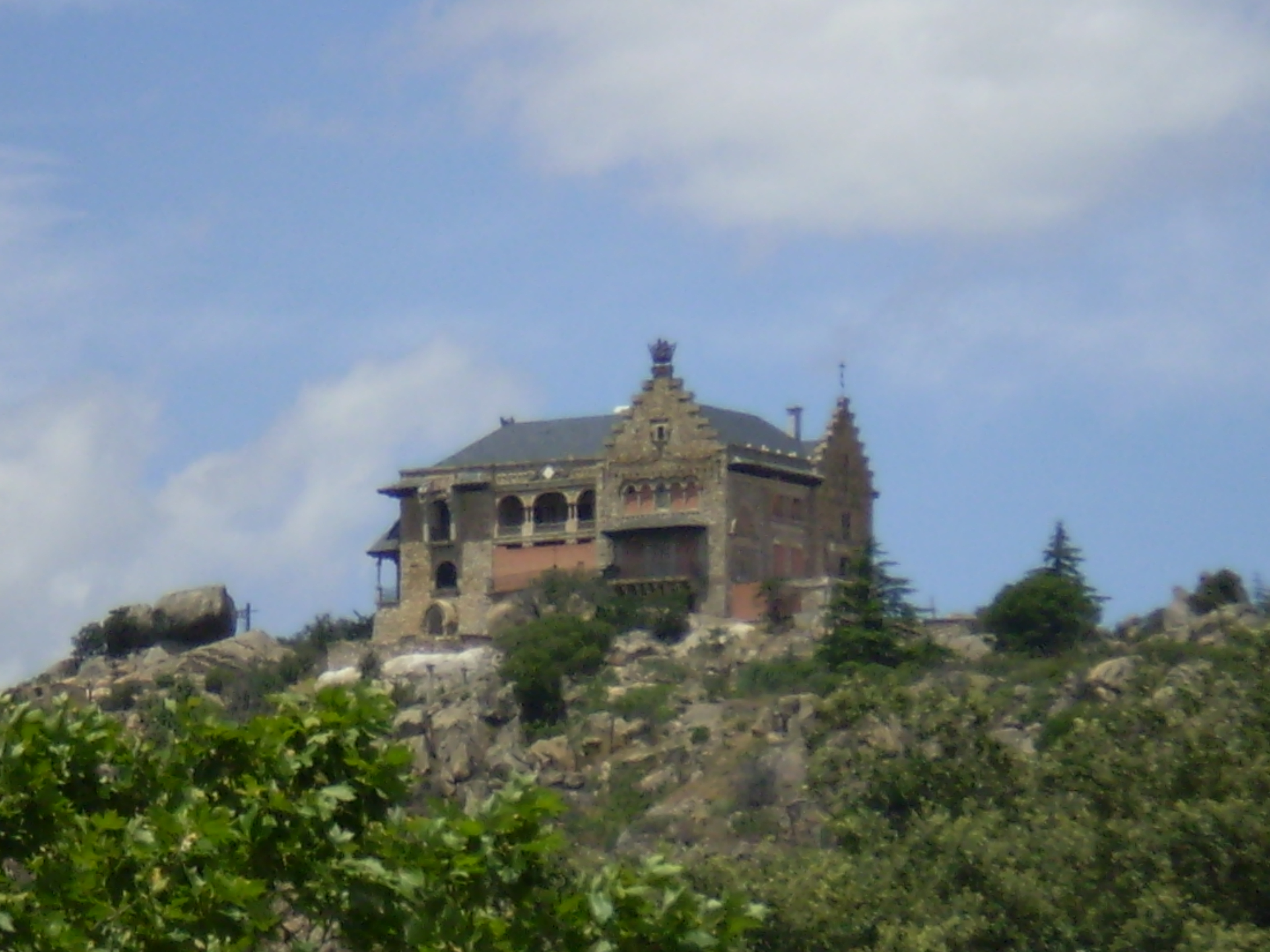
Palacio del Canto del Pico

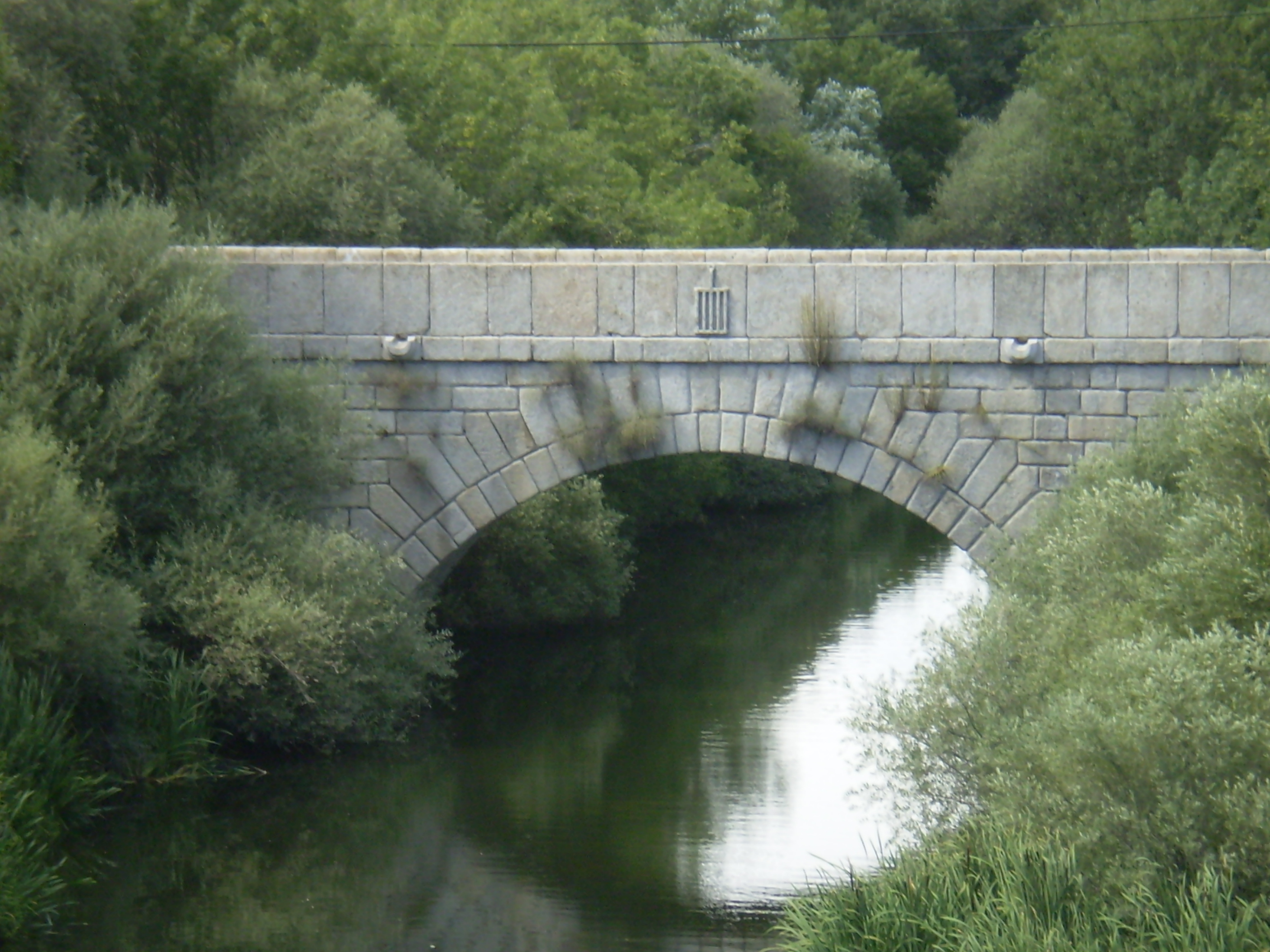
Puente Nuevo sobre el río Guadarrama

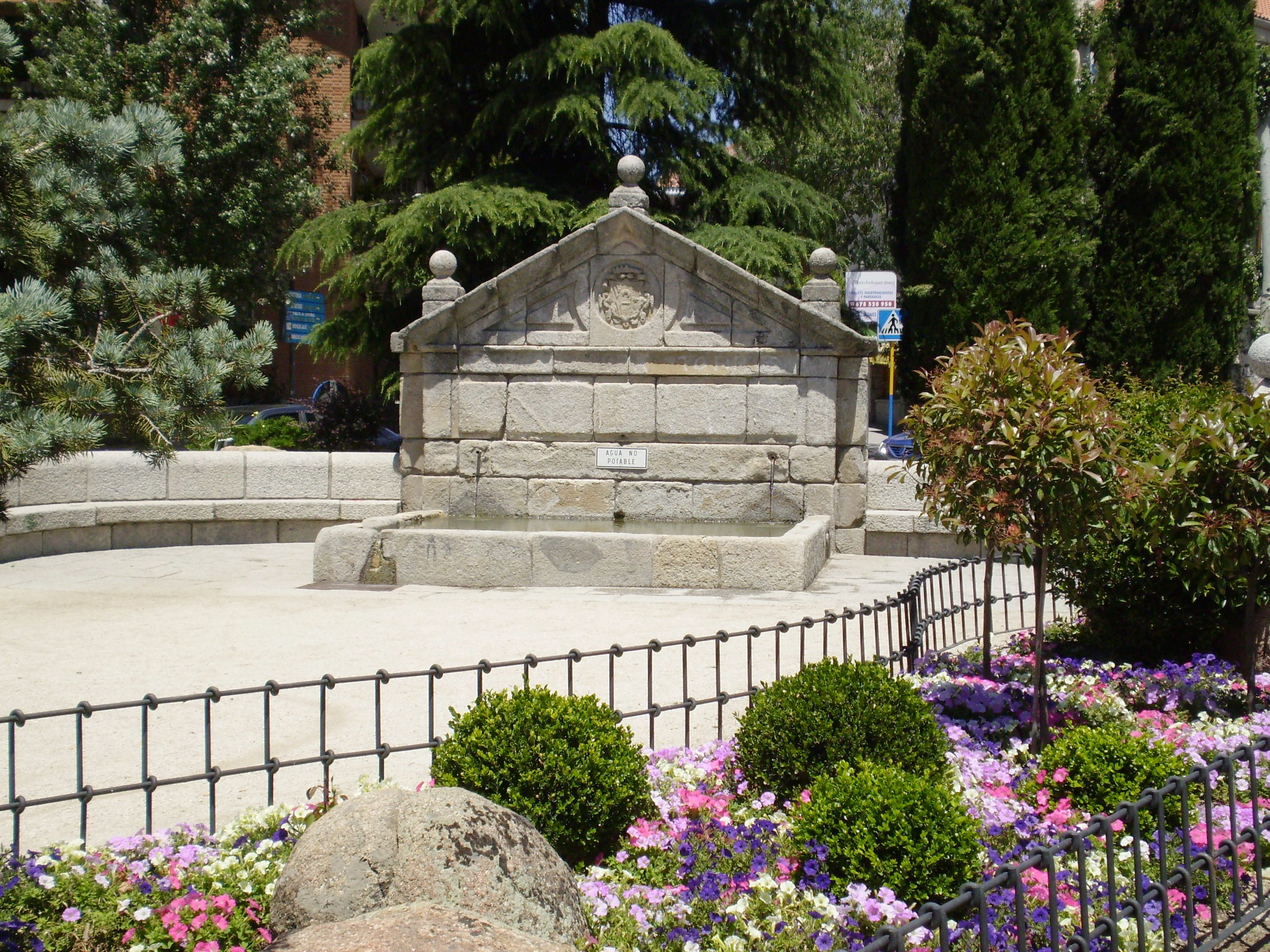
Fuente de El Caño

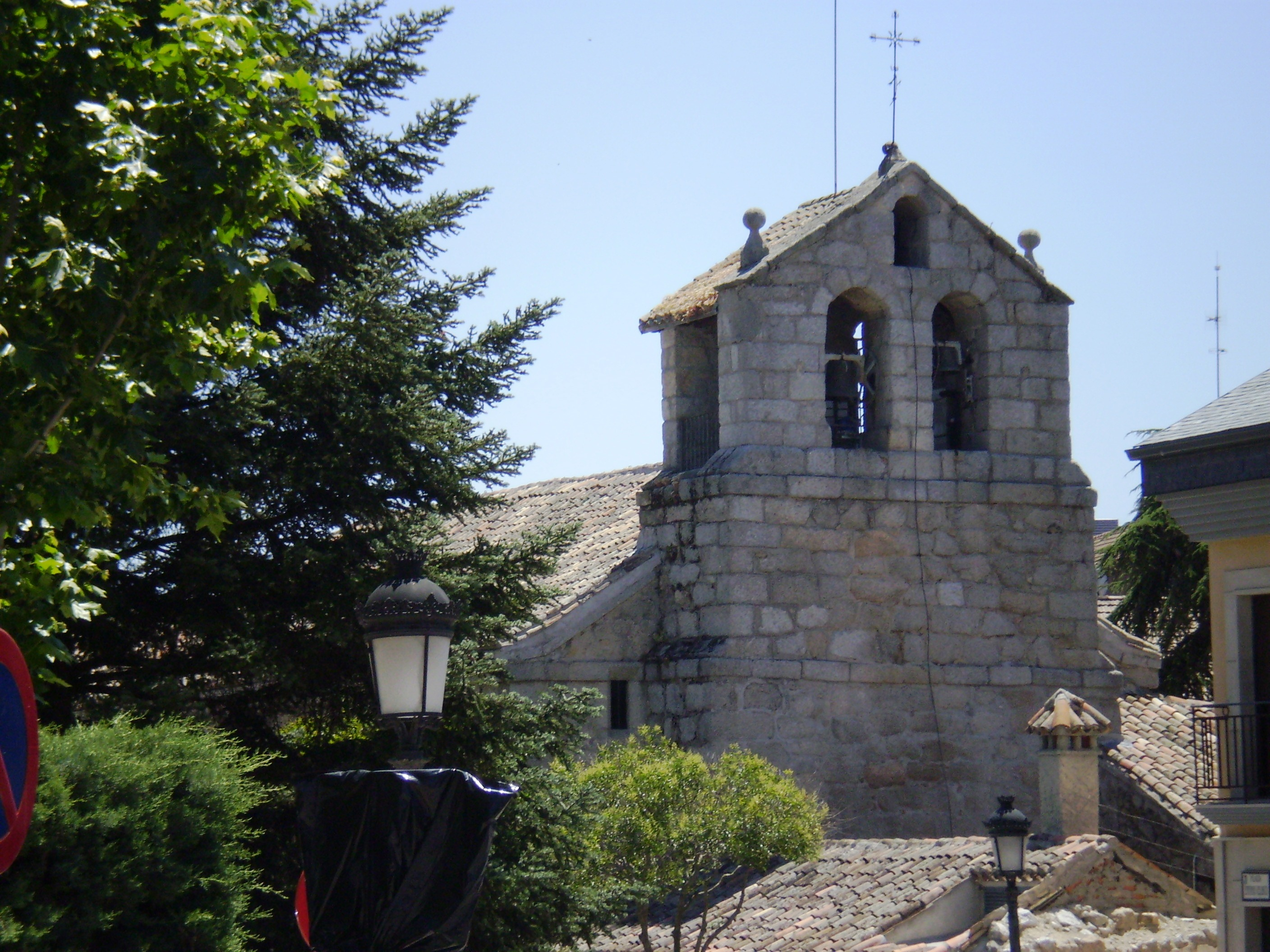
Campanario de la iglesia de la Asunción de Nuestra Señora

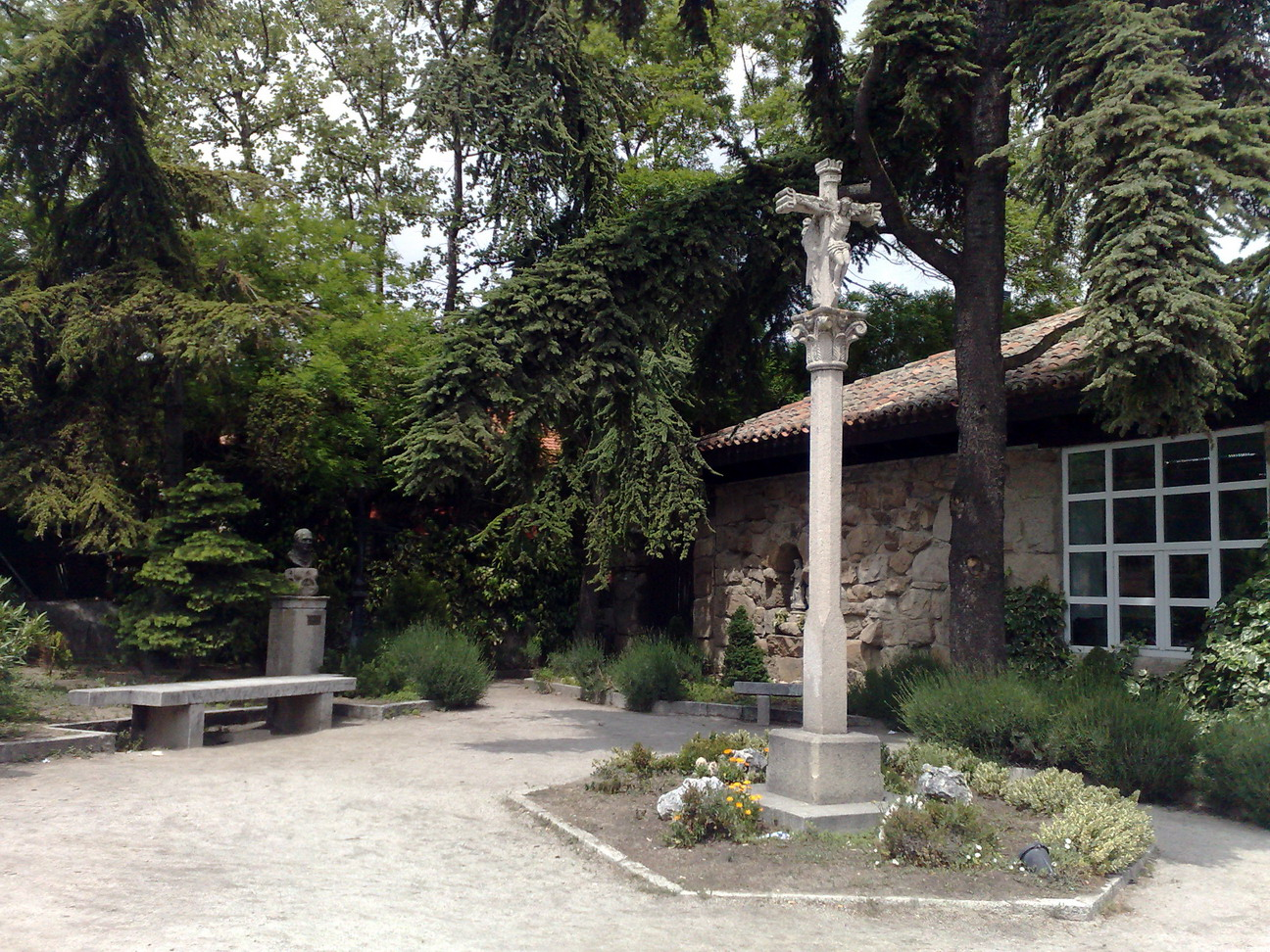
Crucero de la iglesia de la Asunción de Nuestra Señora

- Atalaya de Torrelodones. Construida en el siglo IX, formaba parte de un grupo de atalayas defensivas. La construcción actual está restaurada y presenta transformaciones. Fue declarada monumento histórico-artístico en 1983.

Arquitectura civil
- Canto del Pico. Palacio de principios del siglo XX construido para el conde de Las Almenas, de tumultuosa historia, declarado monumento histórico-artístico en 1930. Está situado en el punto más alto del municipio, a más de 1000 m de altitud. En él murió el político y estadista Antonio Maura.
- Puente de la Alcanzorla. La tradición le atribuye un origen romano, pero su construcción es musulmana (siglos IX-XI). Cruza el río Guadarrama a la altura del paraje conocido como Las Minas.[86]
- Fuente de El Caño. Data del siglo XVI. Las frecuentes visitas del rey Felipe II animaron a reemplazar la vieja fuente del pueblo por otra más ornamental. Esta fuente monumental luce en su frontispicio el escudo de la Casa Ducal del Infantado y de los Condes del Real de Manzanares, señores de Torrelodones hasta el siglo XIX. En el siglo XX, la fuente cambió de emplazamiento (a una céntrica plaza del pueblo) y fue rematada con un sillar semicircular, diseñado por el pintor Manuel López-Villaseñor.

Arquitectura religiosa
- Iglesia de la Asunción de Nuestra Señora. Existen dudas sobre el siglo de su construcción, que algunos historiadores sitúan en el XVII (por la inscripción que aparece en el campanario, fechada en 1696) y otros en el XVI (por la aparición de unas lápidas, anteriores a ese año, durante unas obras de reforma en 1988). Su aspecto actual presenta muchas transformaciones con respecto al edificio primitivo, ya que fue reformada rústicamente en el siglo XX. Se trata de una iglesia de una sola nave, realizada en mampostería de piedra berroqueña, con ábside poligonal y, en su momento, un retablo de estilo churrigueresco, del que solo se conservan dos columnas salomónicas.
- Otras iglesias. En el municipio cuenta hay otras tres, de menor valor artístico, construidas en el siglo XX. San Ignacio de Loyola y Nuestra Señora del Carmen están situadas en Torrelodones-Colonia. En la primera están enterrados Andrés Vergara y su esposa, Rosario Manzaneque, benefactores del lugar durante el siglo XIX. La segunda es una construcción moderna, muy original, cuyo altar se encuentra presidido por una talla de la Virgen, obra del escultor Vicent. En Los Peñascales, se encuentra la iglesia de Nuestra Señora de la Merced, con torre separada.

Ingeniería civil
- Presa de El Gasco. Obra de ingeniería del siglo XVIII del ingeniero Carlos Lemaur, situada sobre el río Guadarrama, donde confluyen los términos municipales de Torrelodones, Galapagar y Las Rozas de Madrid. Fue uno de los proyectos con el que la Corte española pretendió hacer navegable el río Manzanares hasta el río Tajo. Concebida para 93 m de altura, en lo que hubiera sido la presa más alta del mundo en aquel momento, una tormenta derrumbó parte del muro frontal en el año 1799, cuando ya se habían construidos 53 m. El proyecto fue abandonado y hoy se conserva un enorme lienzo de granito y parte del Canal del Guadarrama.
- Pinturas rupestres. Descubiertas a finales del siglo XX. Están situadas en una oquedad del Canto de la Cueva, cerca del Canto del Pico. Se encuentran en un lamentable estado de conservación, después de varios años de vandalismo y expolio, sin apenas medidas de protección por parte de las autoridades.
- Mansiones y palacetes de comienzos del siglo XX. Desde el siglo XIX Torrelodones se ha destacado como un importante y exclusivo núcleo residencial, al que acudían presidentes de Gobierno, jefes de Estado, artistas, periodistas, aristócratas o toreros. Así lo atestiguan las residencias y palacetes de principios del siglo XX que aún se conservan, algunos de ellos protegidos oficialmente. Fincas como Panarras (propiedad del político Manuel García Prieto), Las Encinas (donde vivió el torero Antoñete), Santa Teresa (residencia del escritor Ricardo León), El Pendolero (propiedad del estadista Antonio Maura o la ya citada Canto del Pico (uno de sus propietarios fue Francisco Franco) dan cuenta de su antiguo esplendor arquitectónico. Los pequeños chalets y los bloques de pisos han sustituido en la actualidad a aquellas mansiones.
- Caseta de la estación de tren. Se trata de una estructura metálica, que forma parte de un número sin determinar de casetas iguales, encargadas por la Compañía de los Caminos de Hierro del Norte de España, en el último tercio del siglo XIX. Su función era albergar los mandos de paso a nivel y enclavamiento. Tras la reforma de la estación en los años 1990, la caseta ferroviaria de Torrelodones fue restaurada y hoy se exhibe en el Museo del Ferrocarril, instalado en la Estación de Delicias, de Madrid. En su nuevo emplazamiento, sirve de hangar a un tren de miniatura denominado Ferrocarril de las Delicias.[87]

Esculturas y memoriales
Repartidos por todo el municipio se encuentran varias estatuas dedicadas a personalidades relacionadas de alguna forma con Torrelodones o por su relevancia social.
- En la plaza del Caño está ubicada la estatua a Manuel López Villaseñor.
- Junto a la Casa de Cultura se encuentra la estatua homenaje a Ricardo León.
- En la calle Carlos Picabea está situada la estatua "La esencia del artista", en homenaje a Waldo Aguiar.

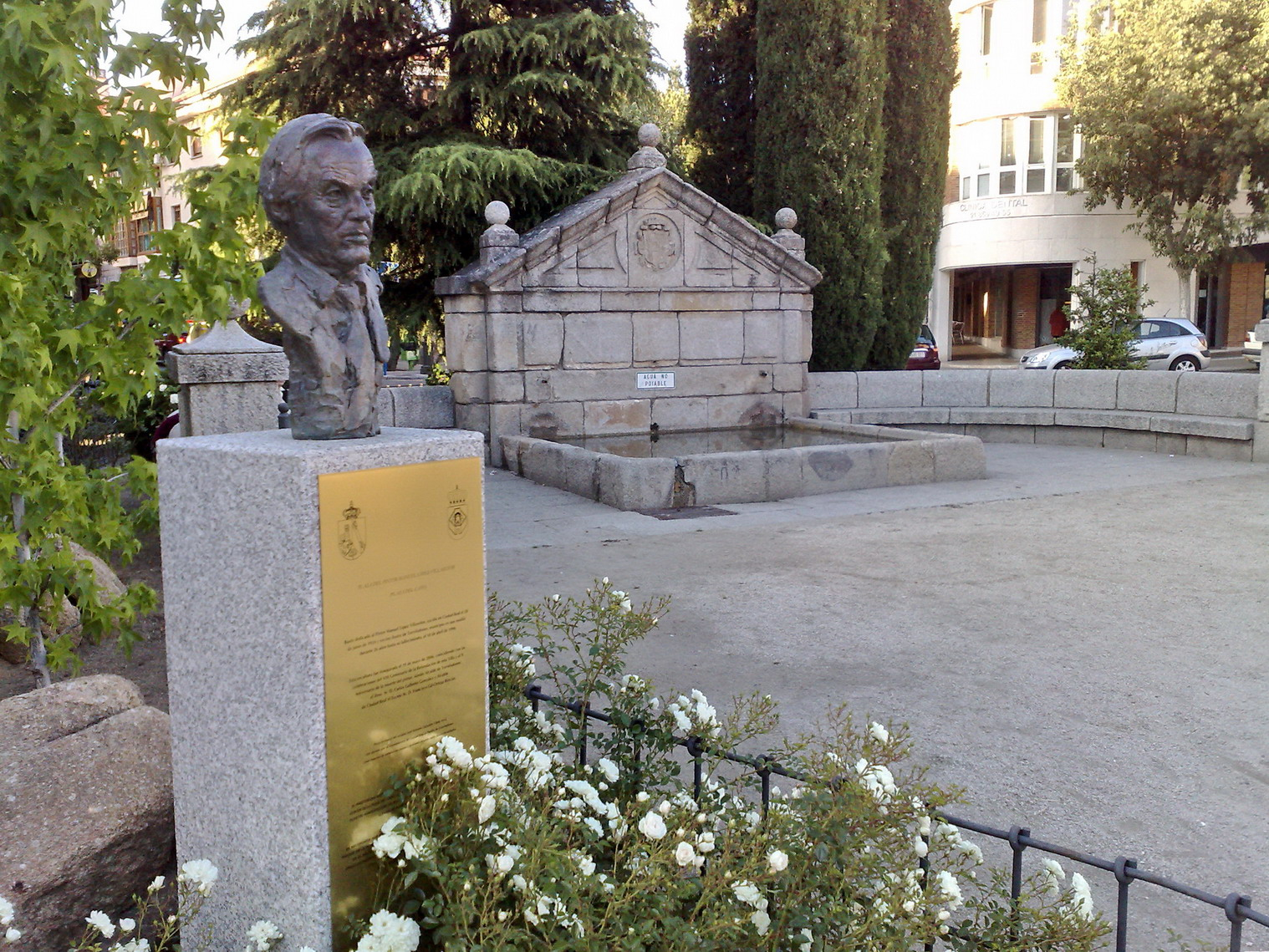
Estatua a Manuel López Villaseñor, Plz. del Caño.
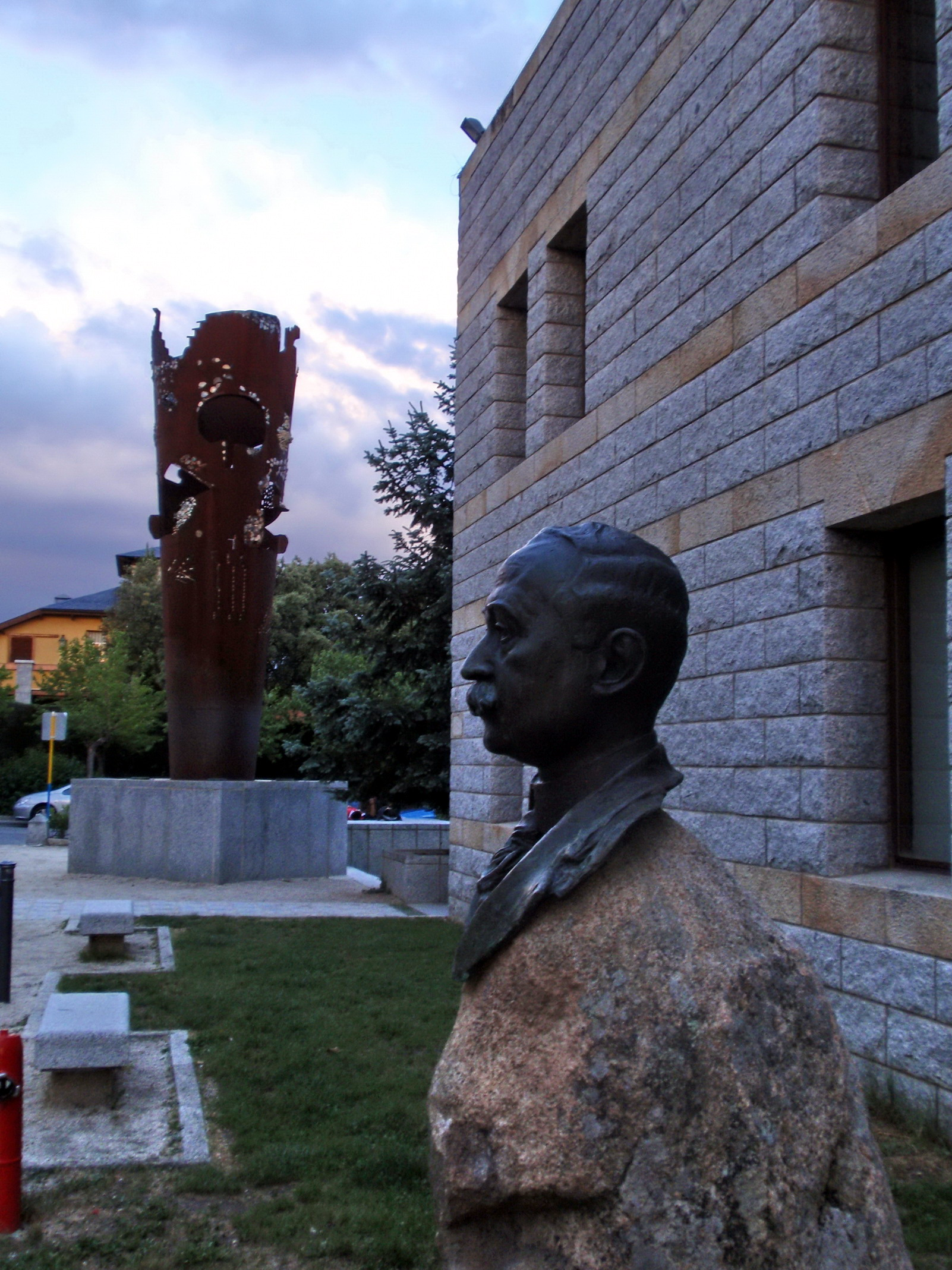
Estatua a Ricardo León, junto a la Casa de Cultura.
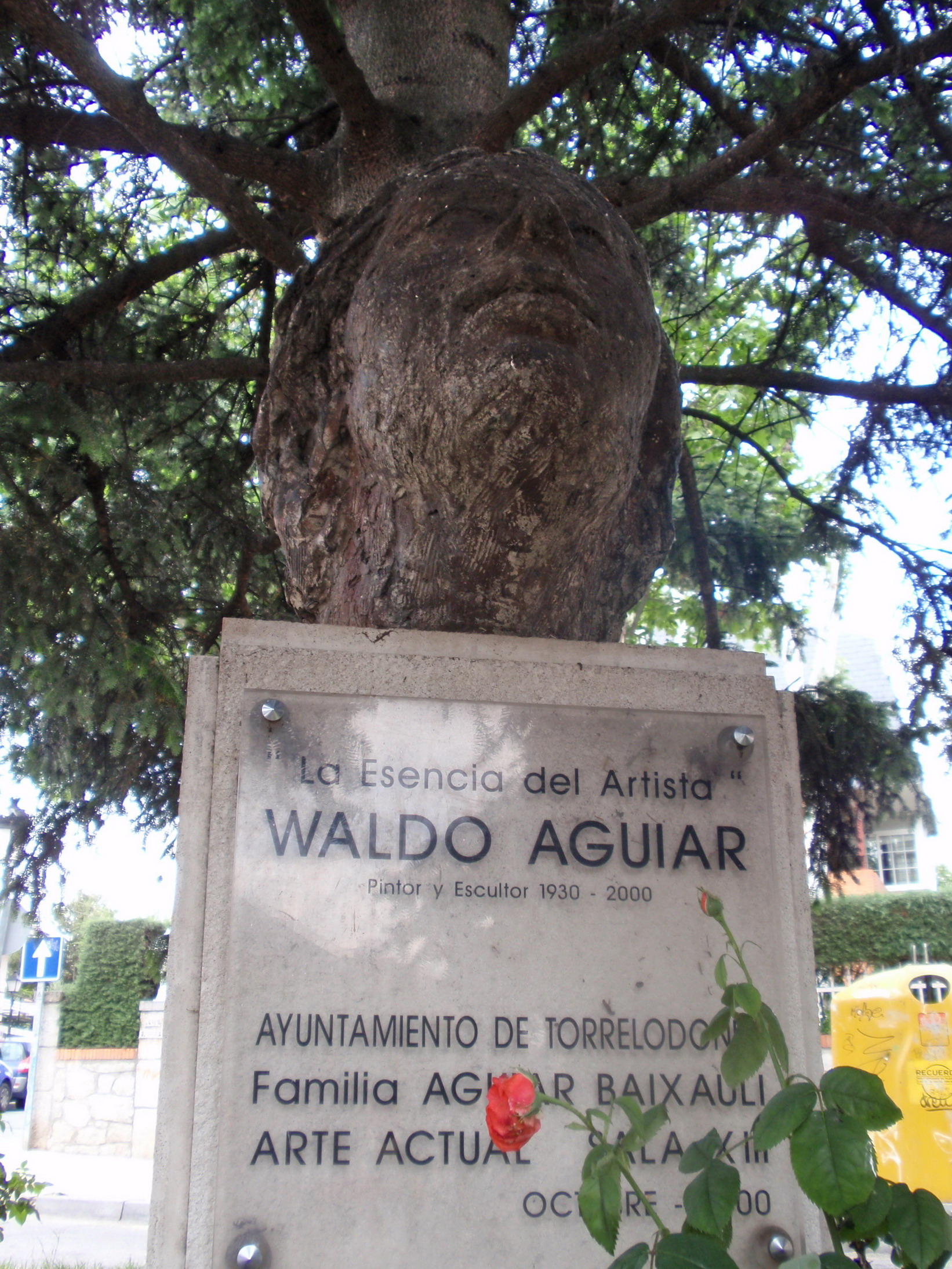
Estatua a Waldo Aguiar, en calle Carlos Picabea.
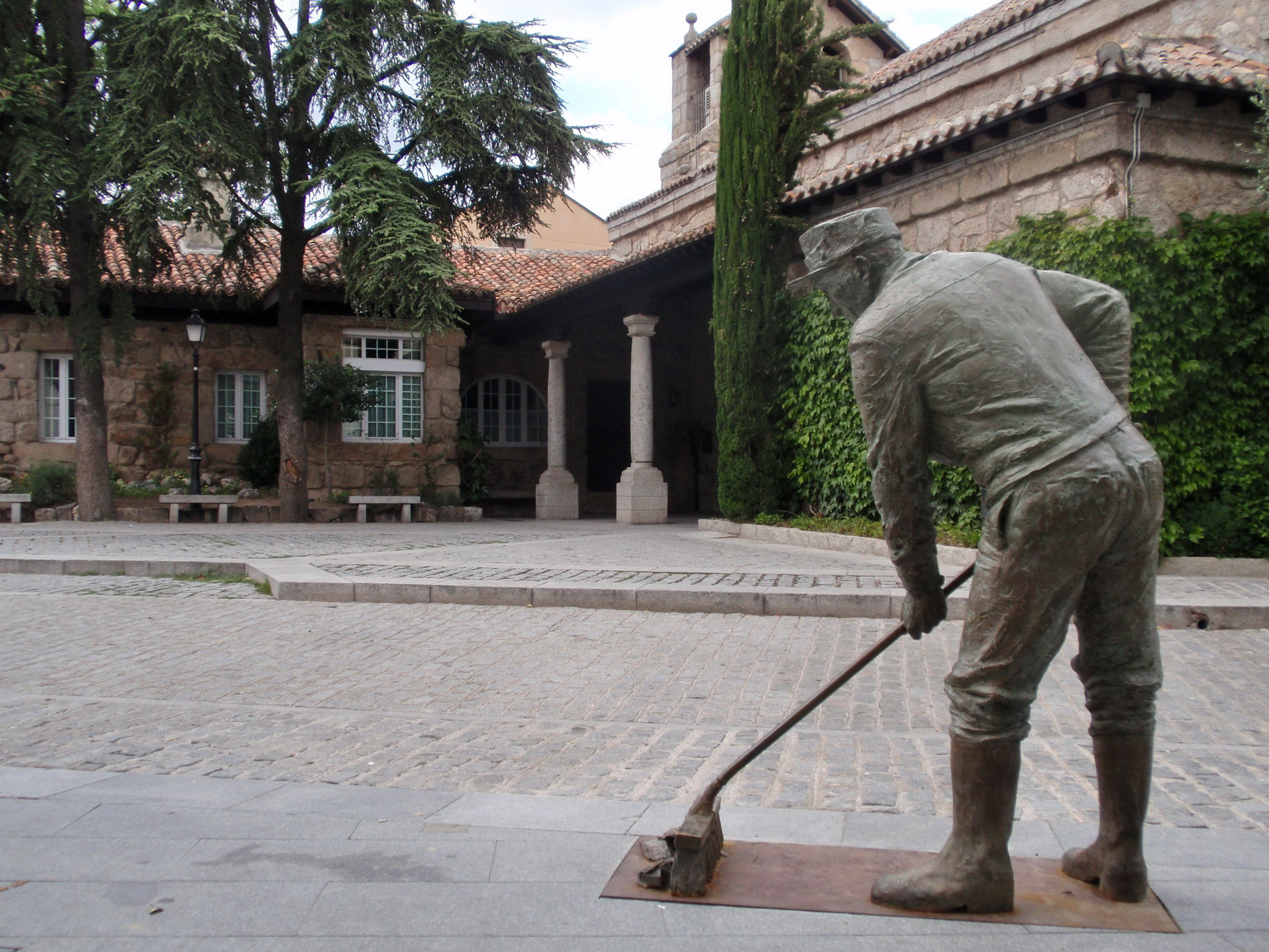
Escultura a los operarios del servicio de limpieza.

También cuenta con varios monumentos y esculturas, algunos de ellos instalados gracias al proyecto de Esculturas en la Calle, una iniciativa de embellecimiento urbano de diversos puntos del municipio.
- En la plaza de la Iglesia, está instalada la escultura homenaje a los trabajadores del servicio de limpieza, obra de José María Casanova.[89]

- En la plaza de la Constitución se ubica Retrato con los abuelos, de José María Casanova, un homenaje a los mayores y a la familia, alegoría también de la hospitalidad de los habitantes de Torrelodones.[90]

- En la Urbanización Los Bomberos está instalada “La Verbena”, de José Miguel Palacio, que rememora las verbenas de las fiestas populares de Torrelodones a través de una pareja de baile tratada bajo parámetros papirofléxicos.[91]

- Frente a la Casa de Cultura está instalada “Monumento a la historia de Torrelodones”, del escultor Juan Moral, estela íbera que consta de un tronco de cono invertido que va "mordiendo" la estructura con fragmentos alusivos a elementos culturales e históricos de Torrelodones como el puente romano, la Posada de Felipe II, el Torreón, el lodón, el Canto del Pico, la fuente del Caño, la iglesia de Nuestra Señora de la Asunción y las Tres Cruces.
- A la entrada del Área Homogénea Sur (Los Prados), frente al centro comercial Espacio Torrelodones, se ubica la escultura conmemorativa del VIII Centenario de la refundación del municipio. El conjunto escultórico es obra de José María Casanova y representa a los primeros pobladores de Torrelodones: El Noble, el Caballero de la Orden de Santiago y el Colono. Cada uno de ellos tiene una expresión relacionada con su condición e implicación en la refundación del municipio. Así, el noble mira al infinito, recreándose en las magnitud de sus tierras, el soldado, con gesto severo y desafiante, propio de su condición de custodio y, el colono, dirige su vista hacia el pueblo convertido en hogar. El Noble, el Caballero de la Orden de Santiago y el Colono son los protagonistas del proceso repoblador cristiano ordenado por Alfonso VII en el año 1152 y con ellos se iniciaría el desarrollo del municipio.[92][93]

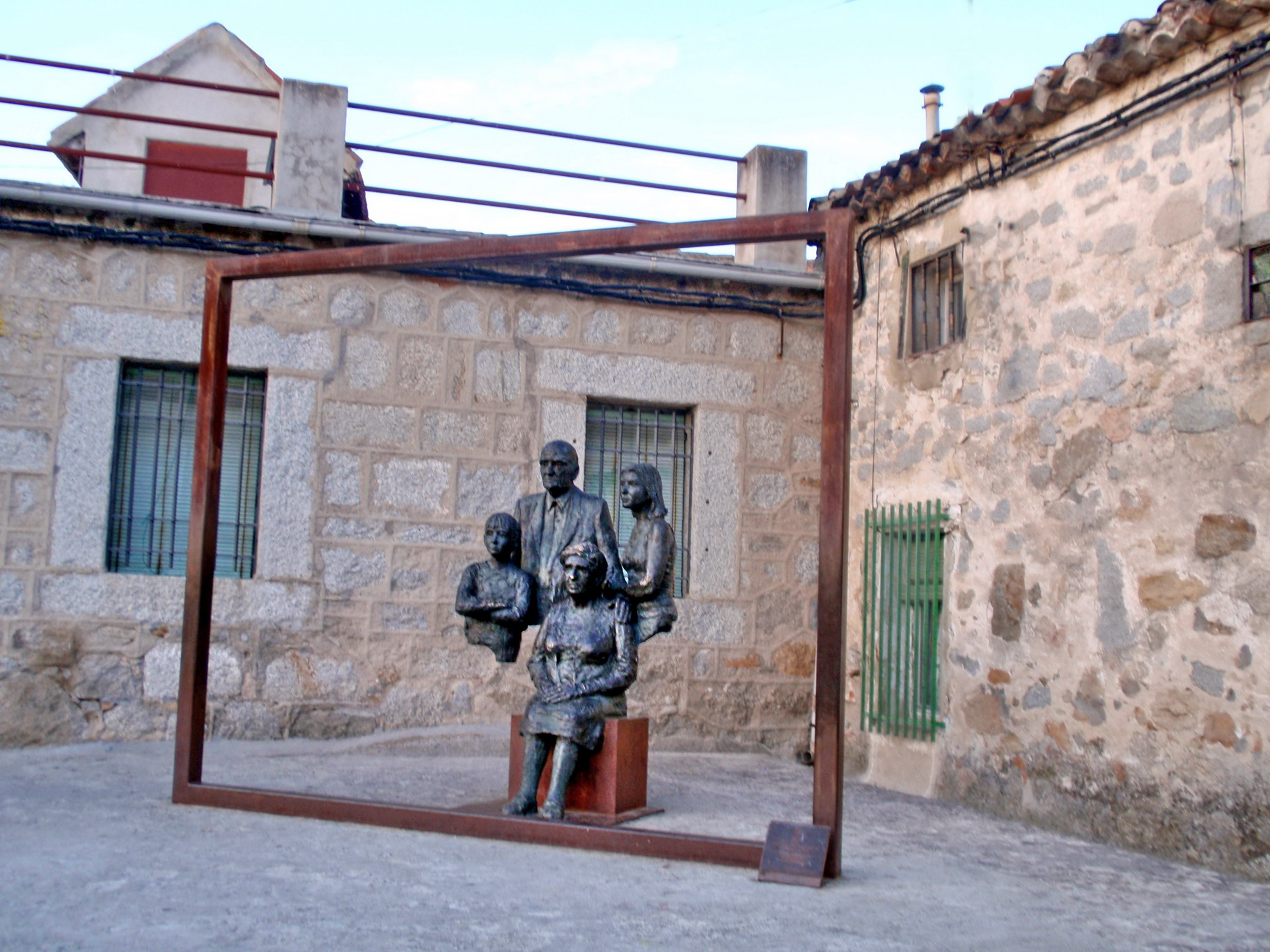
Escultura Retrato de los Abuelos.
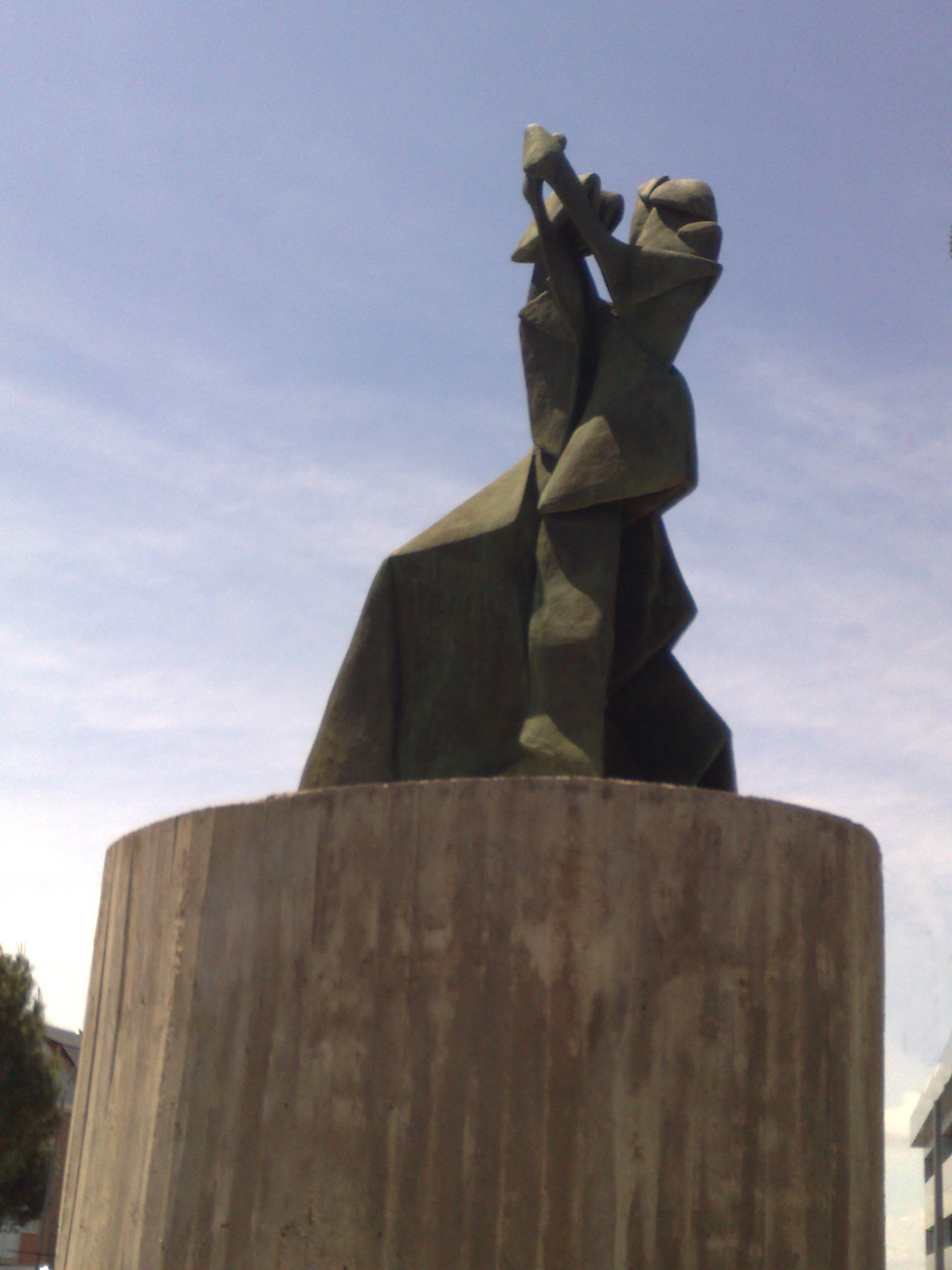
Escultura monumento La Verbena.
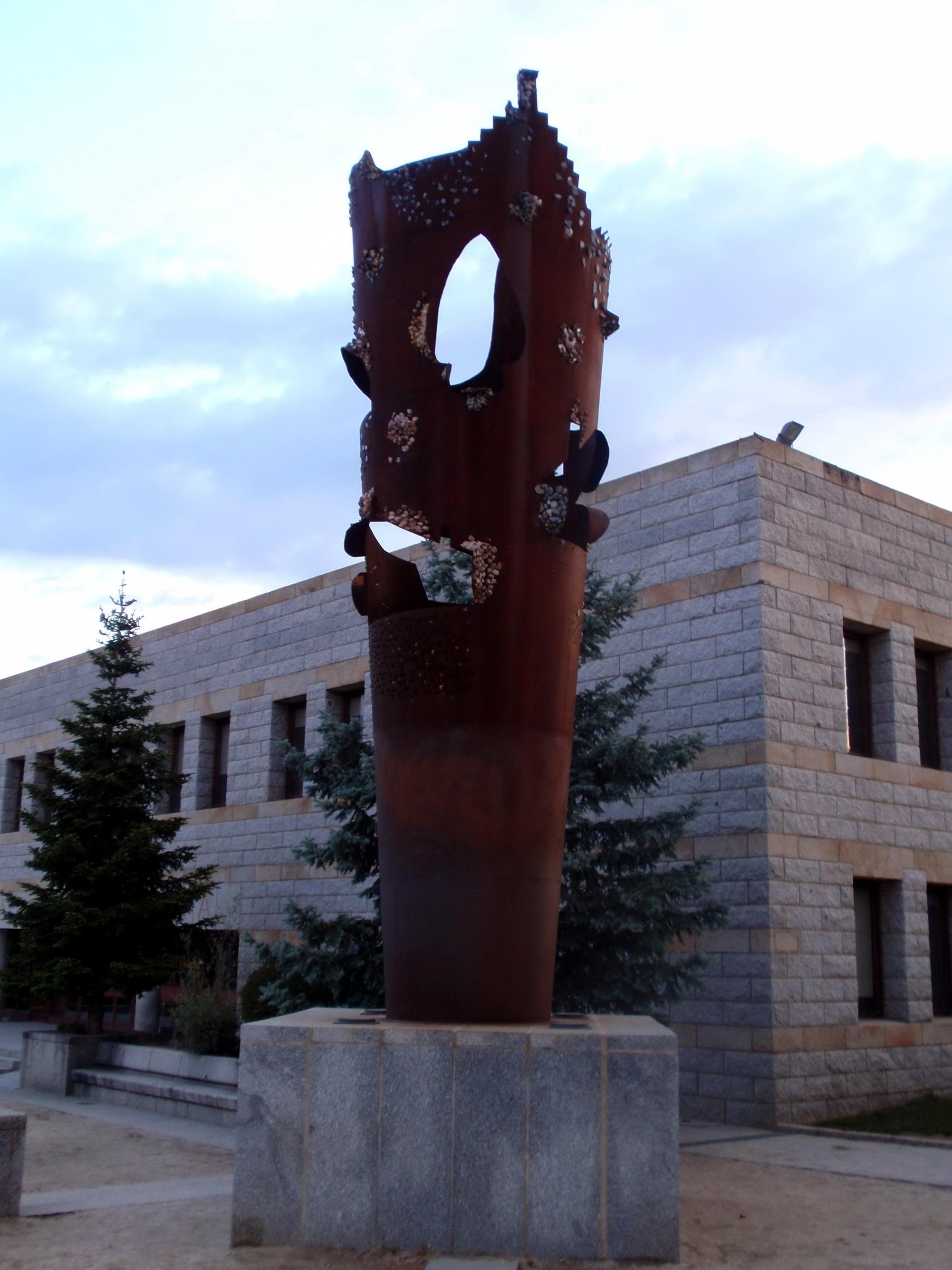
Escultura monumento a la historia de Torrelodones.
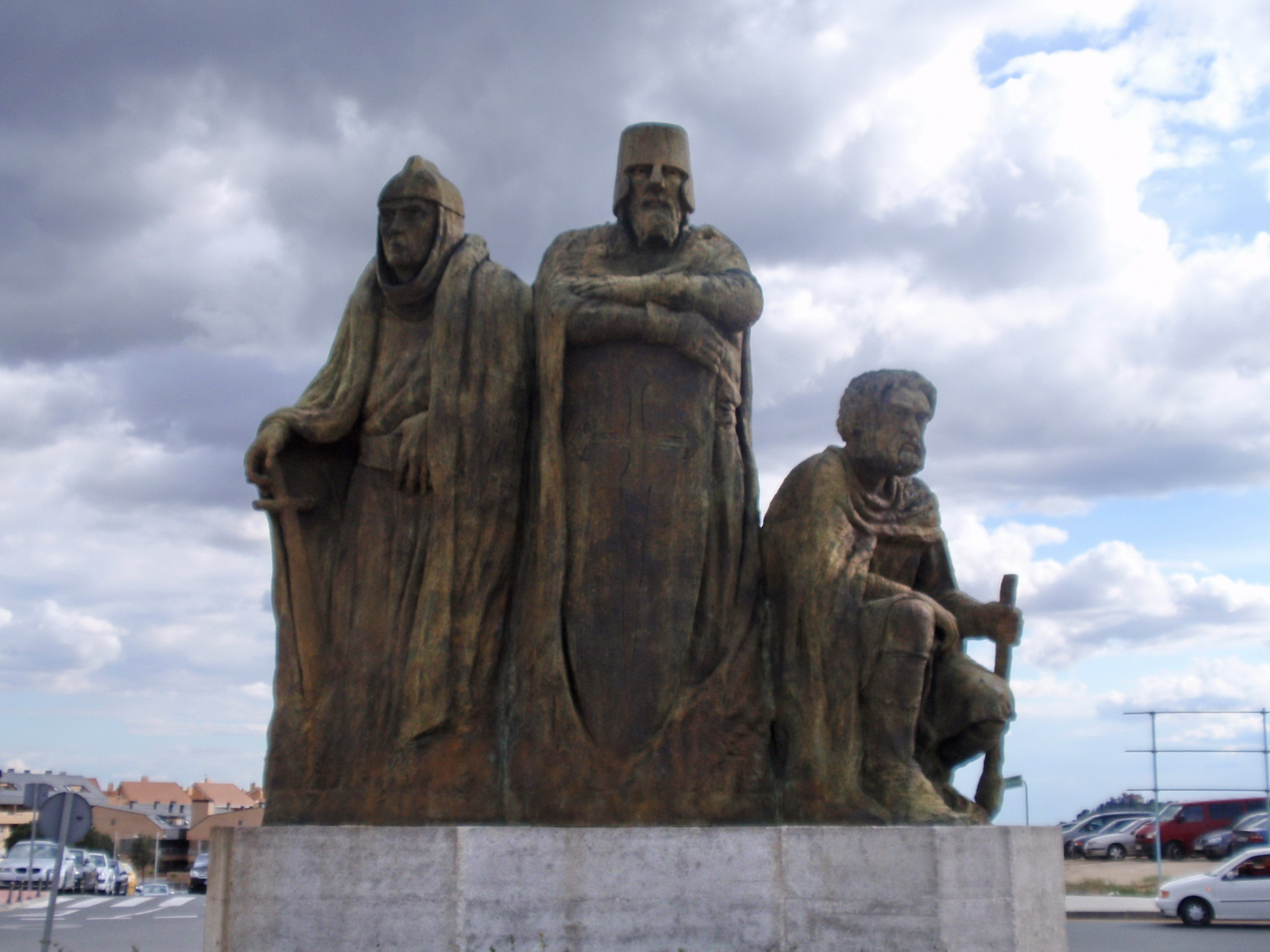
Monumento 8.º Centenario de Torrelodones.

## Cultura

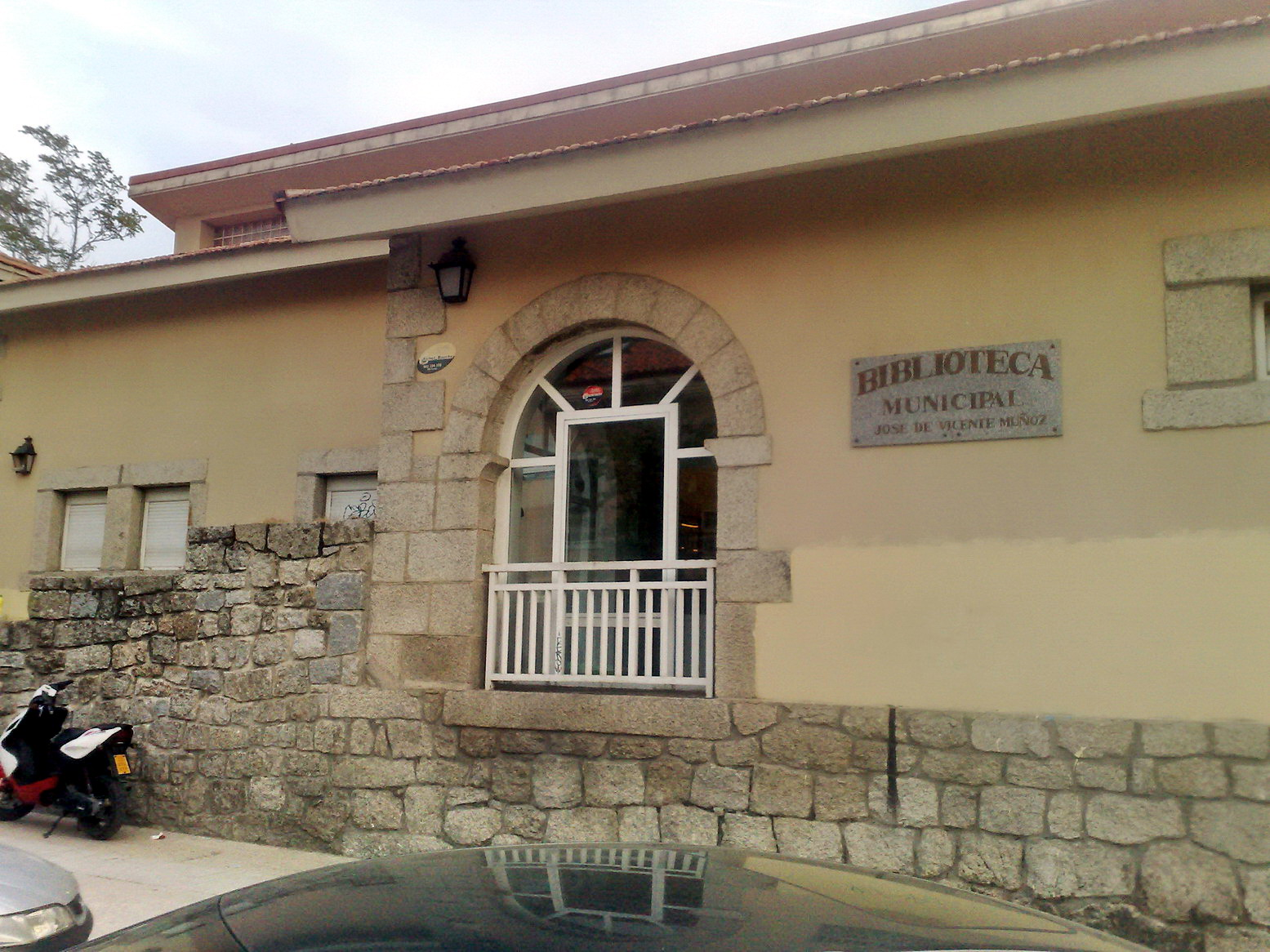
Biblioteca del Pueblo "Sala José de Vicente Muñoz"

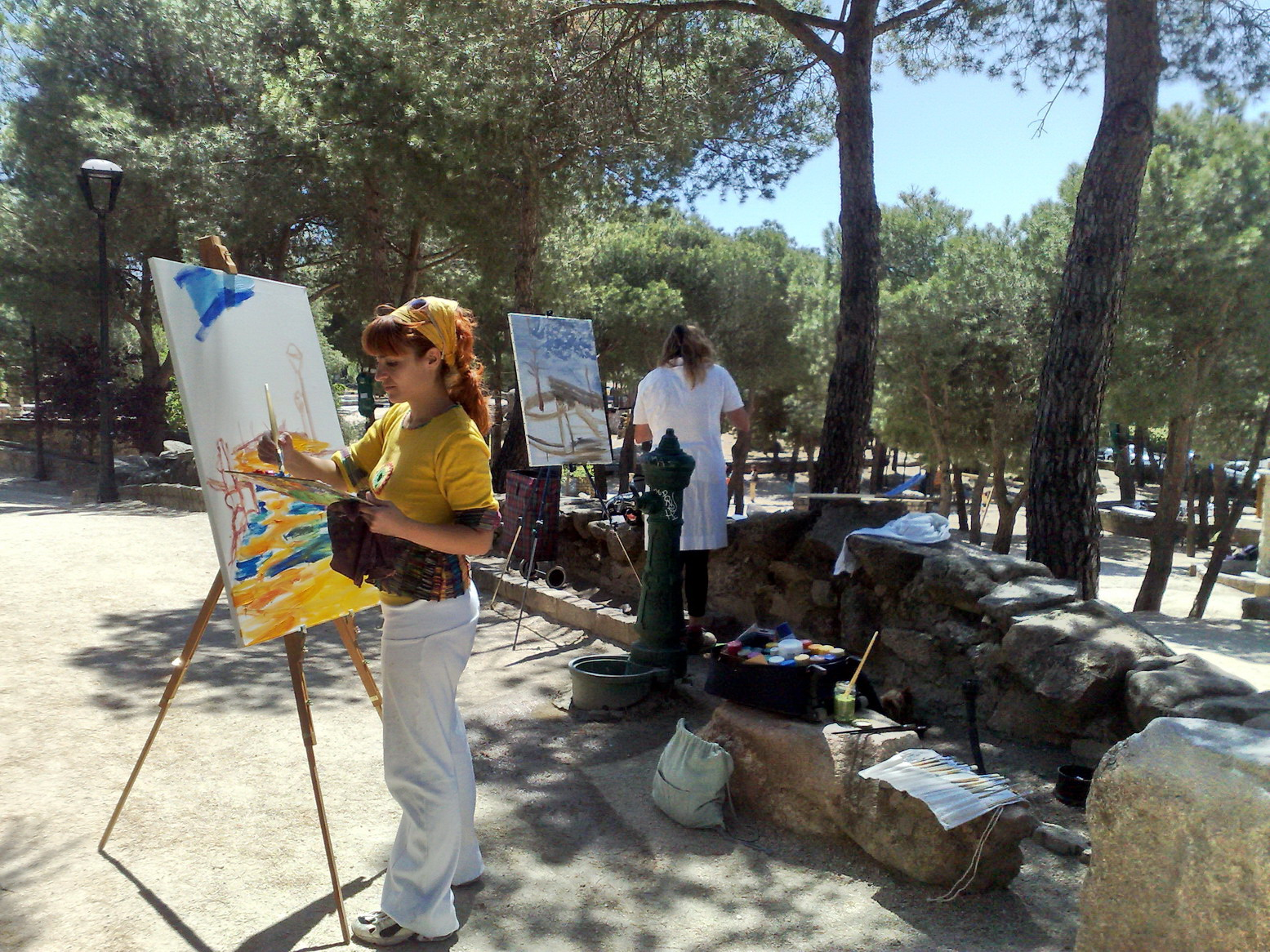
Concursantes del X Certamen de Pintura en directo Rafael Botí en el parque JH

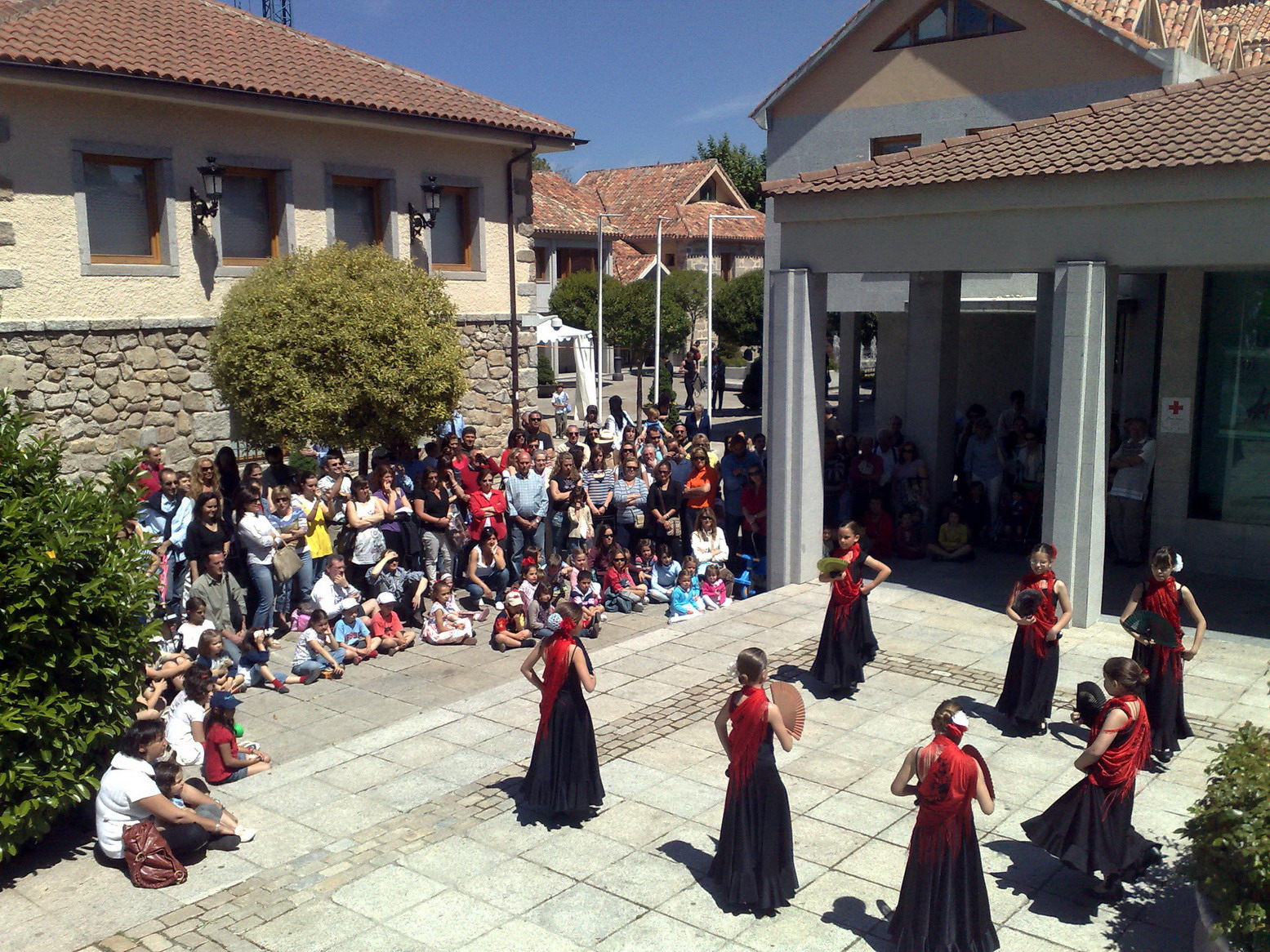
Actuación de la escuela municipal de música y danza

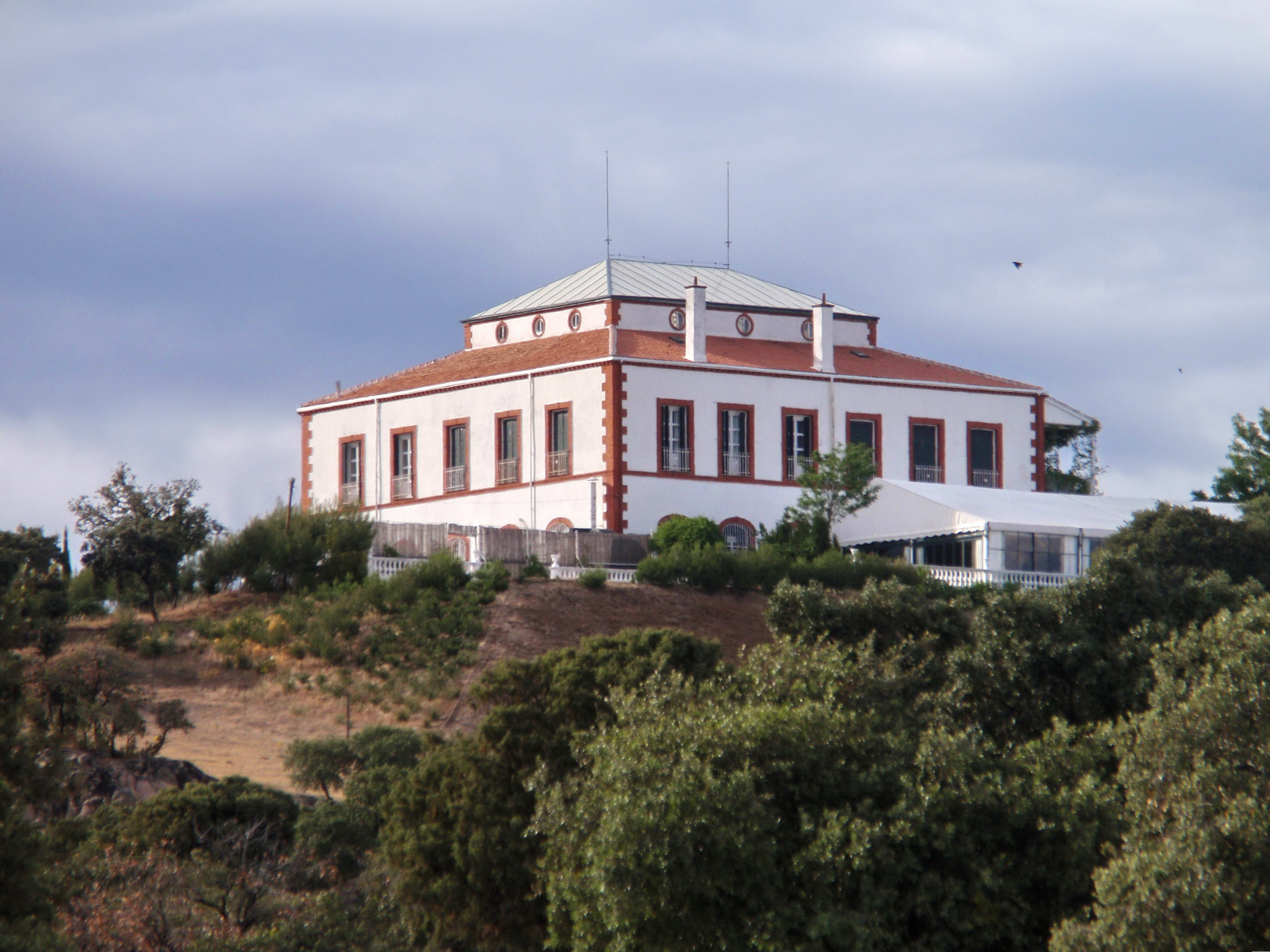
Finca El Pendolero

### Fiestas locales
Las fiestas locales coinciden con el 16 de julio y el 16 de agosto, festividades de la Virgen del Carmen y de San Roque, considerados los patronos de Torrelodones-Colonia y de Torrelodones-Pueblo, respectivamente. Este último núcleo de población tiene también una segunda patrona, la Asunción de Nuestra Señora, que se celebra cada 15 de agosto, jornada festiva en todo el territorio nacional.
Las fiestas de Torrelodones-Colonia en honor a Nuestra Señora del Carmen se celebran, desde 1912, a mitad de julio en el parque Pradogrande, situado en la calle Jesusa Lara, mientras que las de Torrelodones-Pueblo se celebran a mitad de agosto, a lo largo de la calle Real, plaza de la Constitución y calle Carlos Picabea.

### Entidades culturales
En el año 2009 hay registradas en el Ayuntamiento de Torrelodones un gran número de asociaciones que abarcan todos los ámbitos asociativos de la sociedad actual. Culturales, deportivas, empresariales, juveniles, mujeres, ONG´s, Padres de alumnos (AMPAS), políticas, religiosas, vecinales.

### Instalaciones culturales
La instalación dedicada a la promoción cultural de la localidad más importante es La Casa de Cultura, ubicada en La Colonia, donde se imparten diversas actividades lúdicas y formativas, y donde destaca la Escuela Municipal de Idiomas, que imparte cursos de inglés, francés y alemán. Asimismo está radicada en este edificio la biblioteca de La Colonia. Fue construida en una finca cedida en 1985 por particulares a cambio de modificación de las normas urbanísticas de otros terrenos que ellos poseían, pero este suelo pasó a formar parte del parque regional del curso medio del río Guadarrama y por tanto no pudo materializarse, tras un largo proceso en el 2008 el Tribunal Superior fijó en 5 223 154 euros la cantidad a pagar por el Ayuntamiento a los propietarios.
Otras instalaciones culturales son:
- Escuela municipal de música y danza Antonio García Abril, que cuenta con una banda de música, una orquesta y combos de música moderna.
- Biblioteca Sala José de Vicente Muñoz
- Teatro Bulevar.
- Casa de la juventud

### Eventos culturales
Desde el ayuntamiento se impulsan los siguientes eventos:
- Gymkhana matemática de Torrelodones. Organizada por la Escuela de Pensamiento Matemático “Miguel de Guzmán” de Torrelodones, con la colaboración de otras entidades culturales. En ella participan varios equipos de jóvenes, que tienen que resolver, en el menor tiempo posible, pruebas de lógica matemática.[98]

- Certamen de Pintura en Directo Rafael Botí de Torrelodones. Se trata de un concurso con el que el Ayuntamiento de Torrelodones y la Fundación Rafael Botí, de la Diputación Provincial de Córdoba, premian la creatividad y fomentan la promoción de los artistas que son capaces de reflejar en sus lienzos, en pocas horas, un lugar, un paisaje, un rincón, o un motivo inspirado en los espacios abiertos del municipio. Es un certamen de los más importante de cuantos se celebran en España de estas características, por la calidad de las obras presentadas y por los premios que otorga.[99]

- Actuaciones y celebraciones culturales. A lo largo del año y especialmente en el mes de mayo, se realizan diversas actuaciones con participación de artistas, grupos musicales, Banda Sinfónica Municipal,[100] y de la escuela municipal de música y danza de Torrelodones. También se organizan encuentros como el del Mercado de Arte, Mercado Medieval, Fiesta del Estocaje, Fiesta del Libro, Maratón Ornitológico, o conmemoraciones como la del día de la Mujer o la Fiesta de la primavera, la mayoría de estos actos se celebran en la plaza de la Constitución, o en la Casa de Cultura.[101]

### Artes
Torrelodones ha inspirado diferentes creaciones pictóricas. La primera pintura del pueblo fue realizada en 1668 por el dibujante italiano Pier Maria Balde. En los siglos XIX y XX, Aureliano de Beruete (1845-1912) y Rafael Botí (1900-1995), quien residió en la localidad, plasmaron su paisaje en distintos lienzos.
En el terreno de la literatura, aparecen citas de Torrelodones desde el siglo XIV, con el relato de una cacería en el libro La montería, del rey Alfonso XI de Castilla. En el siglo XVII, el poeta Luis de Góngora localizó la acción de uno de sus romances en Torrelodones. También hay referencias al municipio en la obra El Conde-Duque de Olivares, la pasión de mandar, escrita en 1936 por el endocrinólogo y pensador Gregorio Marañón (1887-1960). Parte de la acción de la novela El corazón helado (2007), de Almudena Grandes (1960), se desarrolla en Torrelodones.
El pueblo es igualmente citado en distintos temas musicales. El cantante Joaquín Sabina (1949) alude a él en una de las estrofas de la canción 19 días y 500 noches, compuesta en 1999.
La función residencial desarrollada por el pueblo a partir del último tercio del siglo XIX atrajo hacia el mismo a diferentes artistas, quienes desarrollaron parte de sus creaciones en sus residencias de Torrelodones. Es el caso del músico Joaquín Rodrigo (1901-1999), que compuso Heroico, Concierto de estío y Madrigal en la localidad; y de los cantantes Camilo Sesto (1946), Víctor Manuel (1947), Ana Belén (1951) y Rocío Dúrcal (1944-2006), esta última fallecida en su casa de La Berzosilla, a la que el Ayuntamiento dedicó la calle en donde está situada, antes denominada calle del Agua, y fue nombrada Hija Adoptiva de Torrelodones.
También el autor Ricardo León (1887-1943) escribió algunas de sus novelas en Torrelodones. Murió en su finca, conocida como Santa Teresa, a la que calificaba como su pequeño Escorial. Igualmente el poeta Juan Van-Halen, nacido en Torrelodones (1944), dedica poemas a su pueblo en buena parte de sus libros, y el tríptico "El aire que fue mío". El pintor hiperrealista Manuel López-Villaseñor (1924-1996) vivió desde 1970 en Los Peñascales, donde falleció, tras desarrollar una intensa actividad cultural en colaboración con el ayuntamiento.
Asimismo, Torrelodones ha servido de escenario para diversas películas, entre las que cabe destacar Ana y los lobos (1972) y su continuación Mamá cumple cien años (1979), dirigidas por Carlos Saura (1932). Fueron rodadas en la finca El Pendolero.

### Medios de comunicación

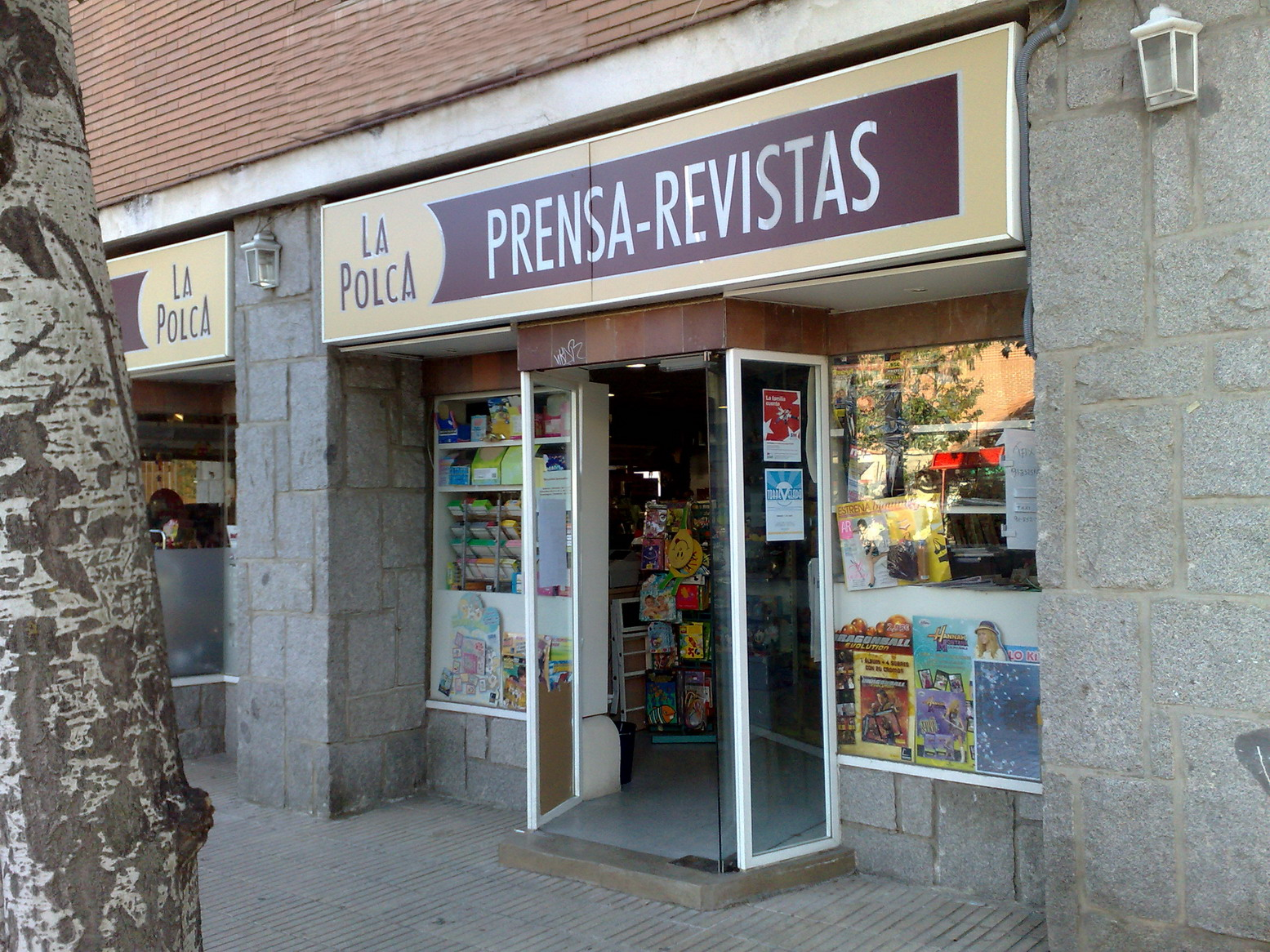
Local de venta de prensa en la plaza del Caño

Además de la prensa habitual en todas las localidades y ciudades de España, es de interés para Torrelodones:
- Revista Torre, de difusión mensual y una tirada de 8000 ejemplares que se distribuyen gratuitamente. Es el órgano oficial de comunicación del Ayuntamiento con los ciudadanos.[105]
- La Voz de Torrelodones y Hoyo de Manzanares. Periódico de periodicidad mensual de distribución gratuita que cubre principalmente la actualidad informativa de Torrelodones y Hoyo de Manzanares. [106]
- Torrelodones.info. Periódico Local en línea, con noticias y contenidos sobre Torrelodones de actualización permanente. En julio de 2011 superaba las 1500 visitas diarias, con picos de casi 3000.[107]
- Onda Torrelodones

### Deporte
Instalaciones deportivas

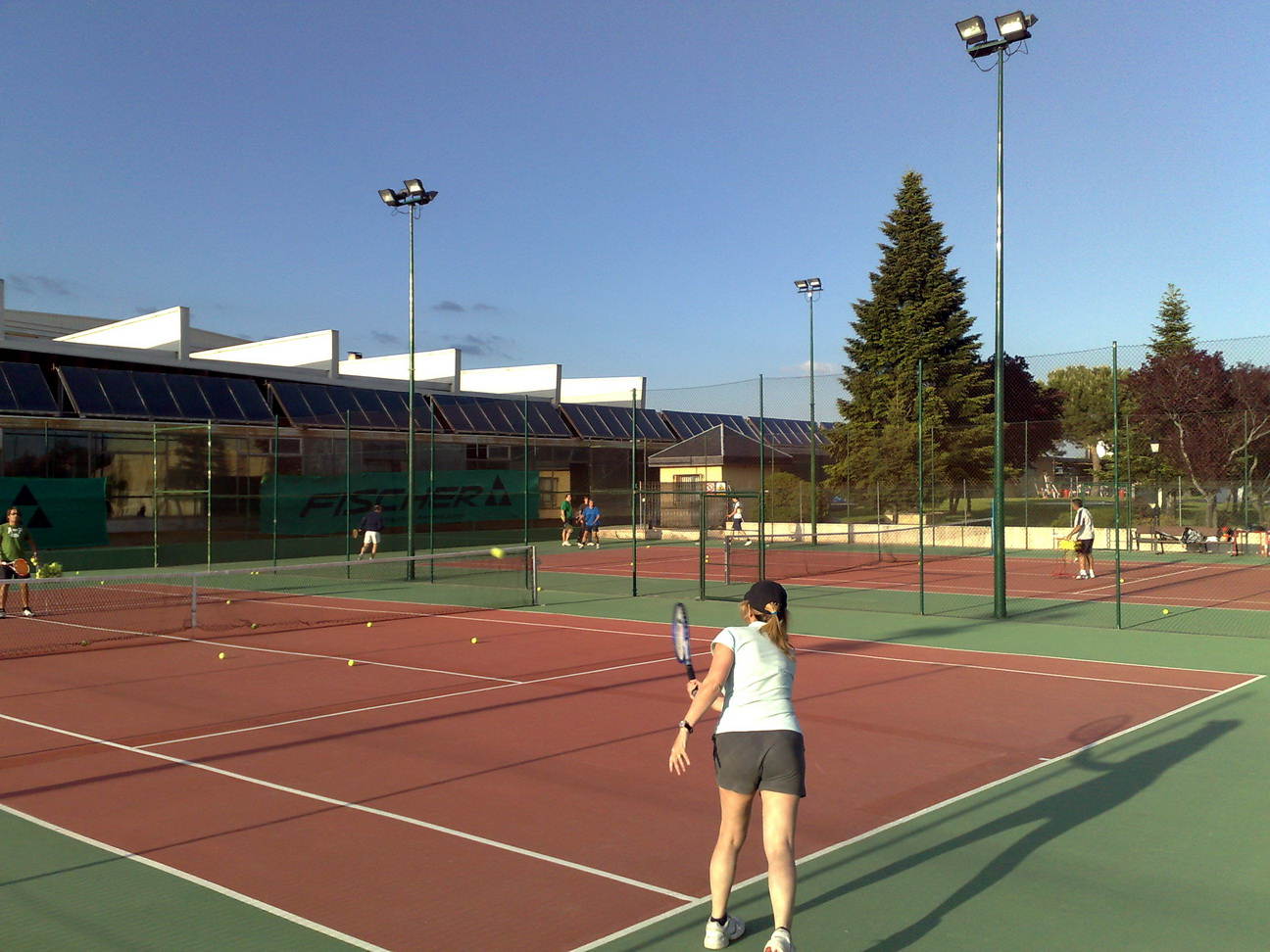
Polideportivo. Pistas de tenis y piscina cubierta al fondo

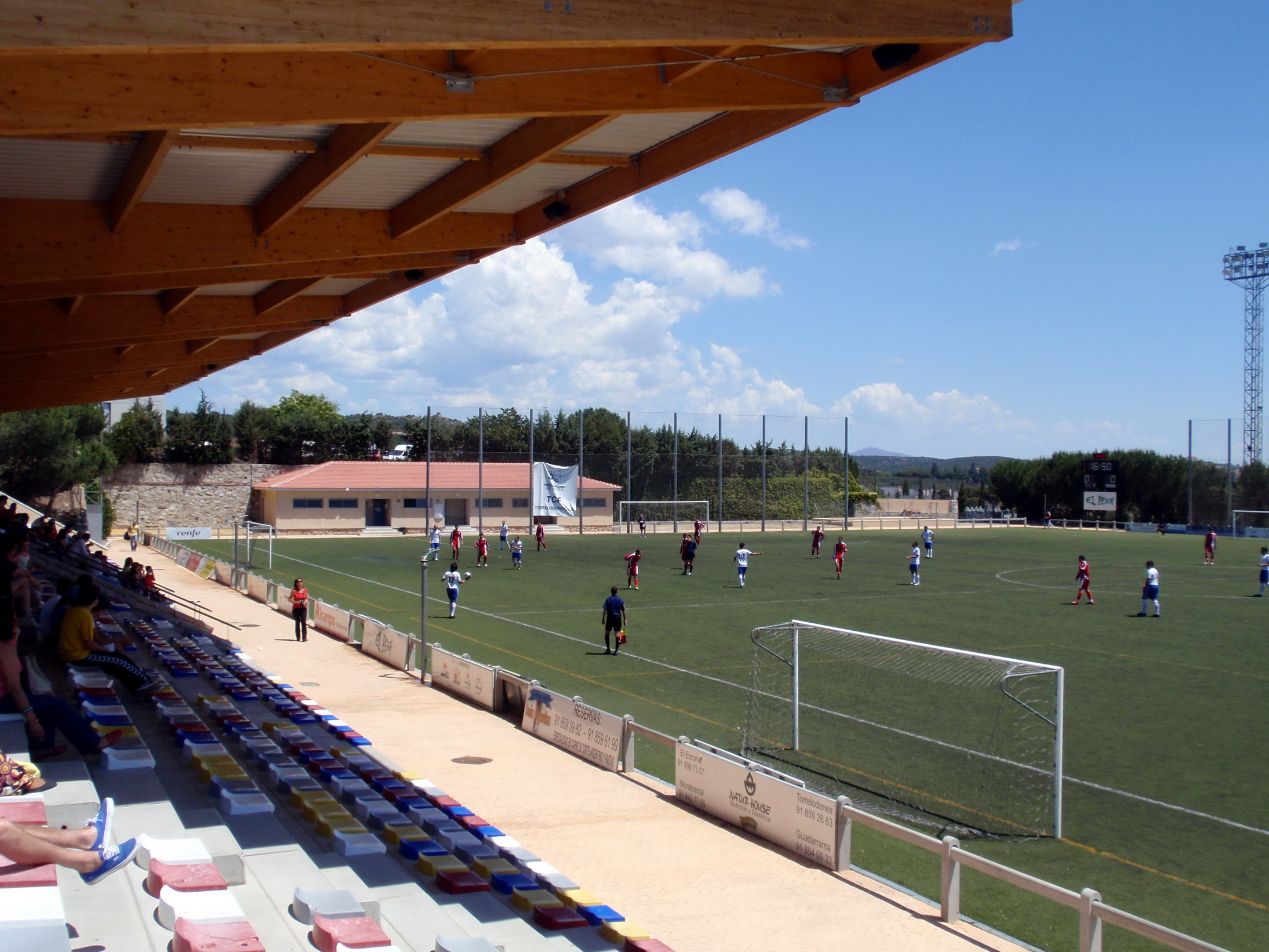
Campo de fútbol Julián Ariza

El municipio de Torrelodones dispone de infraestructura en instalaciones deportivas que se concentran en torno al polideportivo municipal. Estas instalaciones se concretan en dos pabellones cubiertos, teniendo el más grande graderíos laterales para 1000 espectadores. Cuenta con pistas multiuso de baloncesto, fútbol sala, balonmano, voleibol, sala de musculación (gimnasio),2 pistas de squash, sala de tonificación muscular, saunas, además de piscina cubierta,3 pistas de tenis, 2 de ellas cubiertas y de tierra batida, pistas de pádel, rocódromo (una pared de bulder muy preparada), pista de frontenis y campo de fútbol 7.
Otras instalaciones deportivas son el Campo de fútbol Julián Ariza, de hierba artificial y con un graderío con capacidad para 800 personas, el centro de pádel municipal "padel People", con 8 pistas, 7 de ellas cubiertas, las instalaciones deportivas en Torreforum, que incluye un campo de Fútbol 7, un campo de minifútbol, piscina de verano, gimnasio de actividades dirigidas EL pabellón polideportivo municipal del IES Diego Velázquez de uso compartido con el instituto pequeñas instalaciones en las barriadas de Nuevos Peñascales, Flor de Lis,, y en la Colonia, en el parque de Pradogrande.99.
Actividades deportivas
La gestión de las actividades deportivas que se realizan en Torrelodones está encomendada al Servicio Municipal de Deportes que organiza a lo largo del año varias competiciones deportivas en las que participan los alumnos de las Escuelas Deportivas tanto a nivel de deporte escolar como federado.
Entidades y asociaciones deportivas
En el registro de asociaciones del Ayuntamiento figuran inscritas las siguientes asociaciones deportivas.
- Agrupación Deportiva de Torrelodones. (Club de Baloncesto)
- Escuela Española de Pilotos[110]
- Torrelodones Fútbol Sala
- Minifútbol Torrelodones
- Torrelodones Club de Fútbol
- Peña Atlética
- Peña Real Madrid
- PARAMAX. Escuela Oficial de Buceo y Náutica de Torrelodones
- Club Aventura Torrelodones (CAT)
- Club Buceo Torrelodones
- Espeleo Club Montaña Torrelodones
- Torrelodones Rugby Club

### Movimiento Scout y Guía
Torrelodones goza de una cierta tradición del movimiento Scout y Guía, creado por Lord Baden Powell a principios del siglo XX. En 1980, cuando el pueblo empezaba a crecer, se creó el Grupo de Guías de Torrelodones, entonces el Grupo XIX de la Asociación de Guías de Madrid (A.G.M) y a su vez de la Asociación de Guías de España. Desde el año 1980 el Grupo de Guías ha realizado sus actividades en el pueblo sin interrupción y han pasado por el grupo centenares de niños y jóvenes. Durante un tiempo convivieron en la localidad dos grupos del movimiento Scout-Guía, pues estuvo radicado en Torrelodones durante los años 90 el Grupo Scout 923 Argos. Con la desaparición de la Asociación Madrileña de Guidismo, la Asociación "Guías de Torrelodones", miembro de la Federación Española de Guidismo, es el último grupo de Guías-Scouts que queda en la Comunidad de Madrid. El grupo realiza sus actividades durante todo el año, cada sábado en el parque J.H, además de organizar campamentos de verano.

### Cine
En 1983 tuvo lugar en Torrelodones el rodaje de la película de Rafael Gil, Las autonosuyas, en la que aparece el Ayuntamiento, su balconada y diversas calles y plazas del pueblo.
En 1984 se rodó parte de la película de Carlos Saura "Los zancos" en la que aparece la vieja estación de tren y el interior del Bar Gabriel (hoy en ruinas, frente a la estación). Sus principales actores son Fernando Fernán Gómez y Antonio Banderas.

### Televisión
El programa Ruta 179 de Telemadrid dedicó uno de sus reportajes, concretamente a mostrar a los madrileños la historia, gastronomía, entorno, ocio,... de Torrelodones a Torrelodones.
La serie Cuéntame como paso rodaron escenas para varios capítulos de la actual temporada, donde los protagonistas, Antonio Alcántara y Mercedes Fernández compran un nuevo chalé. El chalé existente en Torrelodones se localiza concretamente de la calle Doctor Bedoya, en la urbanización Las Rozuelas.

## Ciudades hermanadas

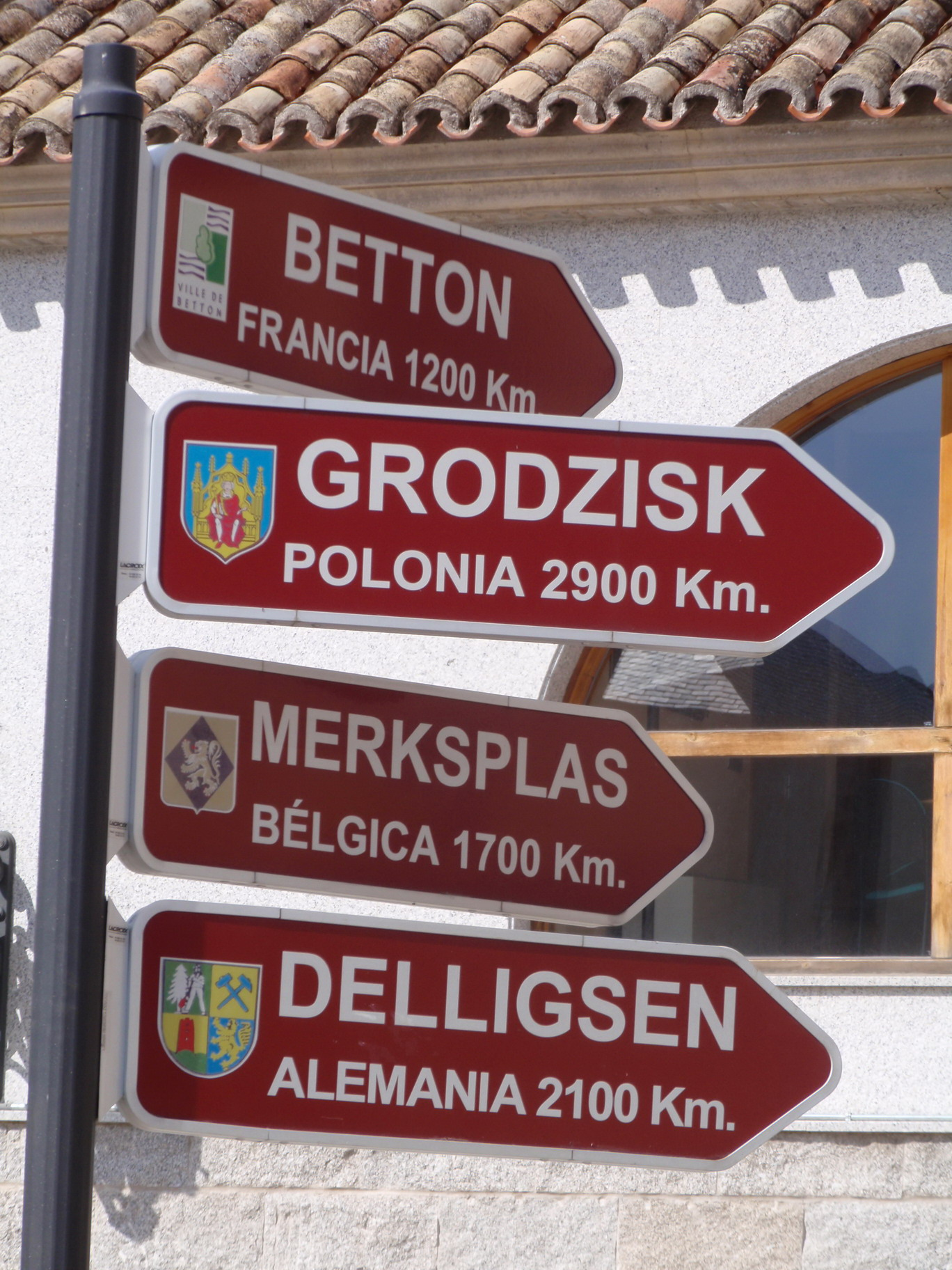
Indicador con la dirección y distancia a las ciudades hermanadas

En el mes de junio de 2005, se reunieron en Torrelodones representantes de los pueblos de Delligsen (Alemania), Merkplas (Bélgica), Betton (Francia), Grodzisk (Polonia) y del propio Torrelodones (España), donde suscribieron una declaración institucional en la que manifestaron su voluntad de intensificar la colaboración existente en el desarrollo de sus relaciones de hermanamiento y establecer, dentro del marco de la Unión Europea, una Mancomunidad de Pueblos Europeos Hermanados.
Las ciudades hermanadas con Torrelodones actualmente son:
- Grodzisk (Polonia)
- Betton (Francia)
- Merksplas (Bélgica)
- Delligsen (Alemania)
- Barberino di Mugello (Italia)

Tras la reunión de la Asociación Pueblos Europeos del 3 de abril de 2009 en Grodzisk, se han sumado a la Asociación las ciudades de Dolyna (Ucrania), Tabor (República Checa) y Birzai (Lituania).